# Biserica de lemn din Vălani de Pomezeu

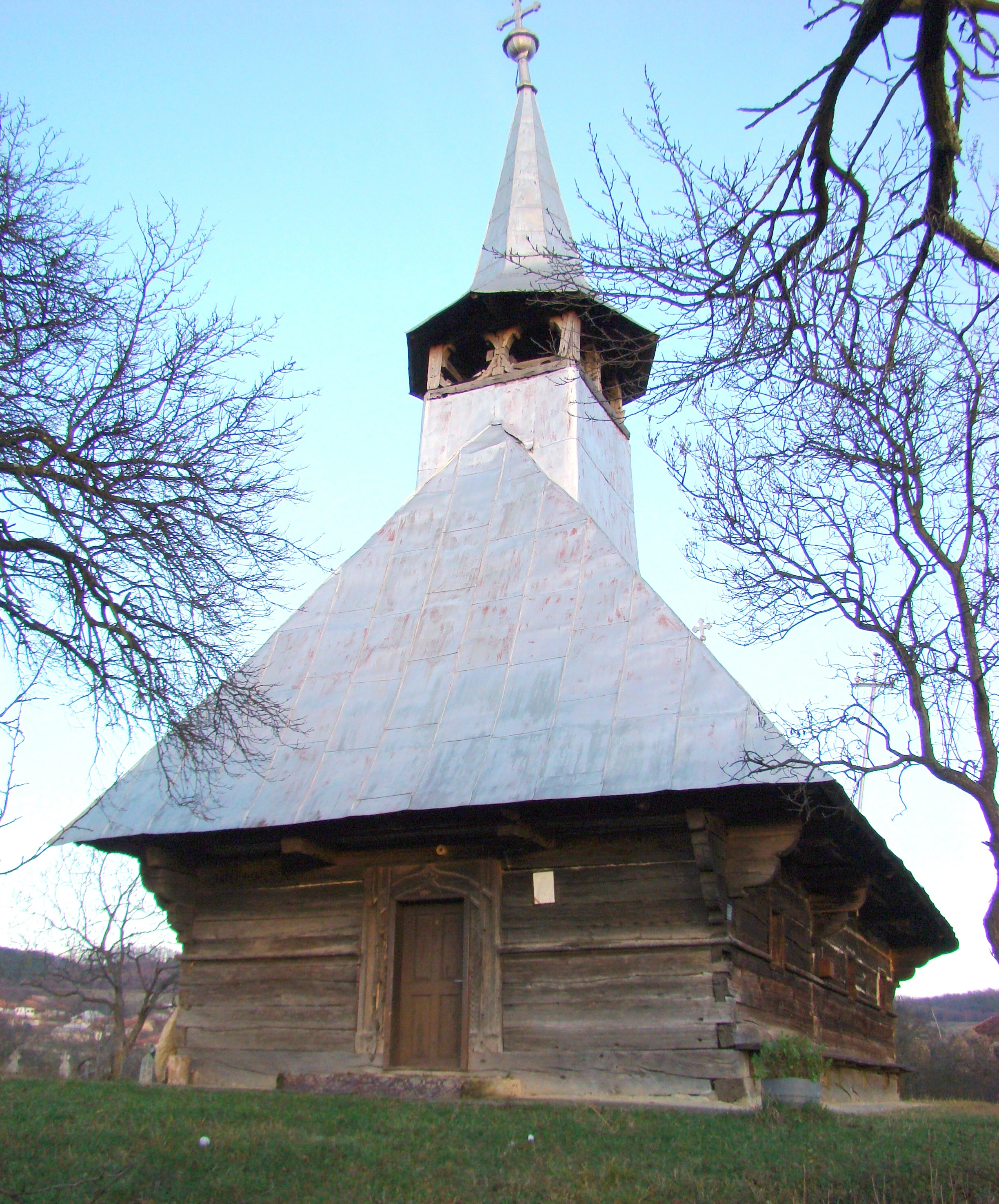
Biserica de lemn „Sfântul Nicolae” din Vălani de Pomezeu, comuna Pomezeu, județul Bihor, foto: noiembrie 2009.

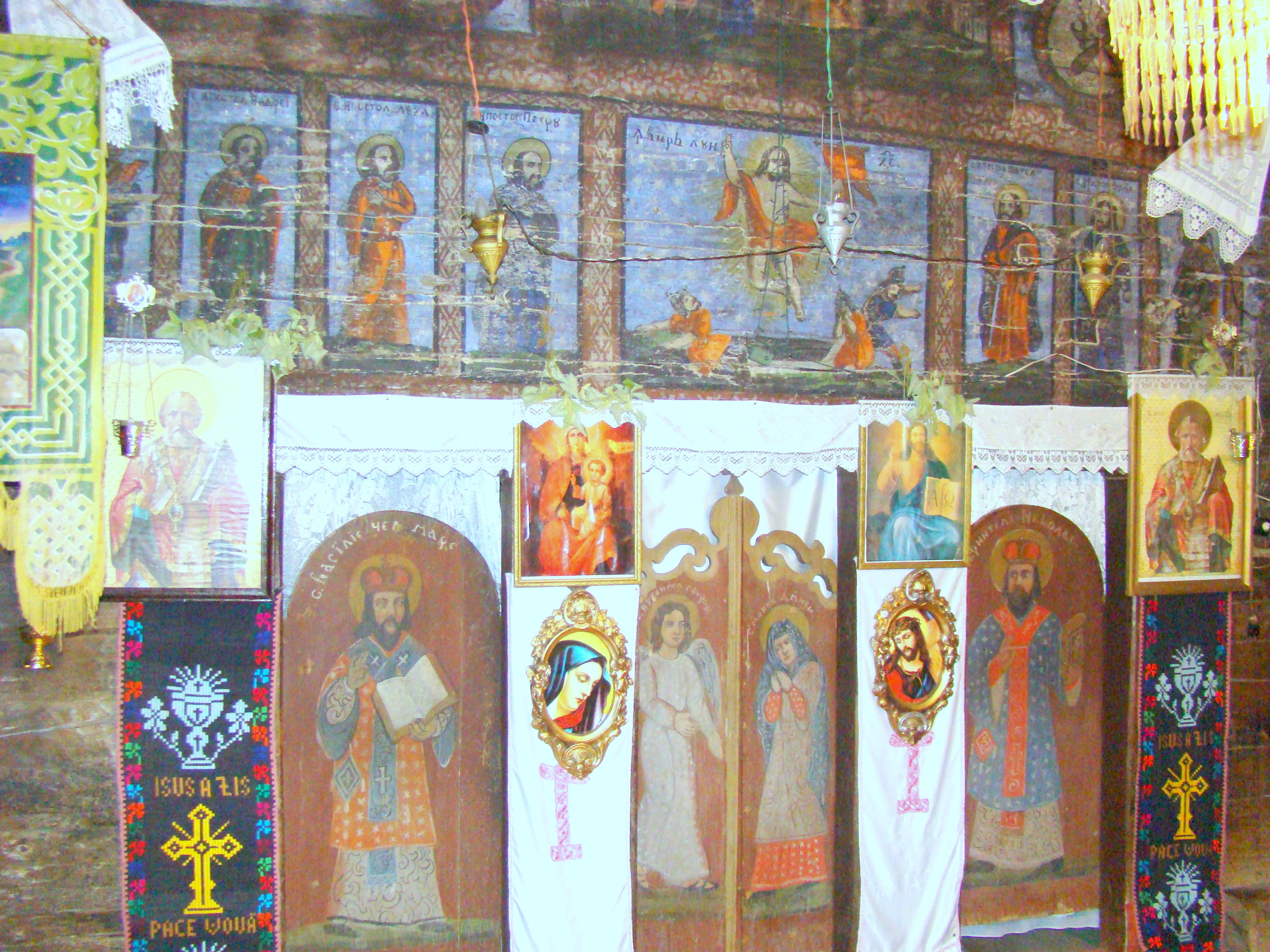
Iconostasul

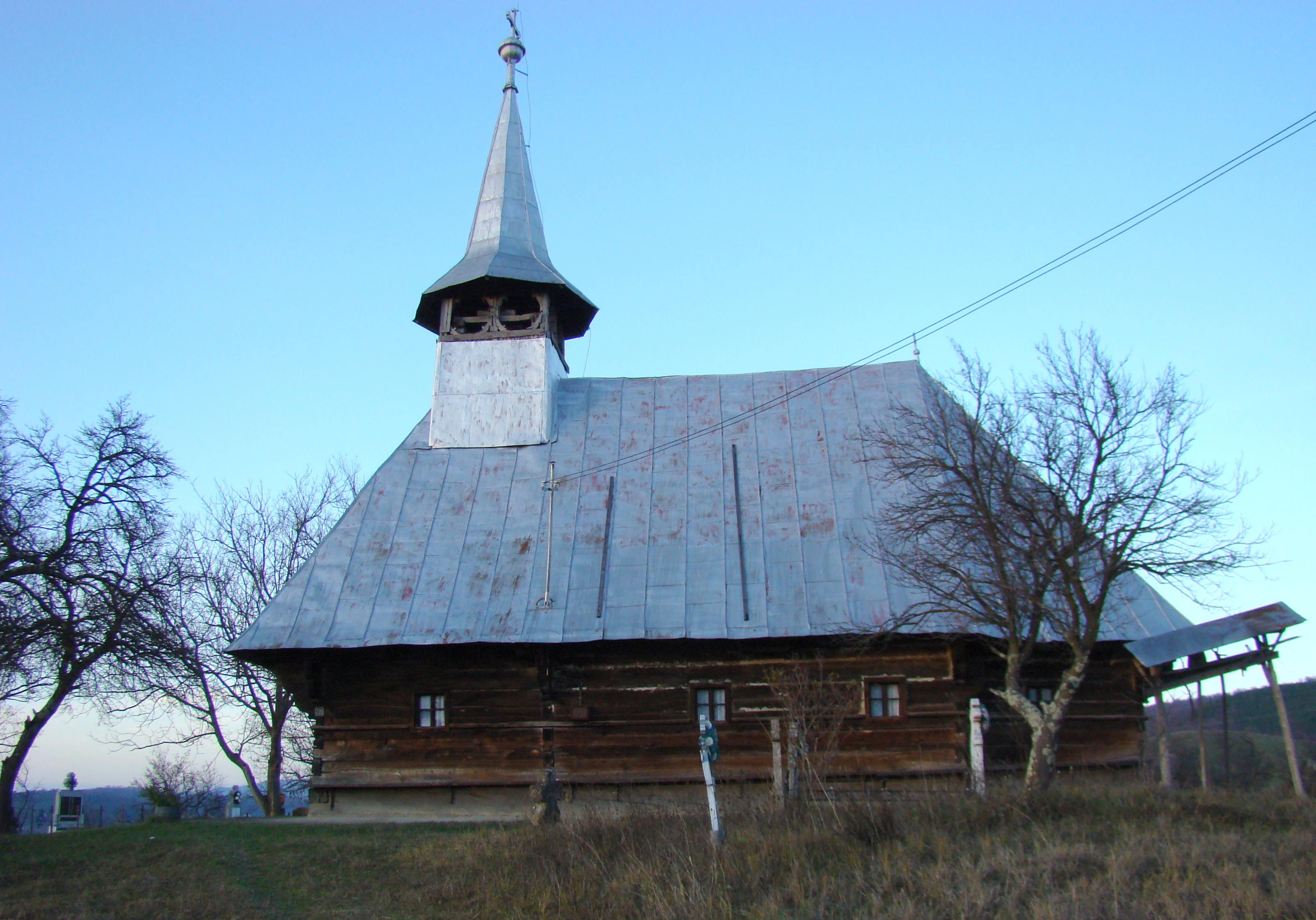
Biserica (sud)

Biserica de lemn din Vălani de Pomezeu, comuna Pomezeu, județul Bihor, datează din secolul XVIII (1730). Are hramul „Sfântul Nicolae”. Biserica se află pe noua listă a monumentelor istorice sub codul LMI:  BH-II-m-B-01227.

## Istoric și trăsături
Biserica „Sfântul Nicolae" a fost construită din lemn de gorun în anul 1730 de locuitorii satului Vălani de Pomezeu. Nava are plan dreptunghiular, iar absida decroșată are plan trapezoidal. 
Sistemul de boltire este, în tindă, tavan drept de scânduri, naosul-boltă semicilindrică și absida-trunchi de con. Scândurile bolților sunt legate între ele prin arcurile-dublou în extrados. În naos, arcul se sprijină pe capetele grinzii-tirant așezată pe console prinse de pereți prin cuie groase de fier. Un stâlp de legătura între arc și tirant a fost cioplit cu succesiuni de romboedre. Arcul-dublou și grinda-tirant sunt împodobite cu motivul frânghiei, cu răsuciri într-un singur sens. La mijlocul grinzii-tirant se află motivul rozetei cu șase petale înscrisă în cercul solar. Ancadramentele ușilor sunt ornamentate cu frânghii paralele, dublate de șirurile „dinților de fierăstrău", asociate la naos cu rozeta, iar la tindă cu motive stelare. Pictura a fost executată în două etape. Vechiul strat, parțial păstrat în altar, datează din secolul al XVIII-lea, iar al doilea strat, din 1867, este opera zugravului M. Palann, semnat pe peretele de vest al naosului. Acesta nu a reușit să se ridice la nivelul artistic al predecesorului său. Ciclul iconografic al bisericii din Vălani de Pomezeu se prezintă astfel: bolta naosului este compartimentată în 24 de casete rectangulare în care sunt zugrăvite imagini precum „Înălțarea Domnului”, arhangheli și evangheliști. Până în anul 1997, luna septembrie, biserica a aparținut parohiei Coșdeni ca și filie; de atunci a devenit parohie de sine stătătoare. Biserica nu deține obiecte de valoare, nici icoane vechi, toate s-au predat Muzeului de la Protopopiatul Beiuș.

## Imagini din exterior

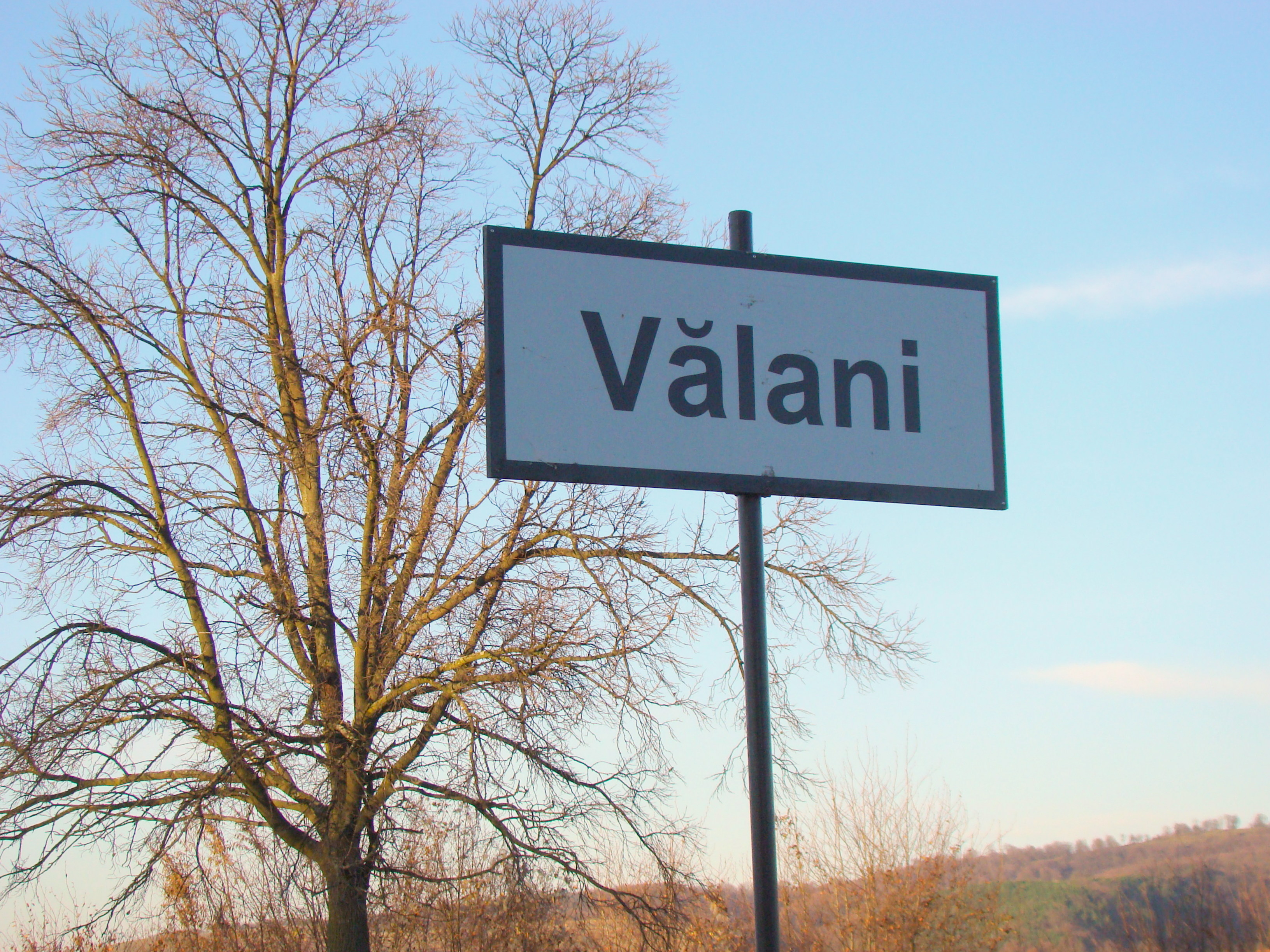
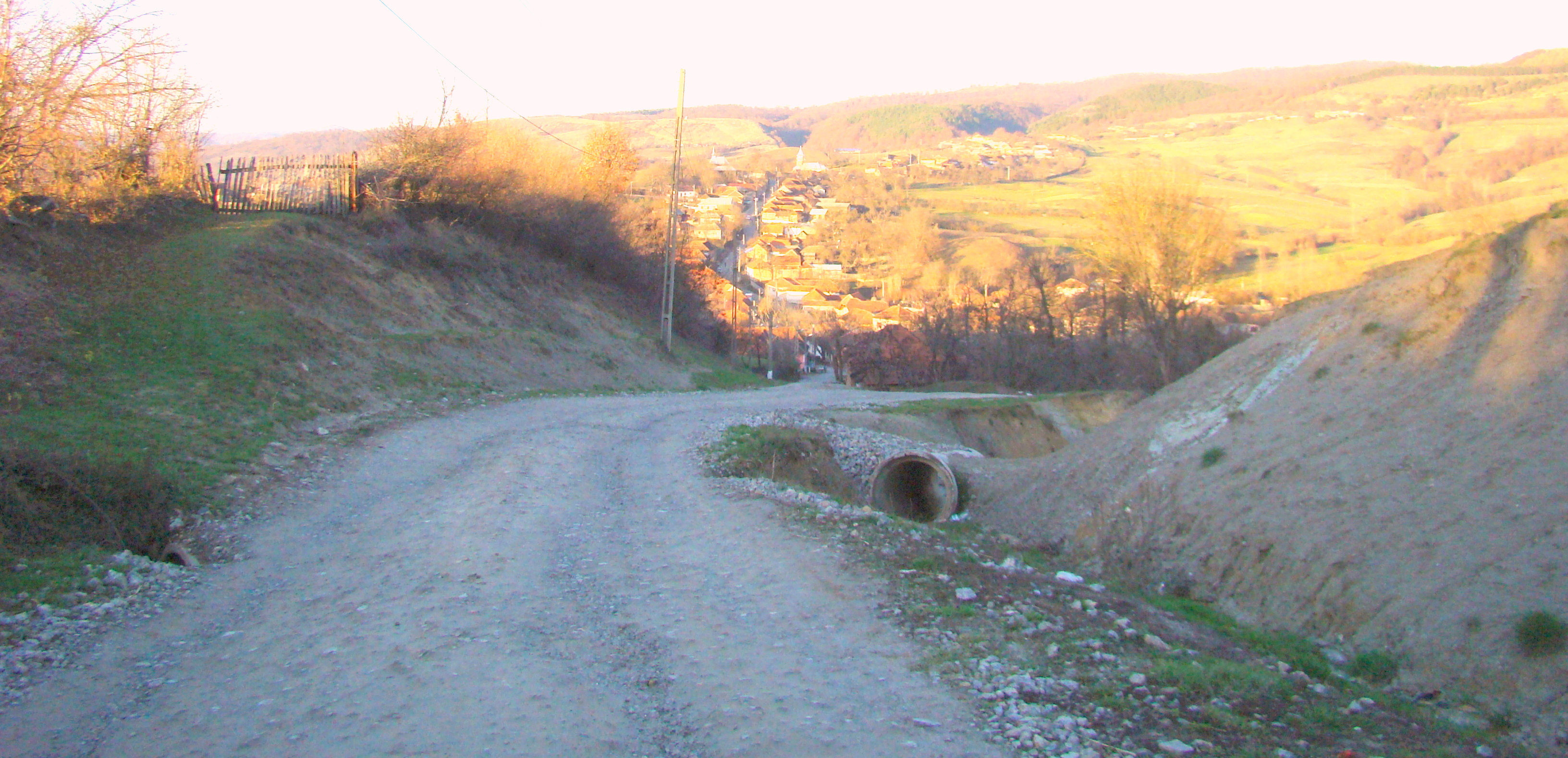
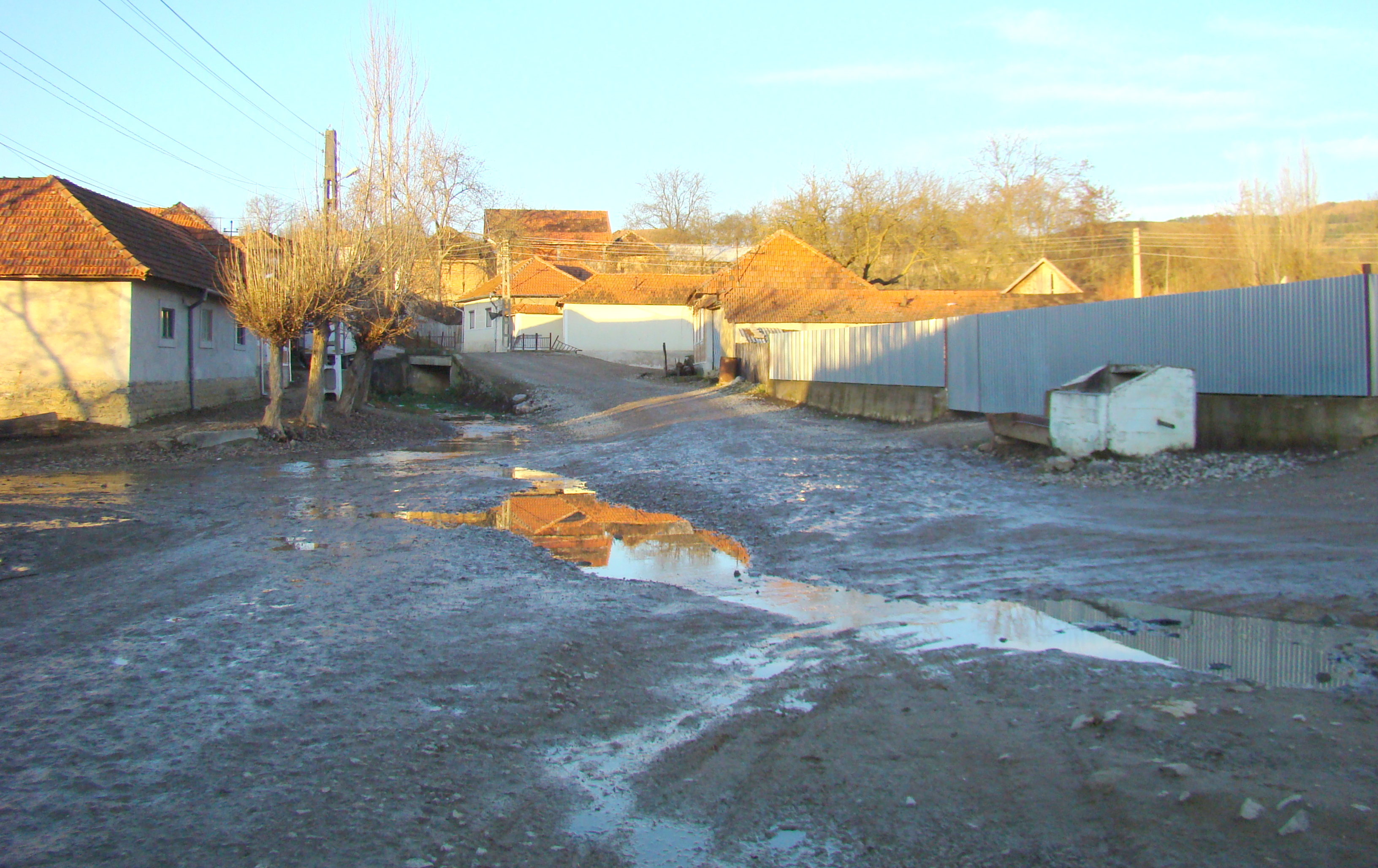
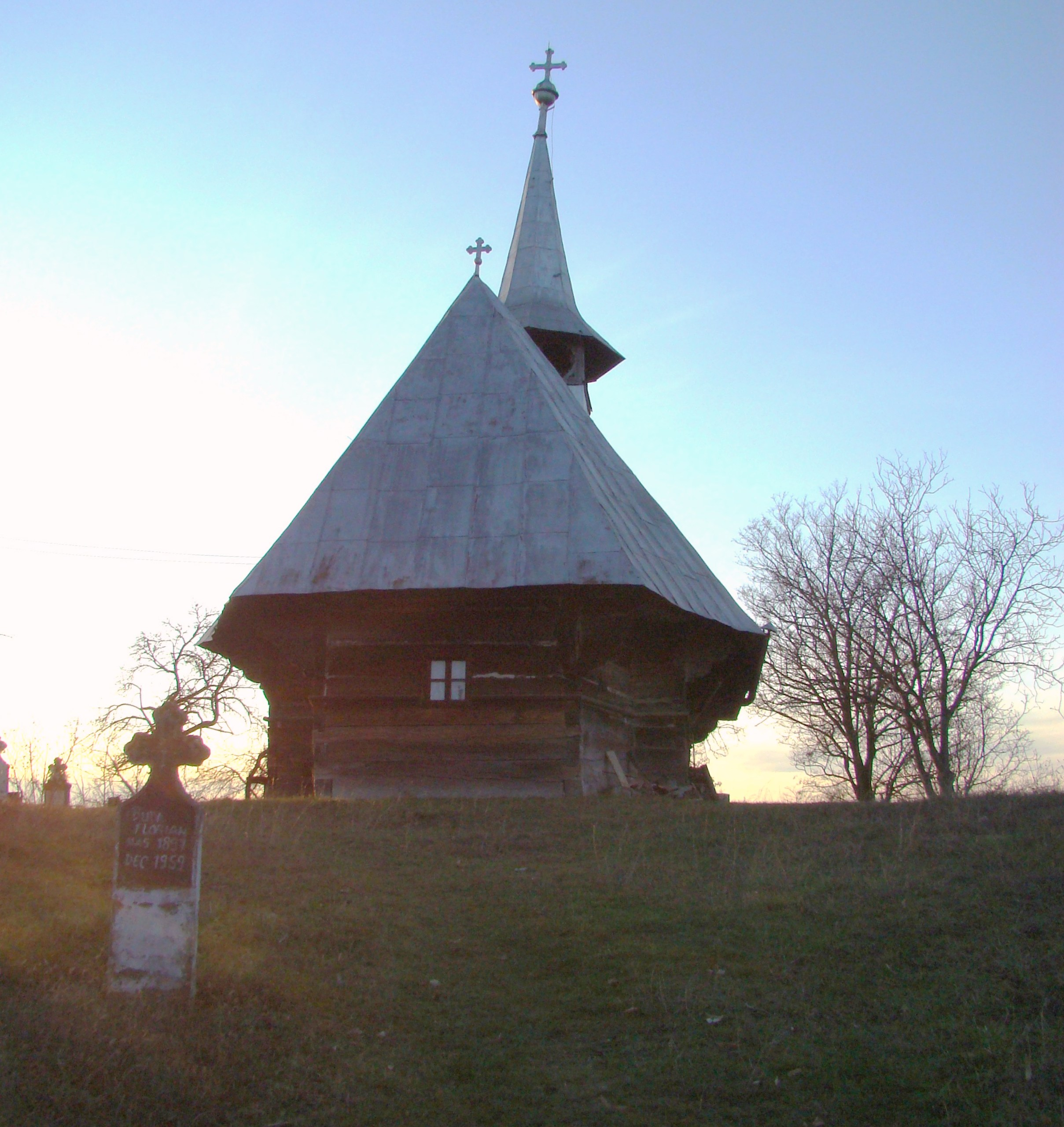
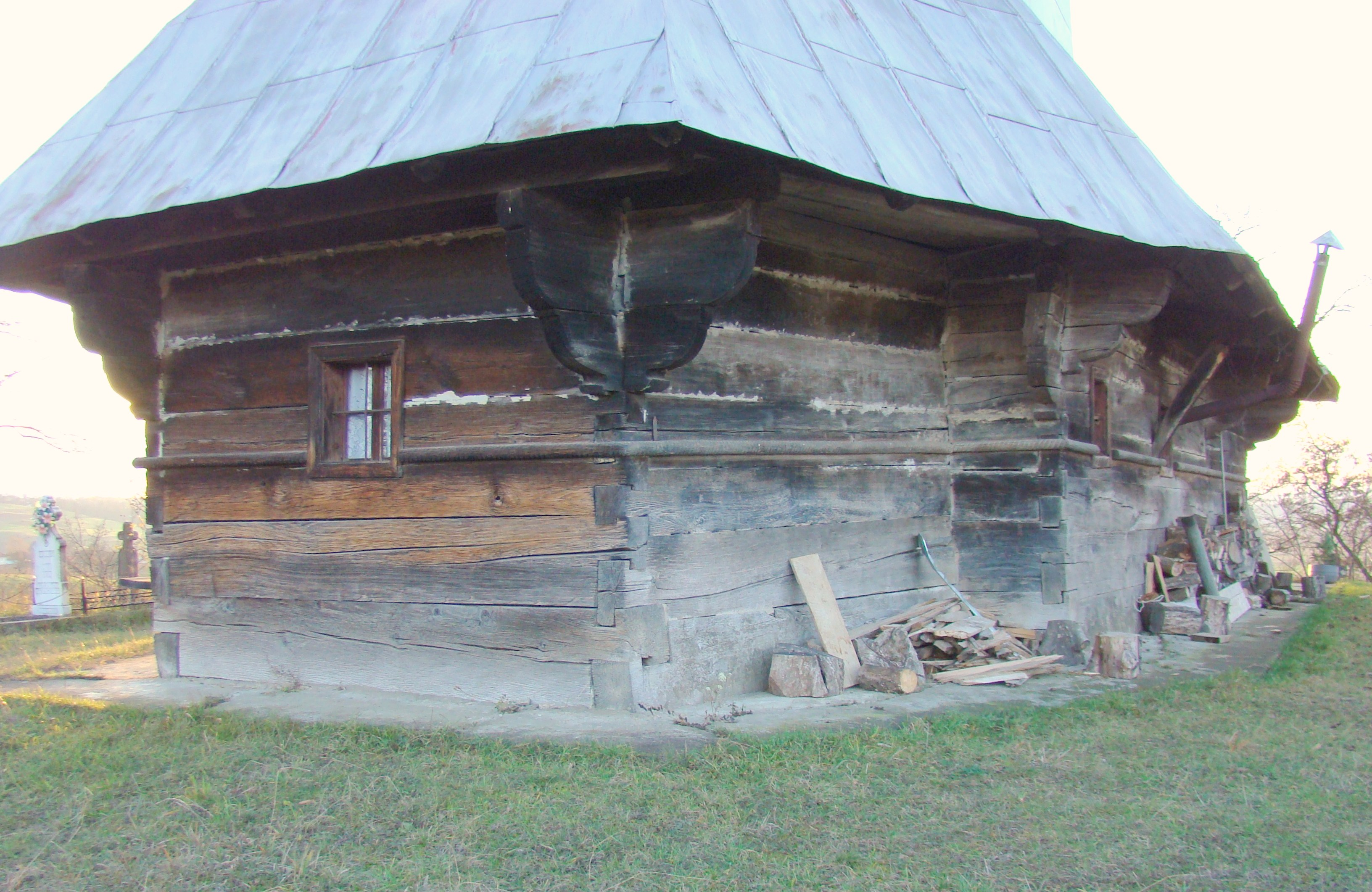
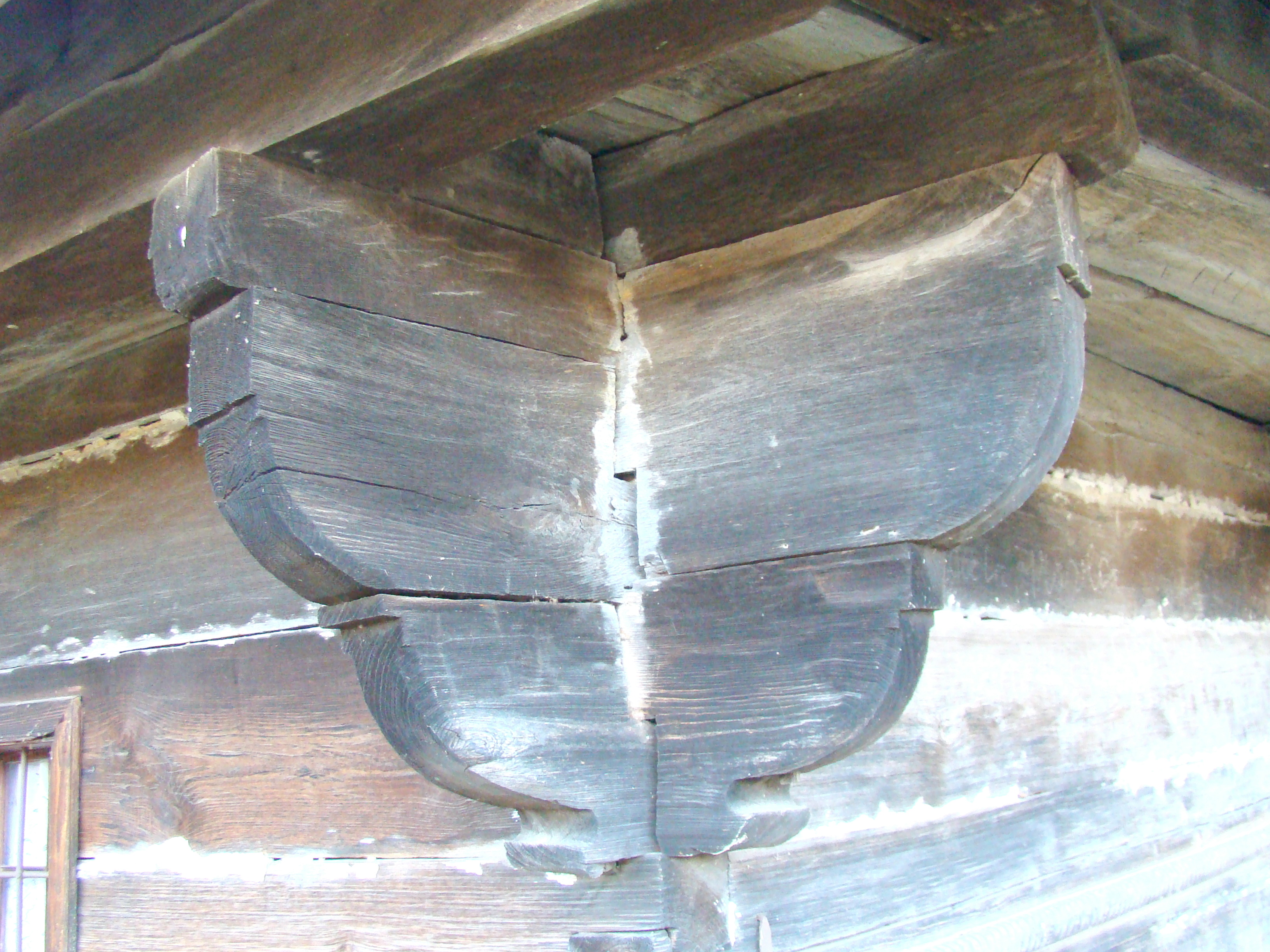
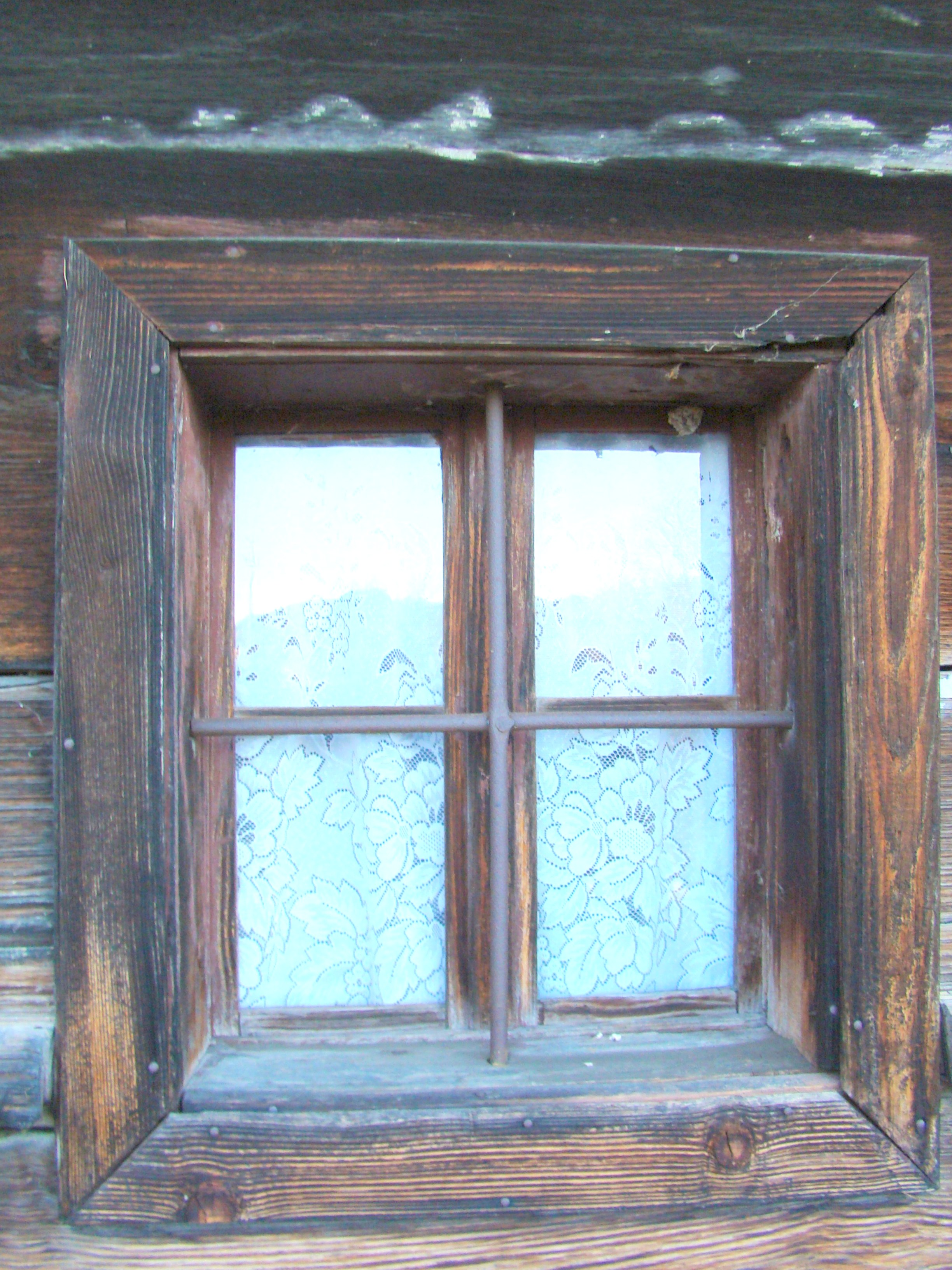
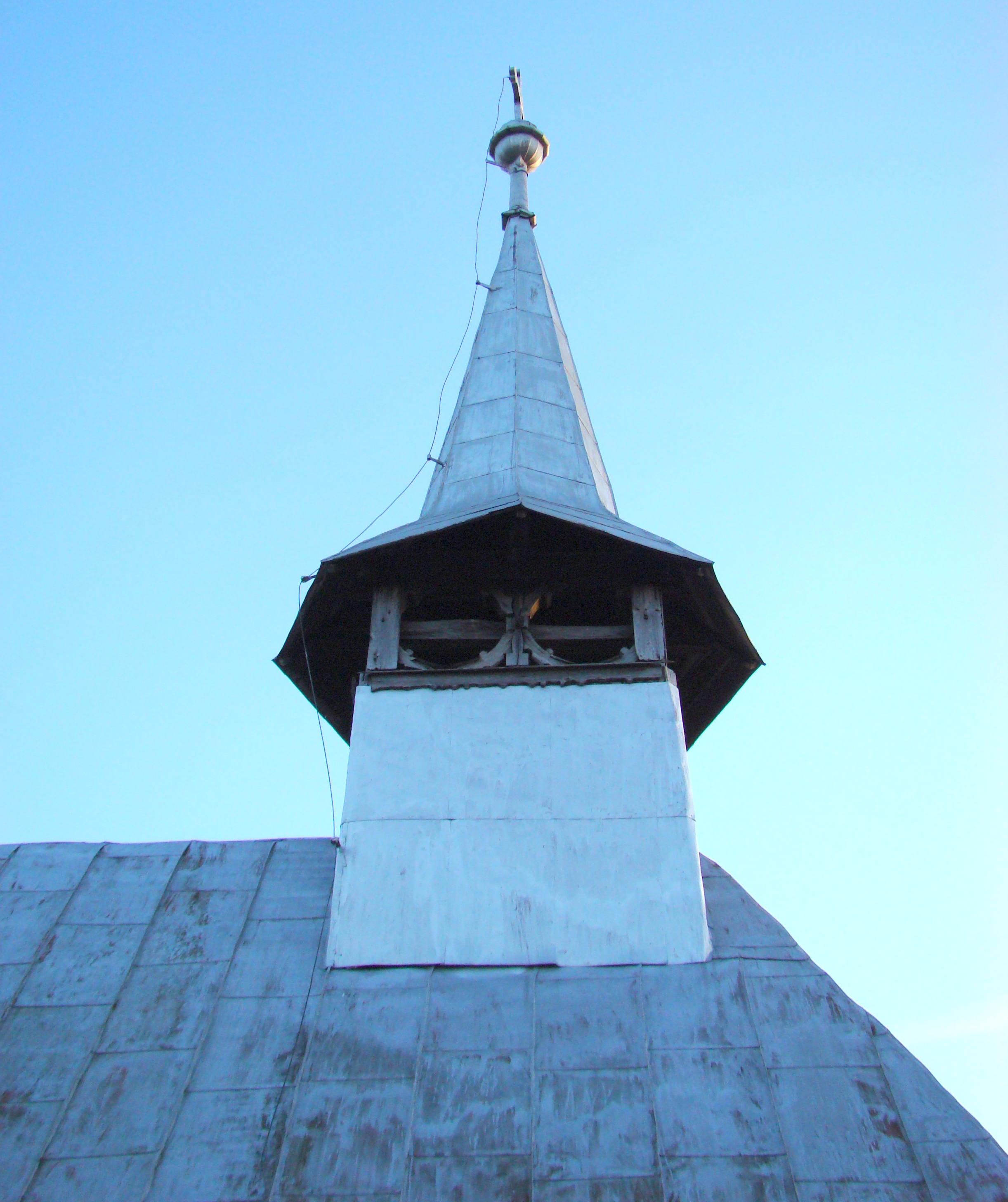
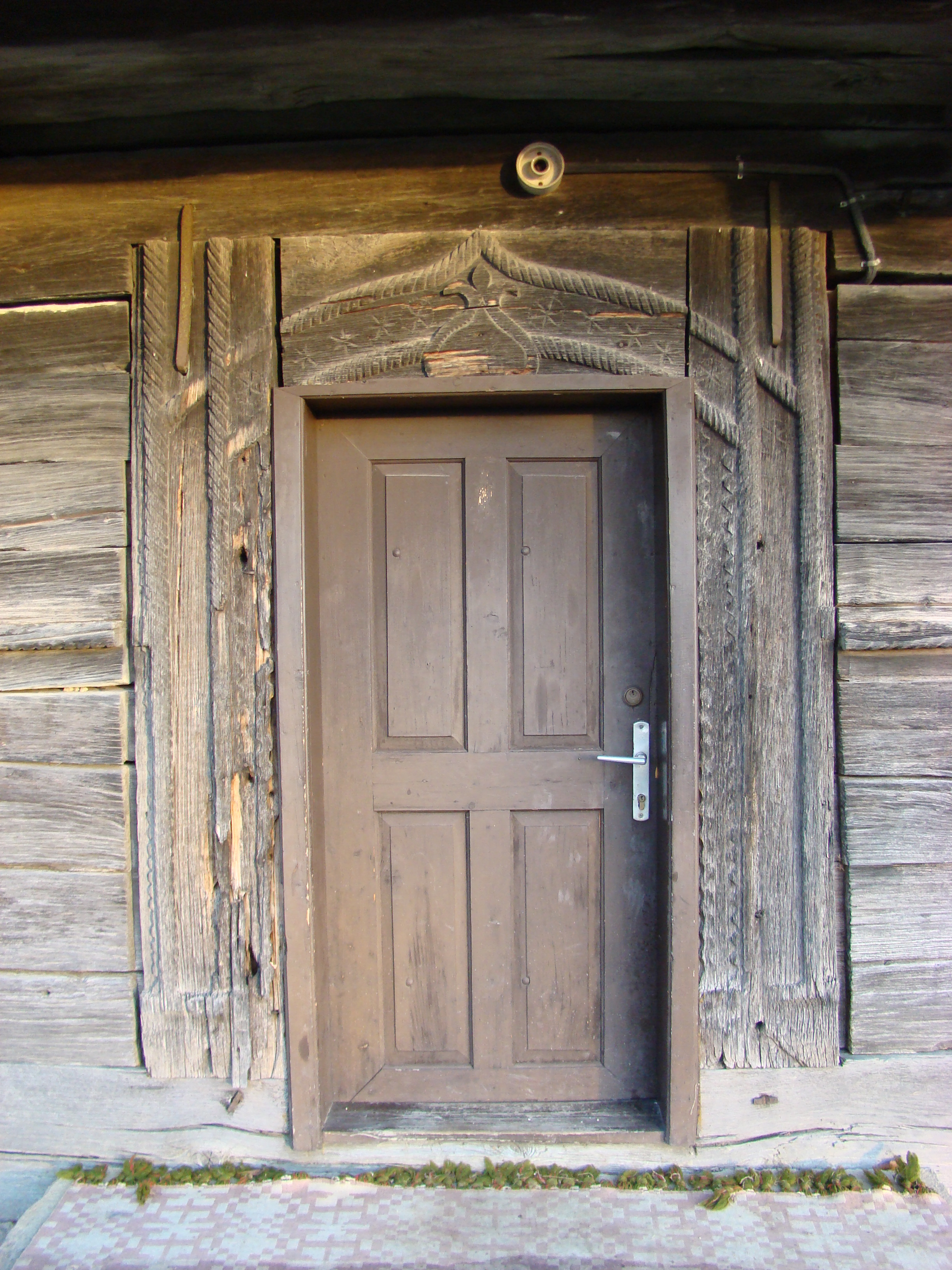
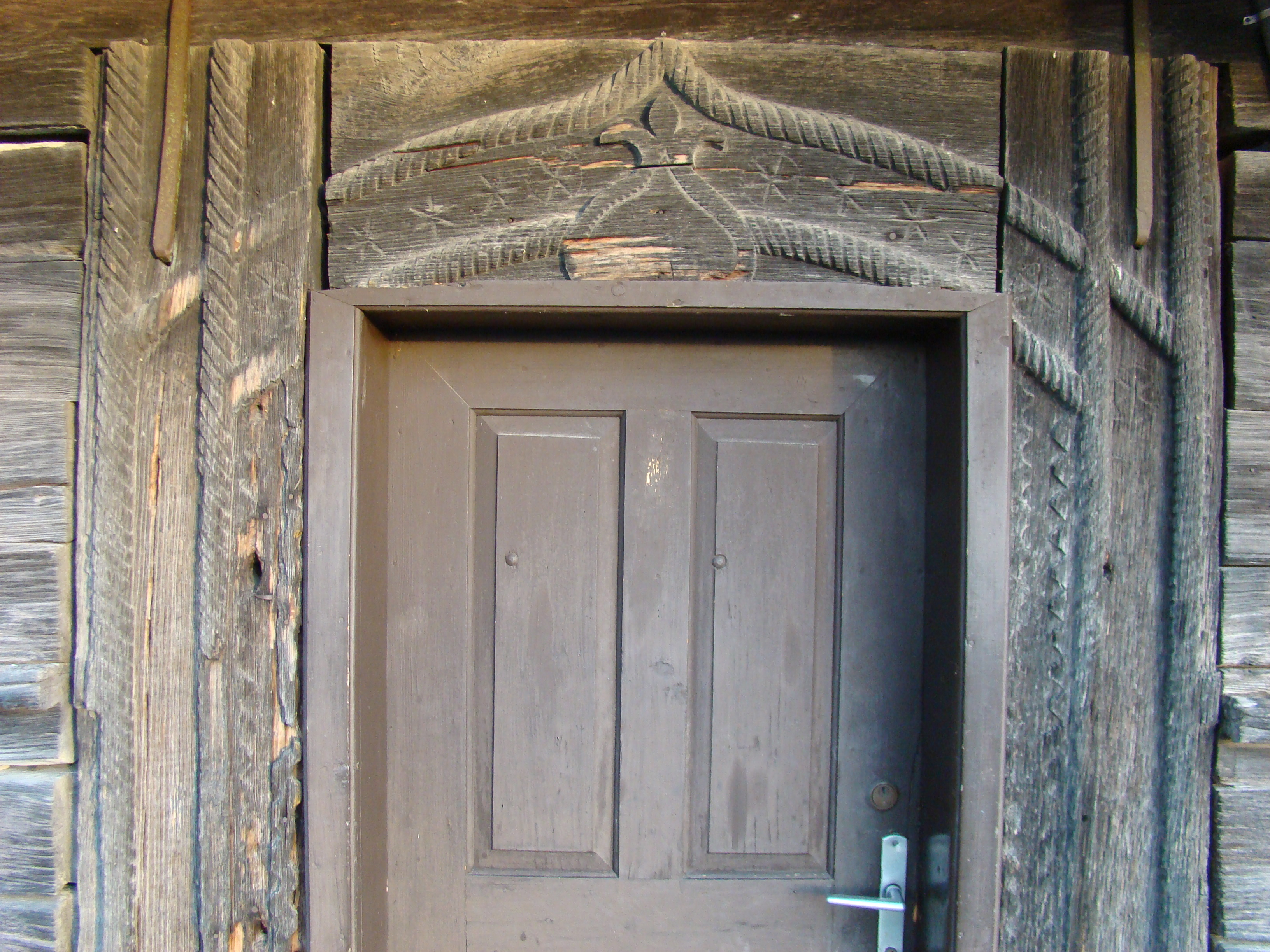
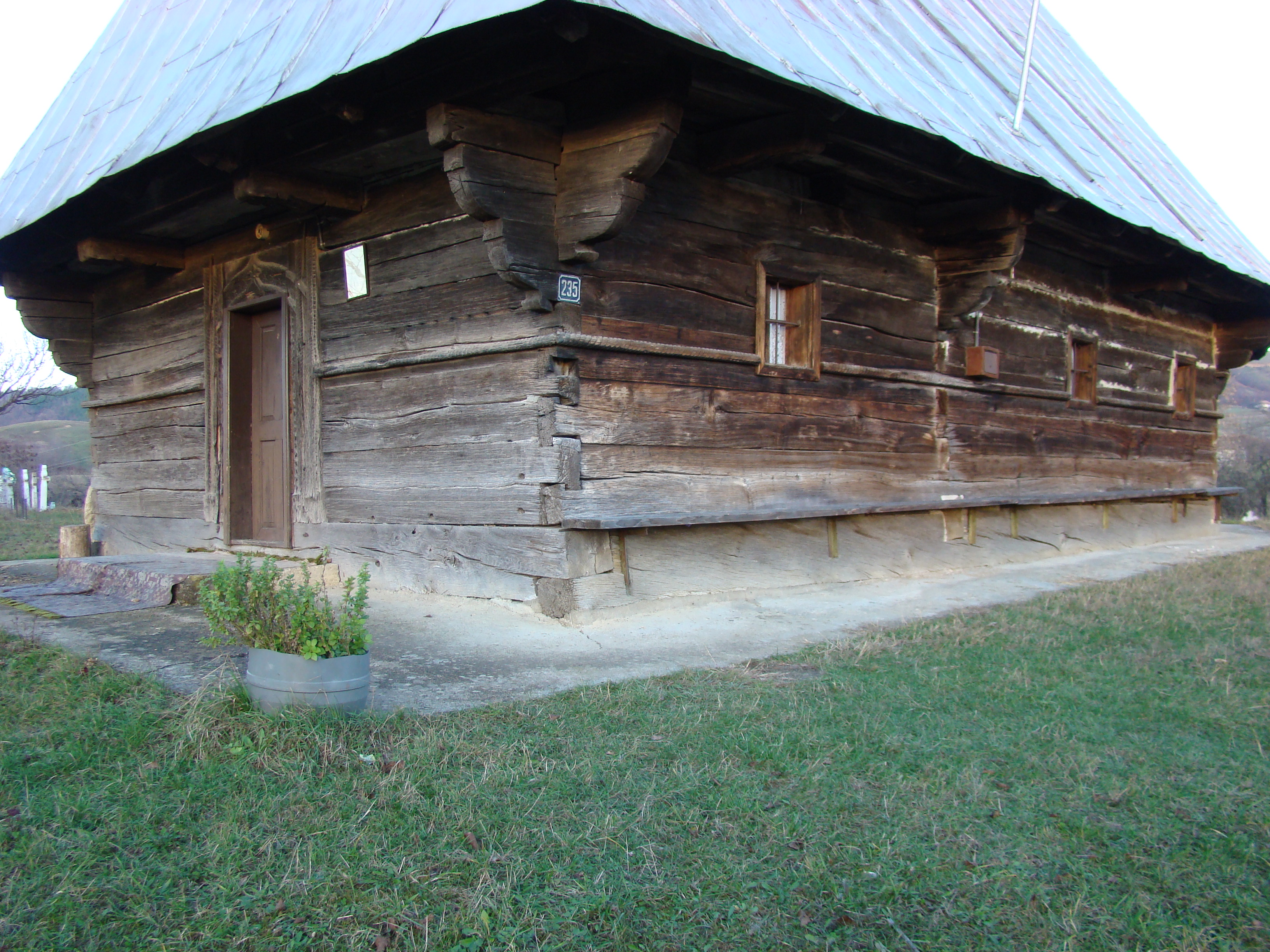
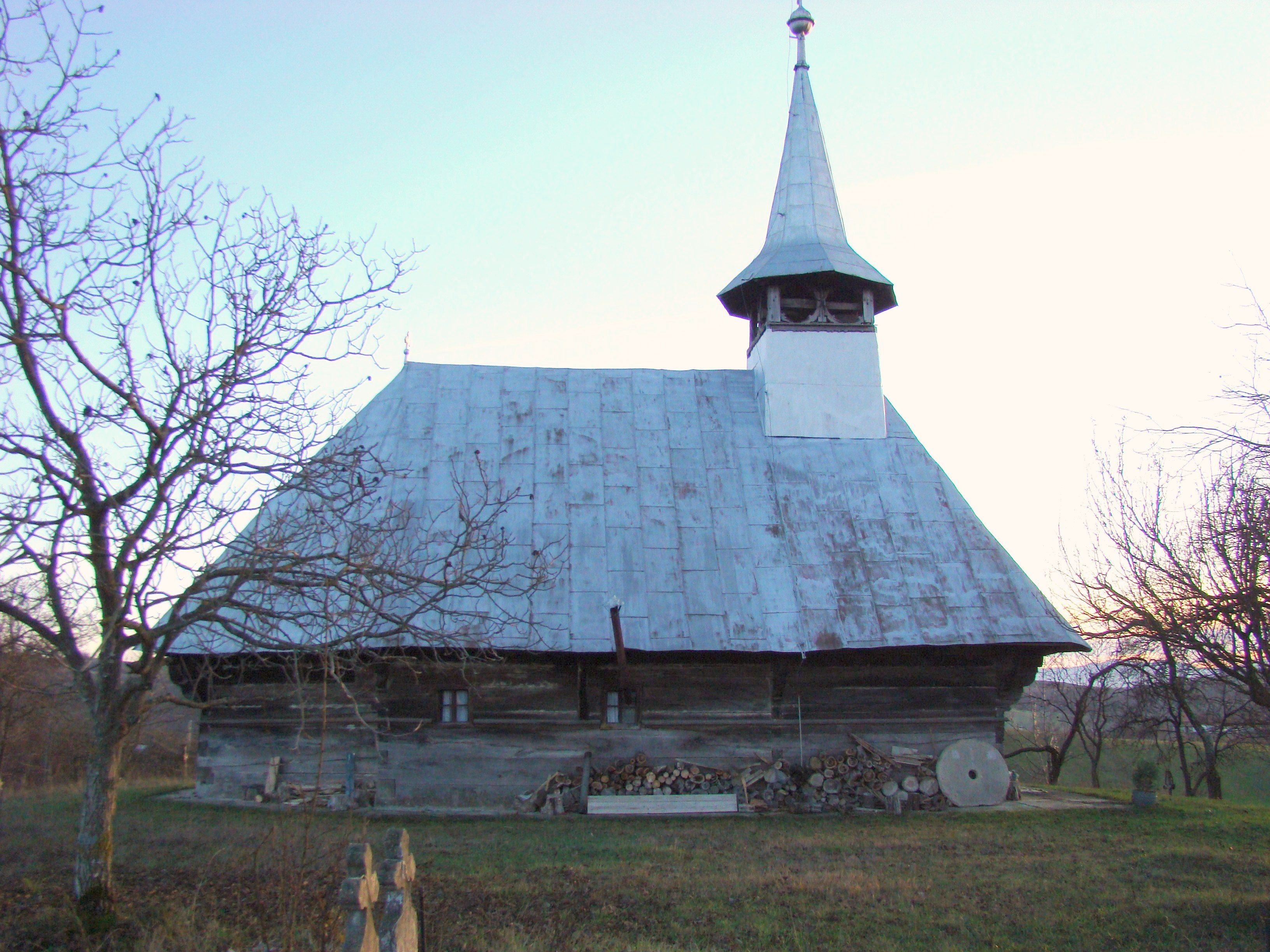
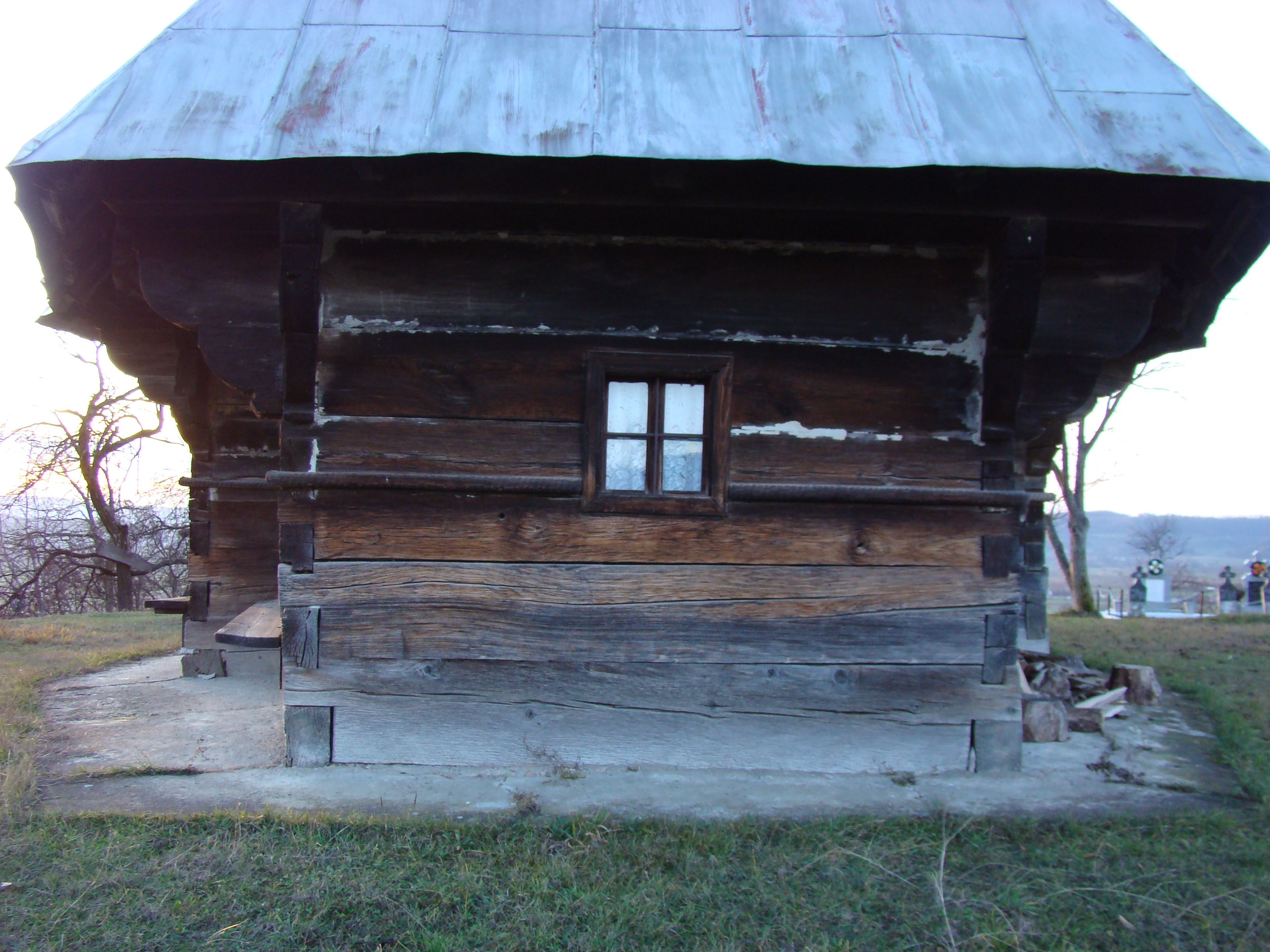
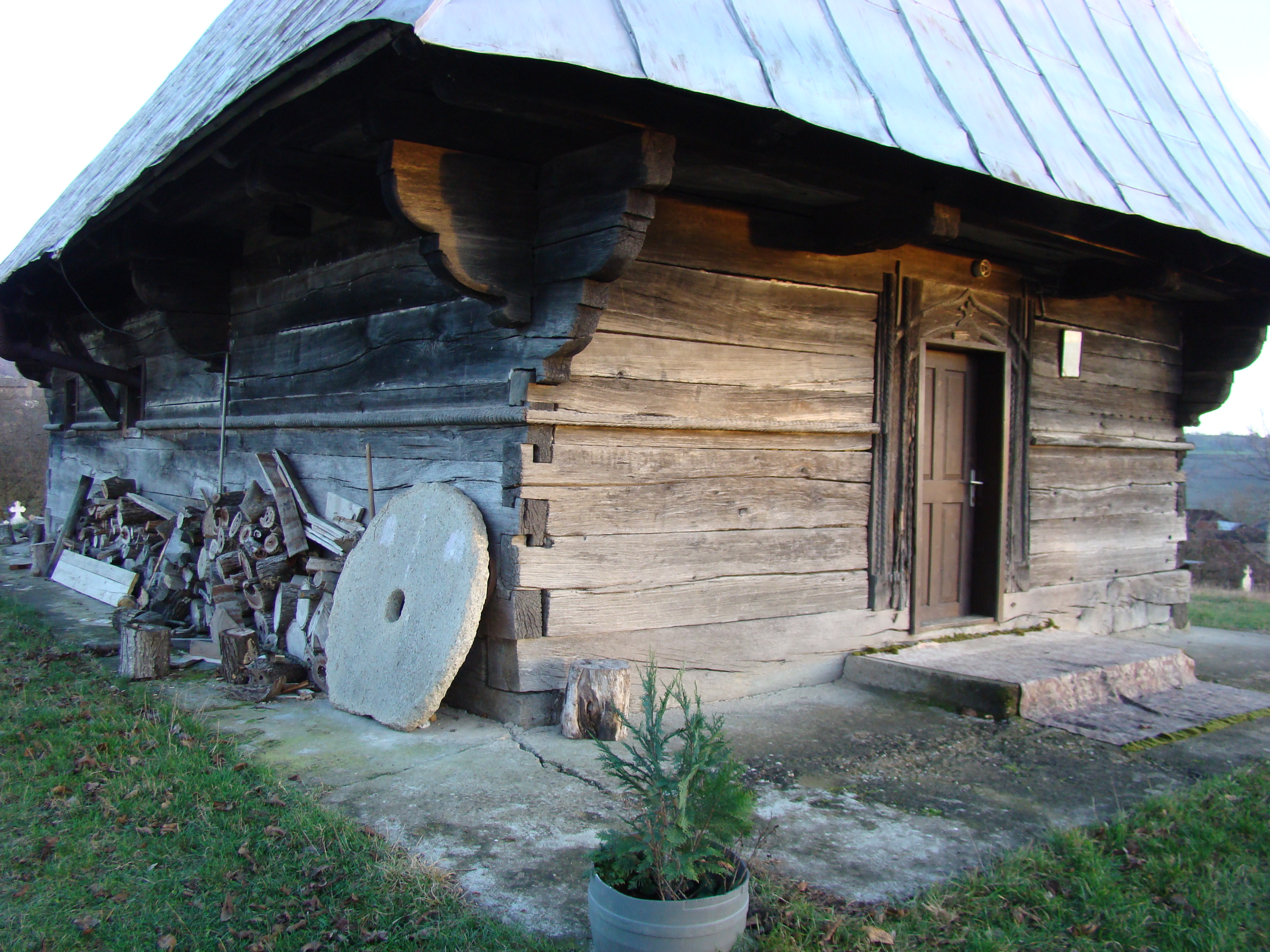
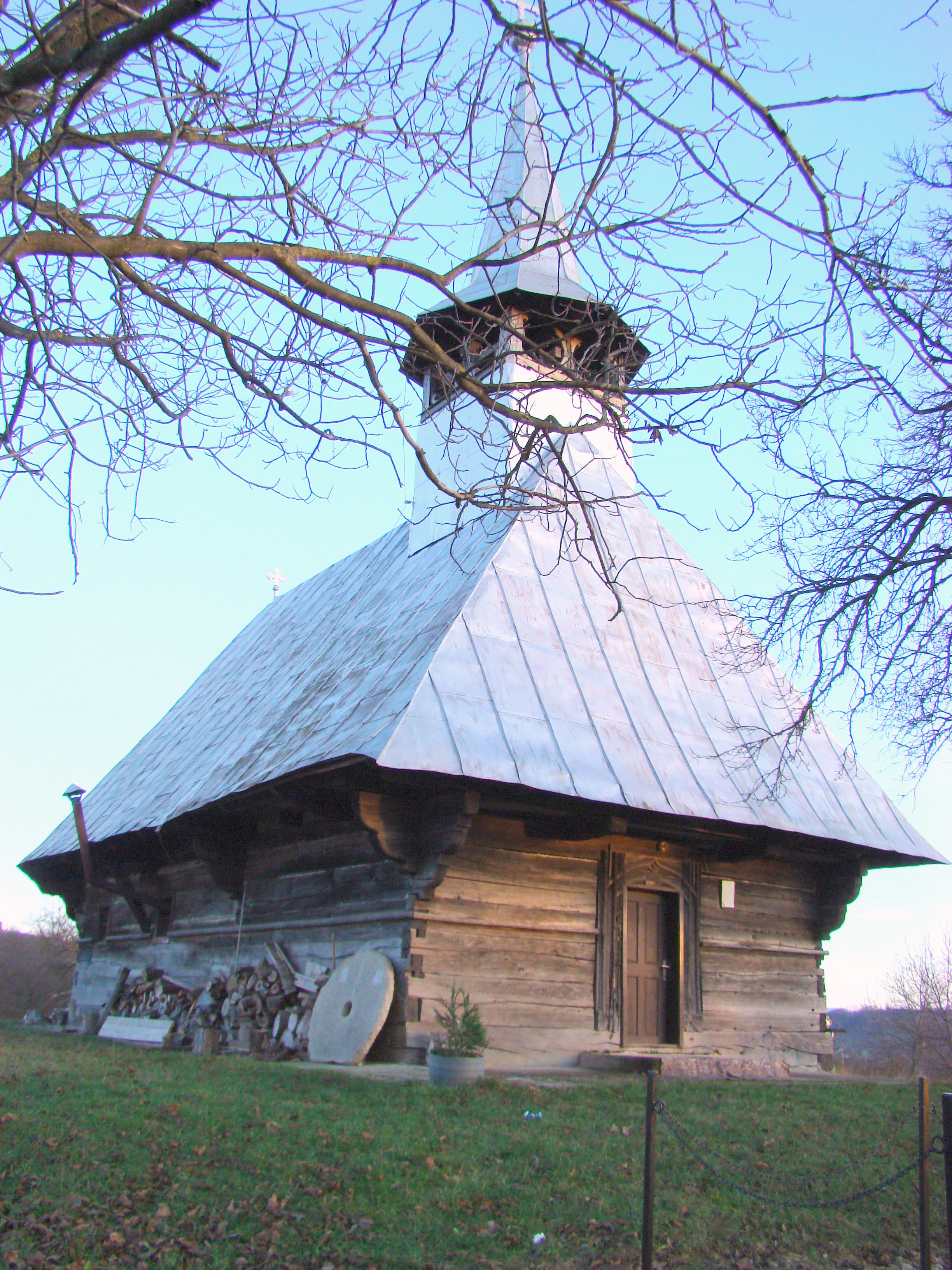
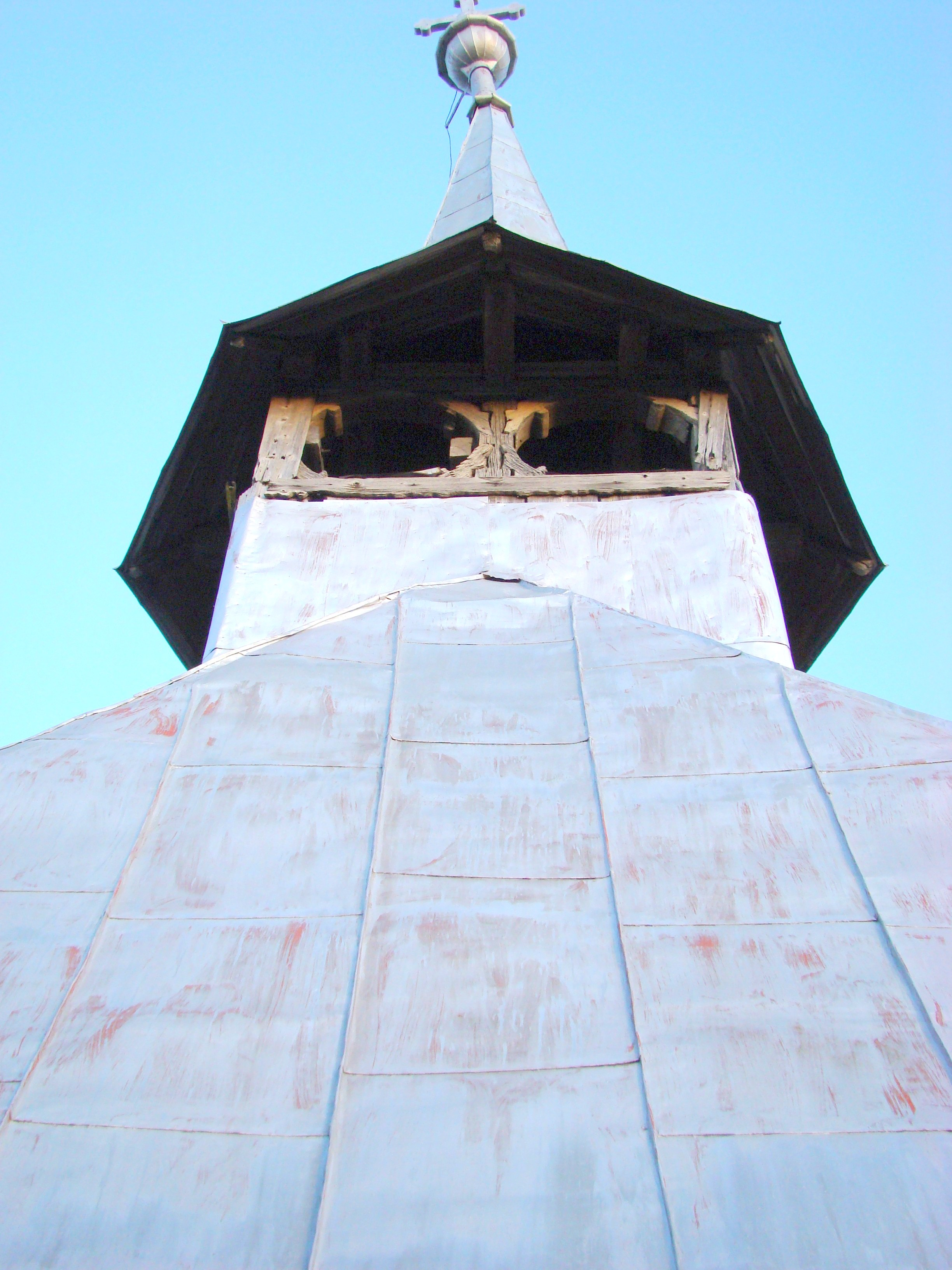
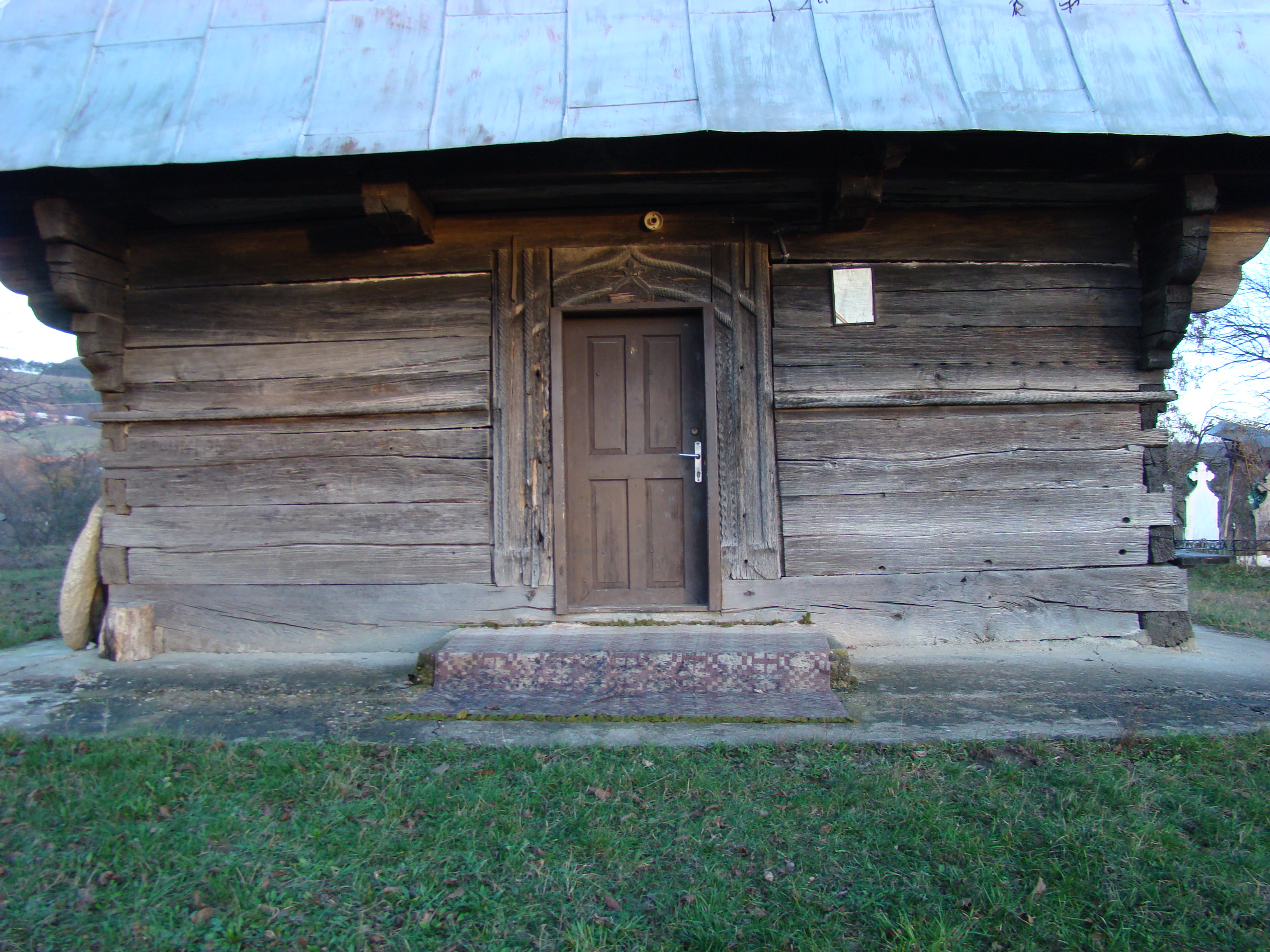
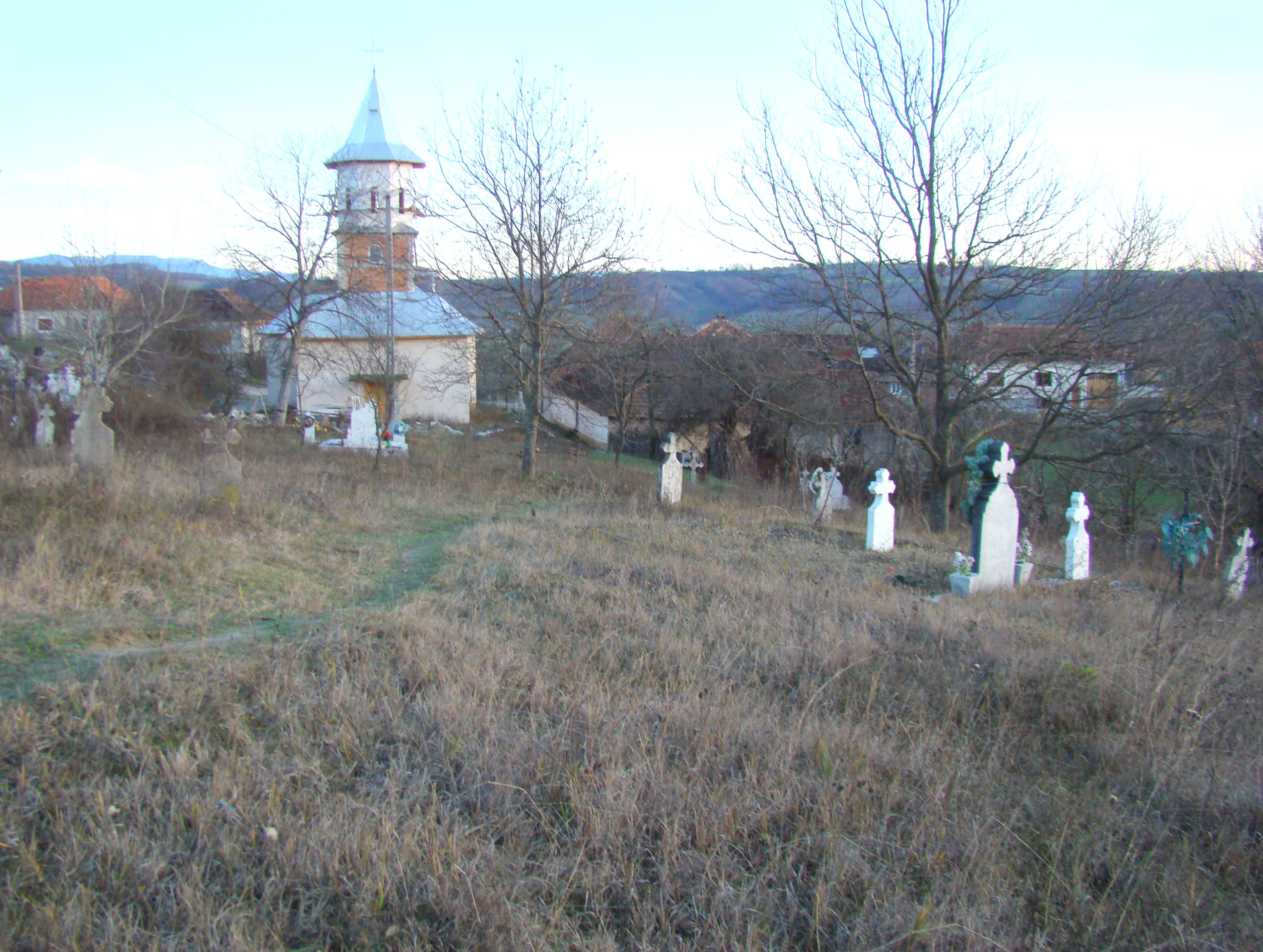
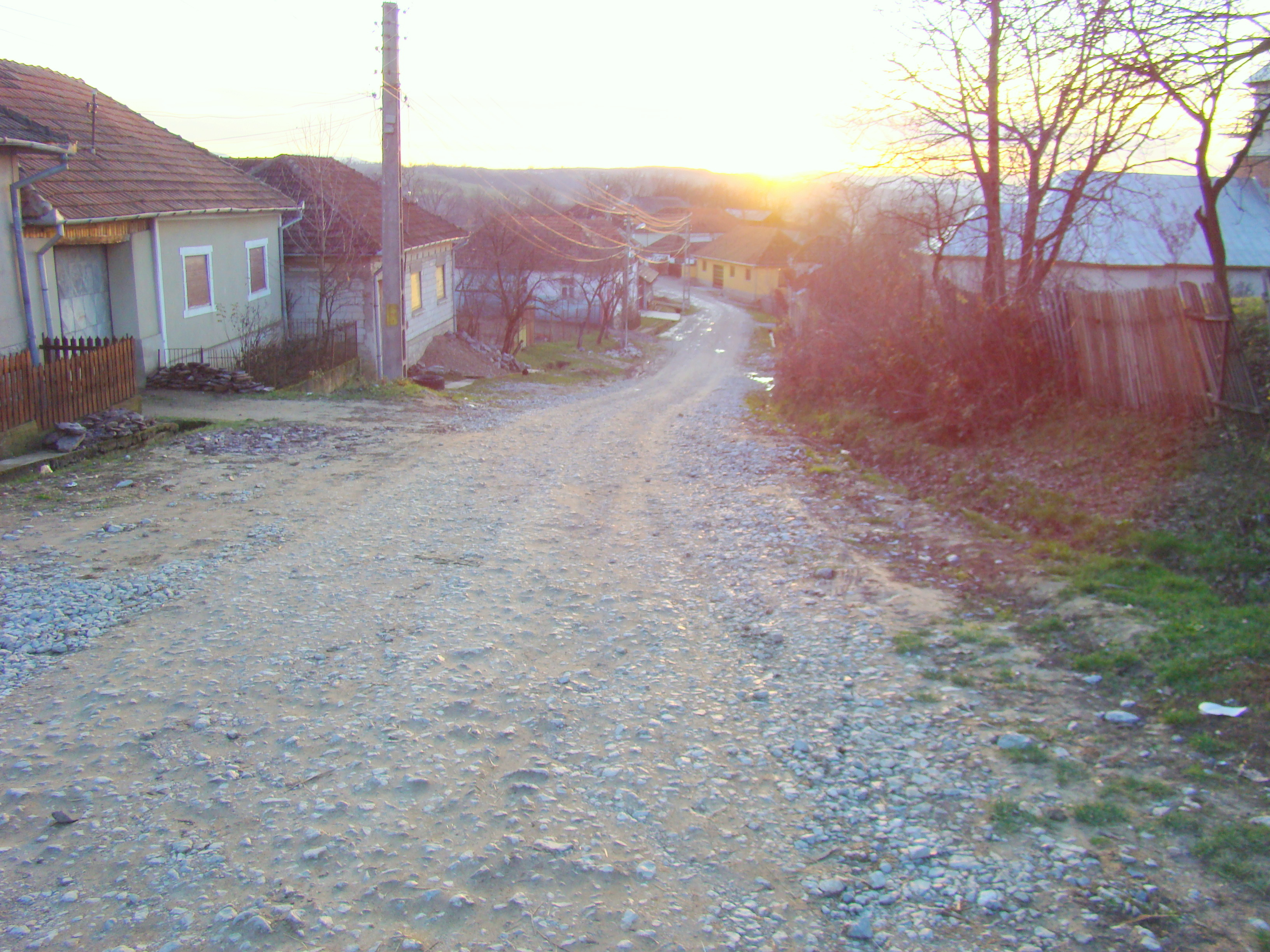

## Imagini din interior

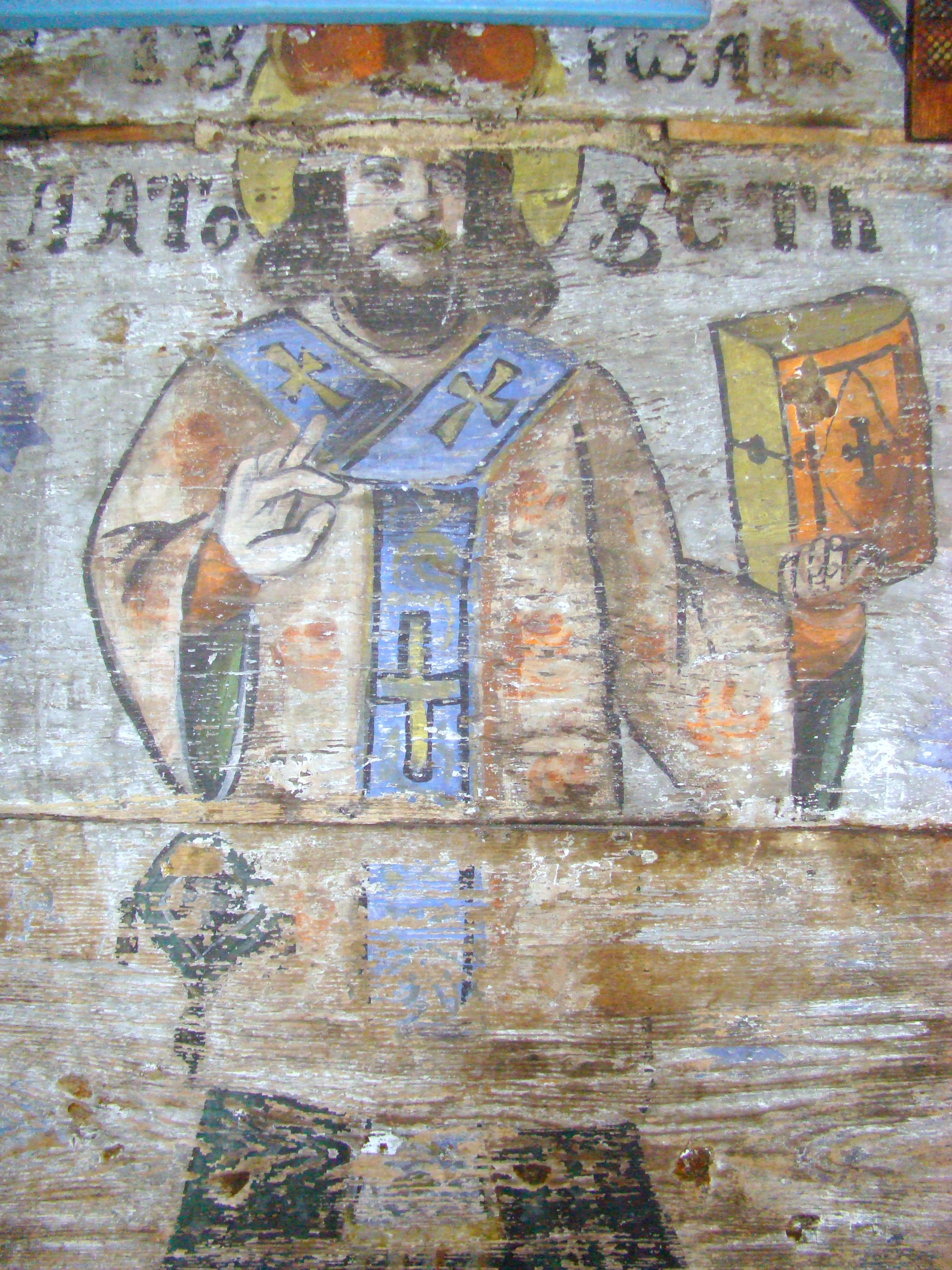
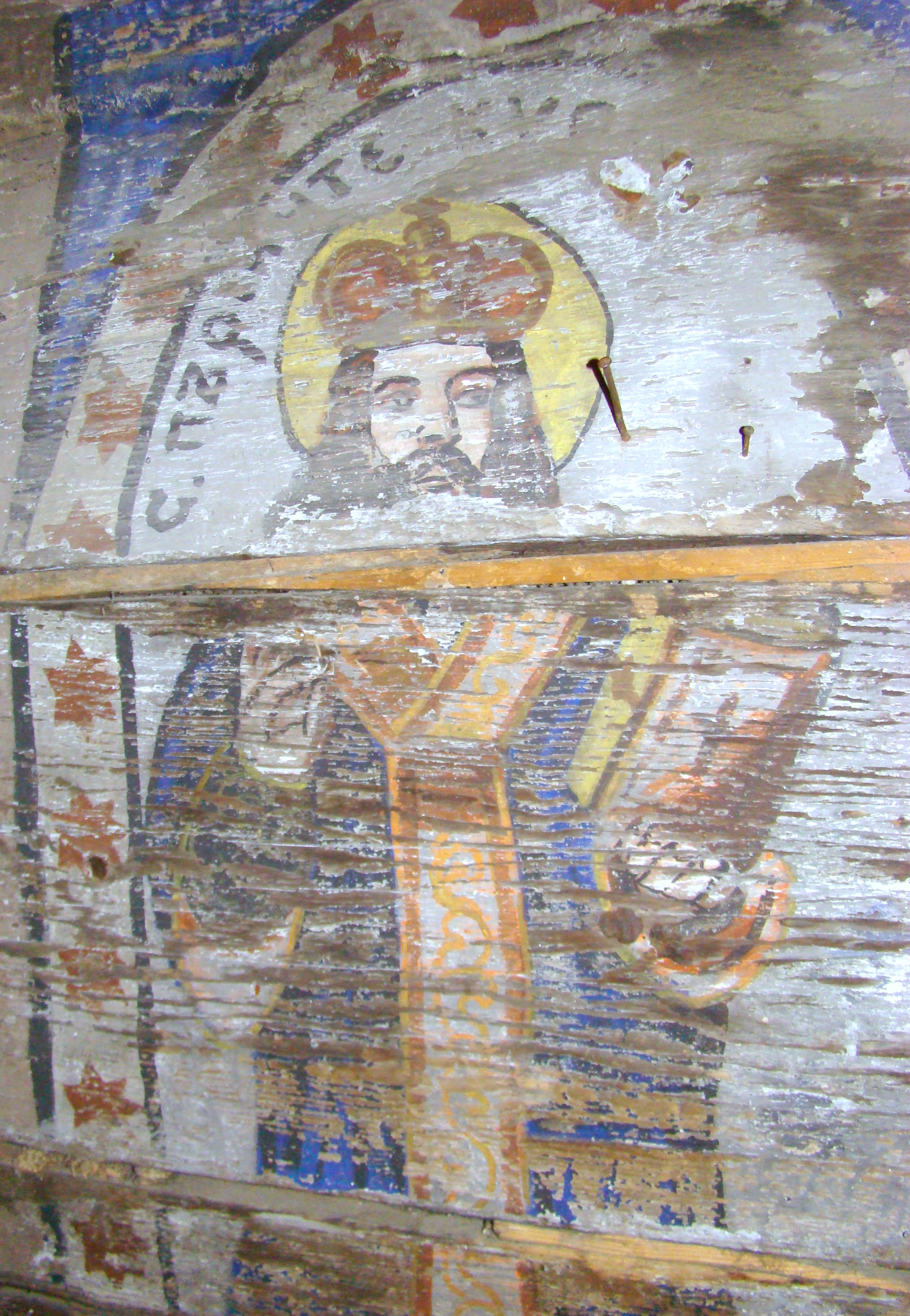
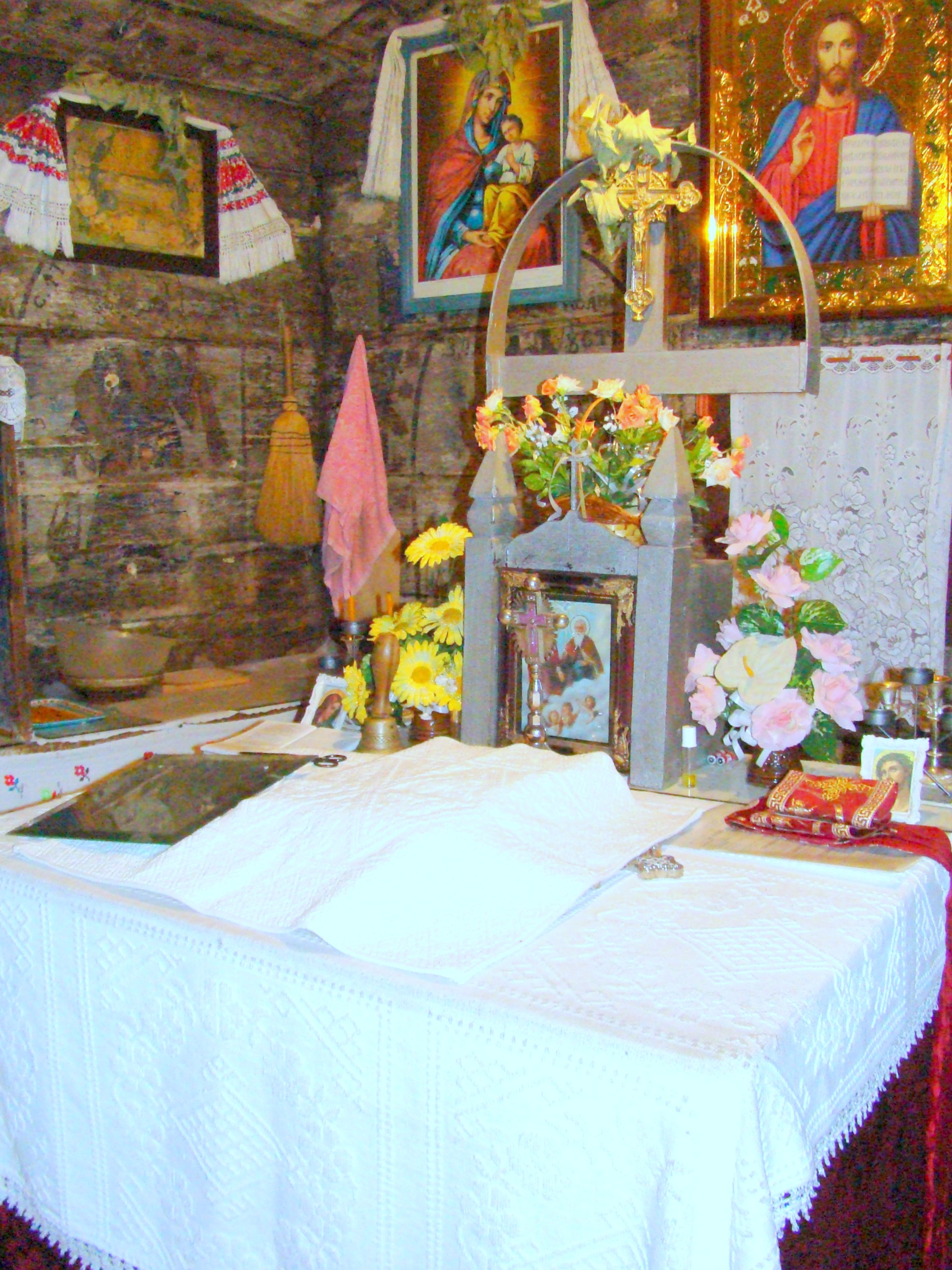
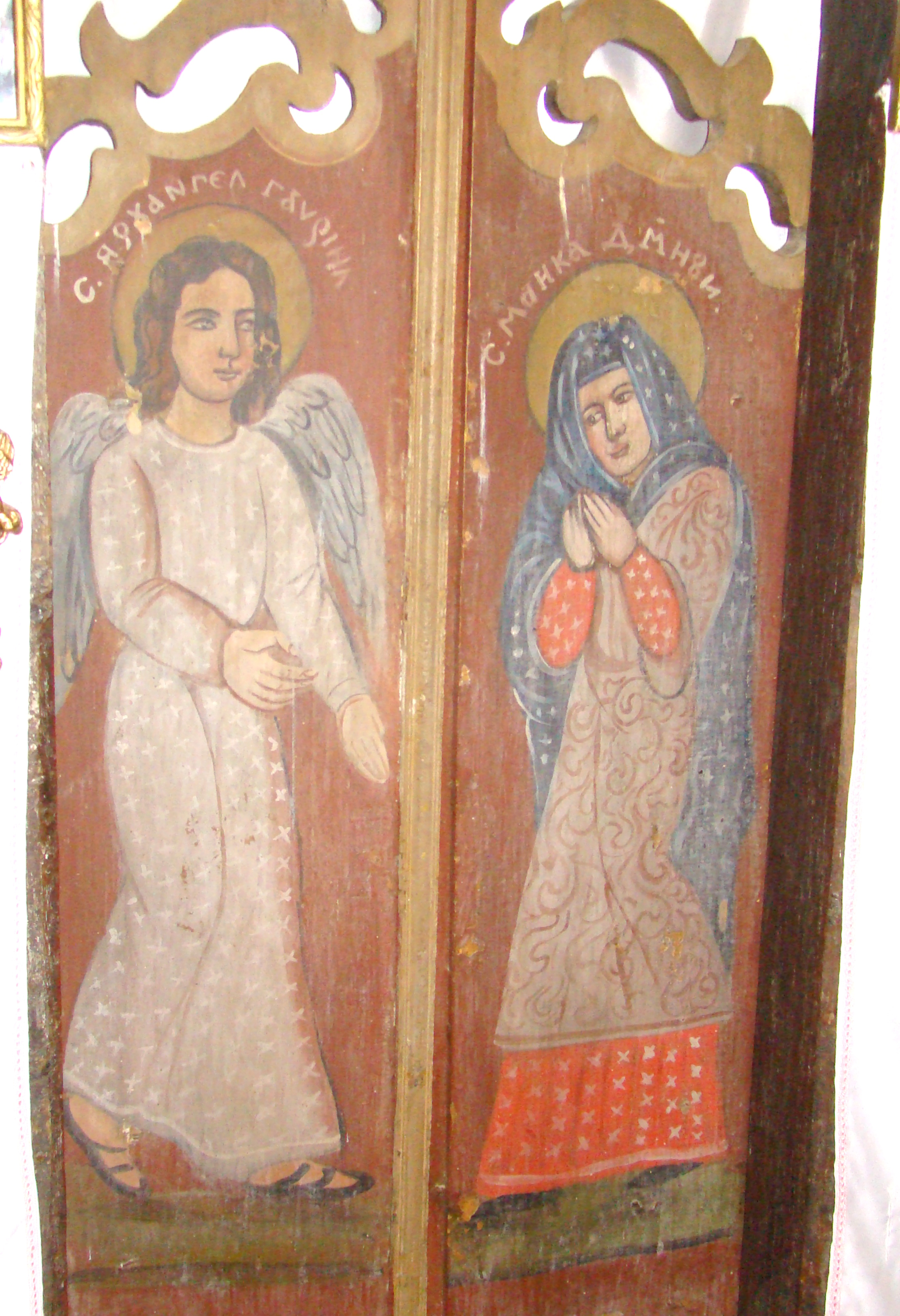
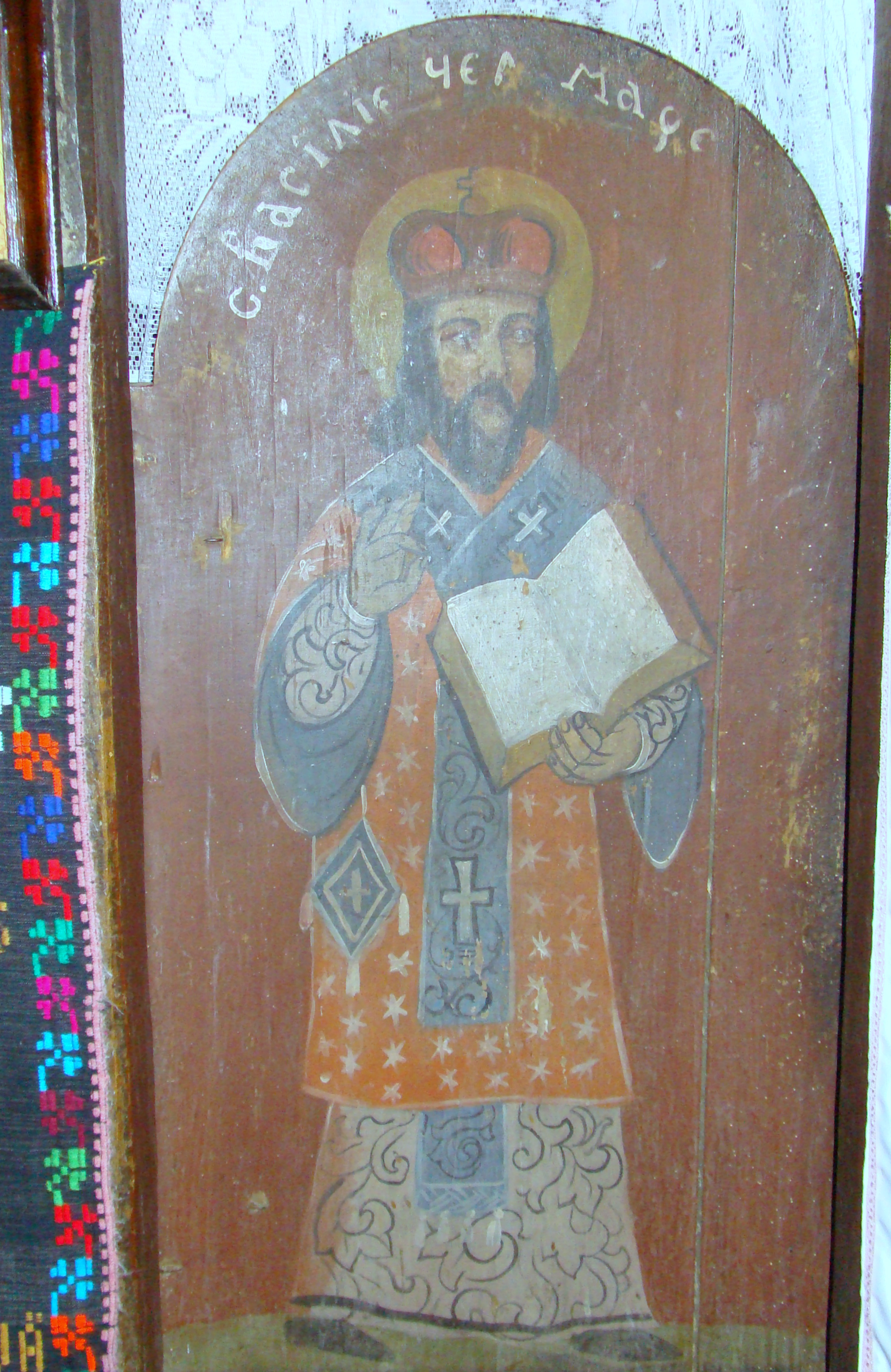
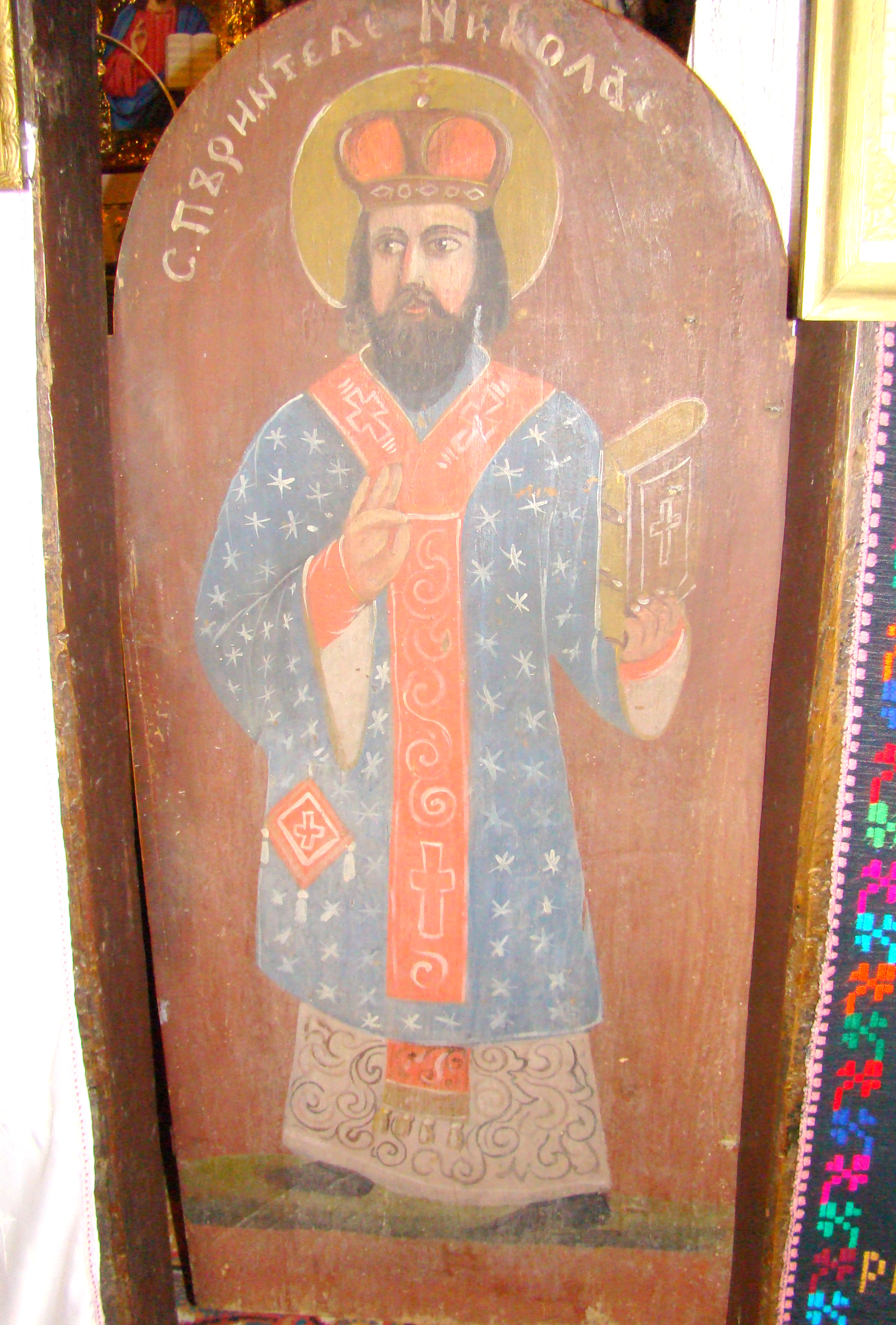
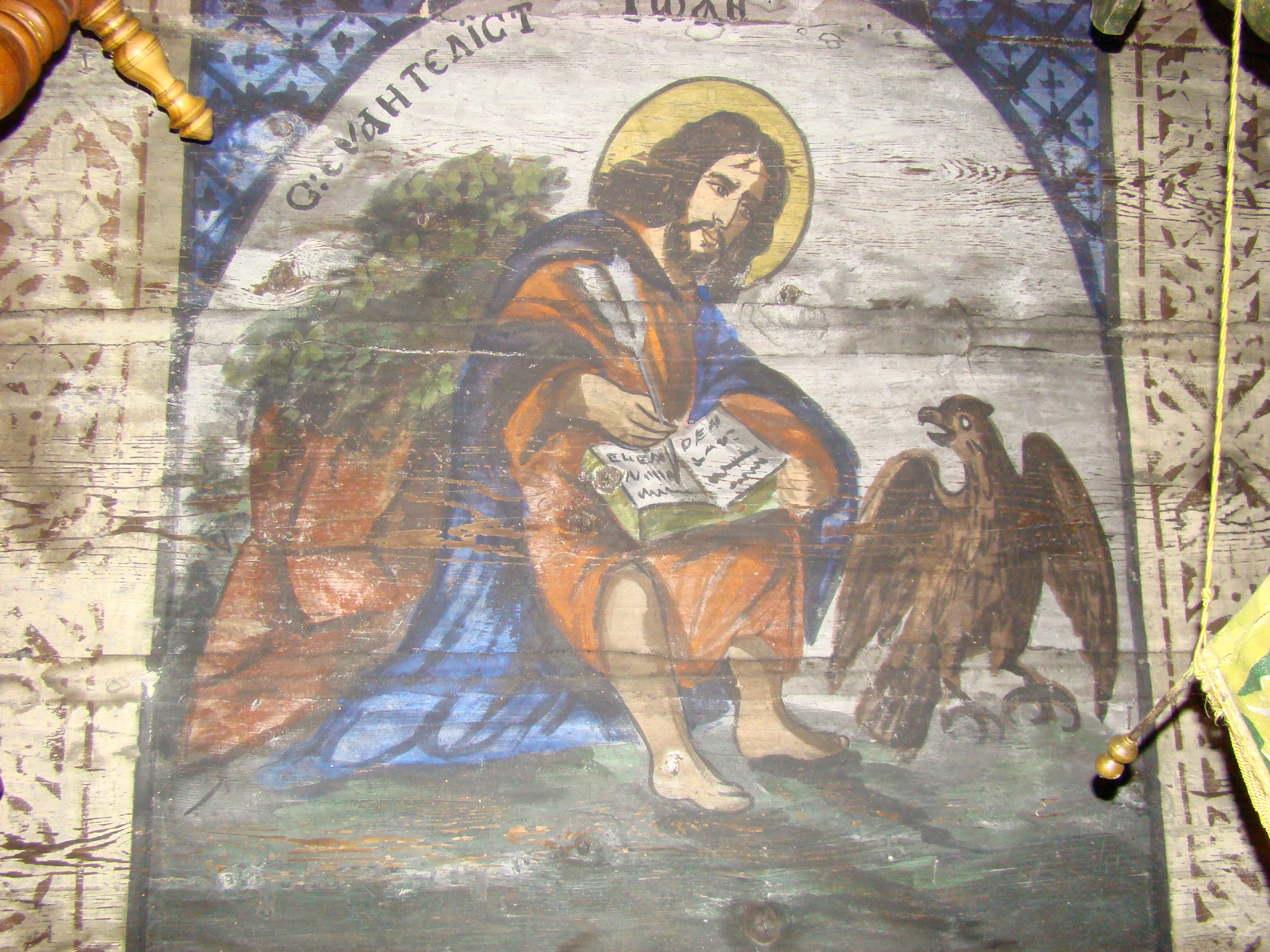
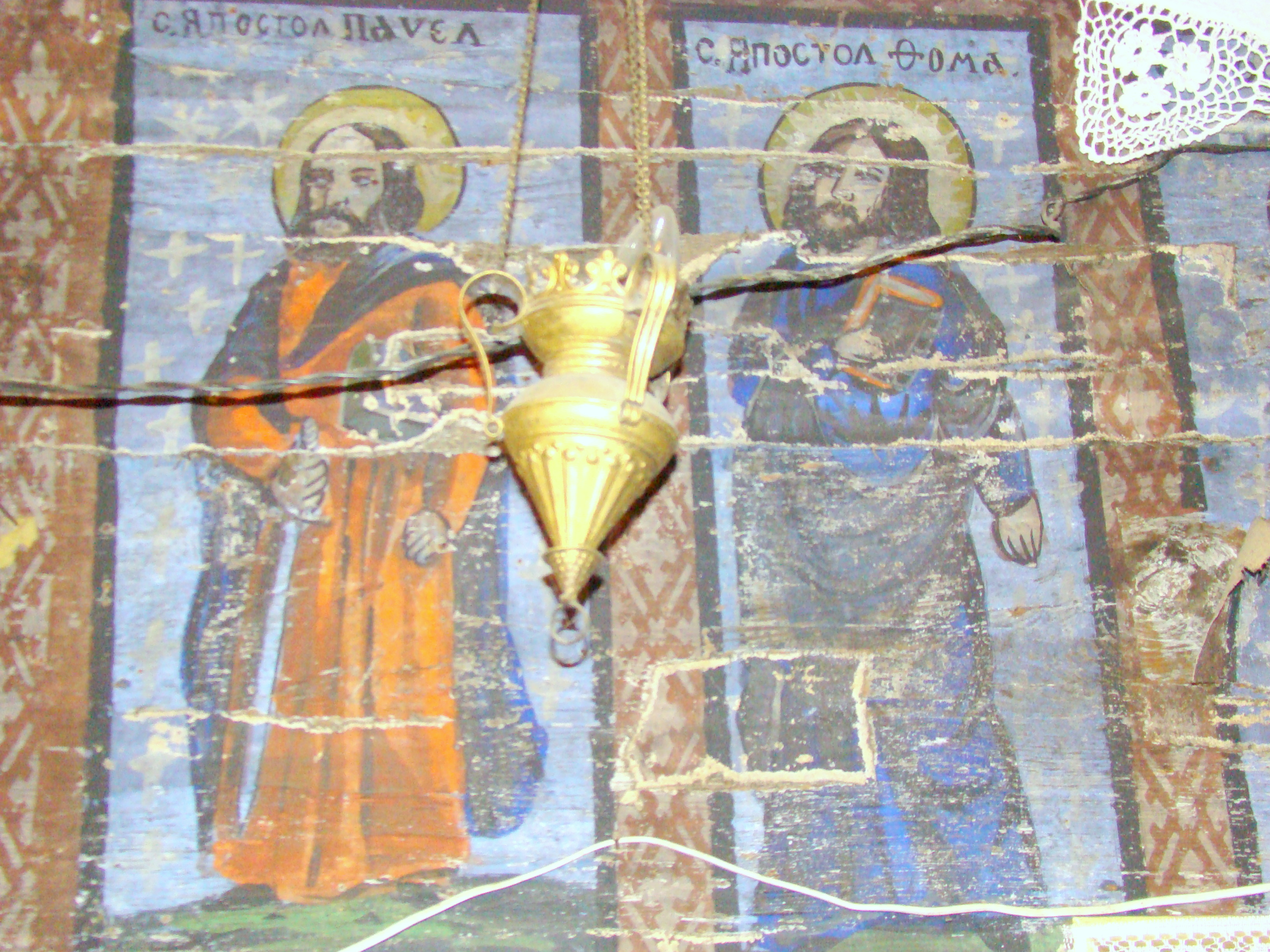
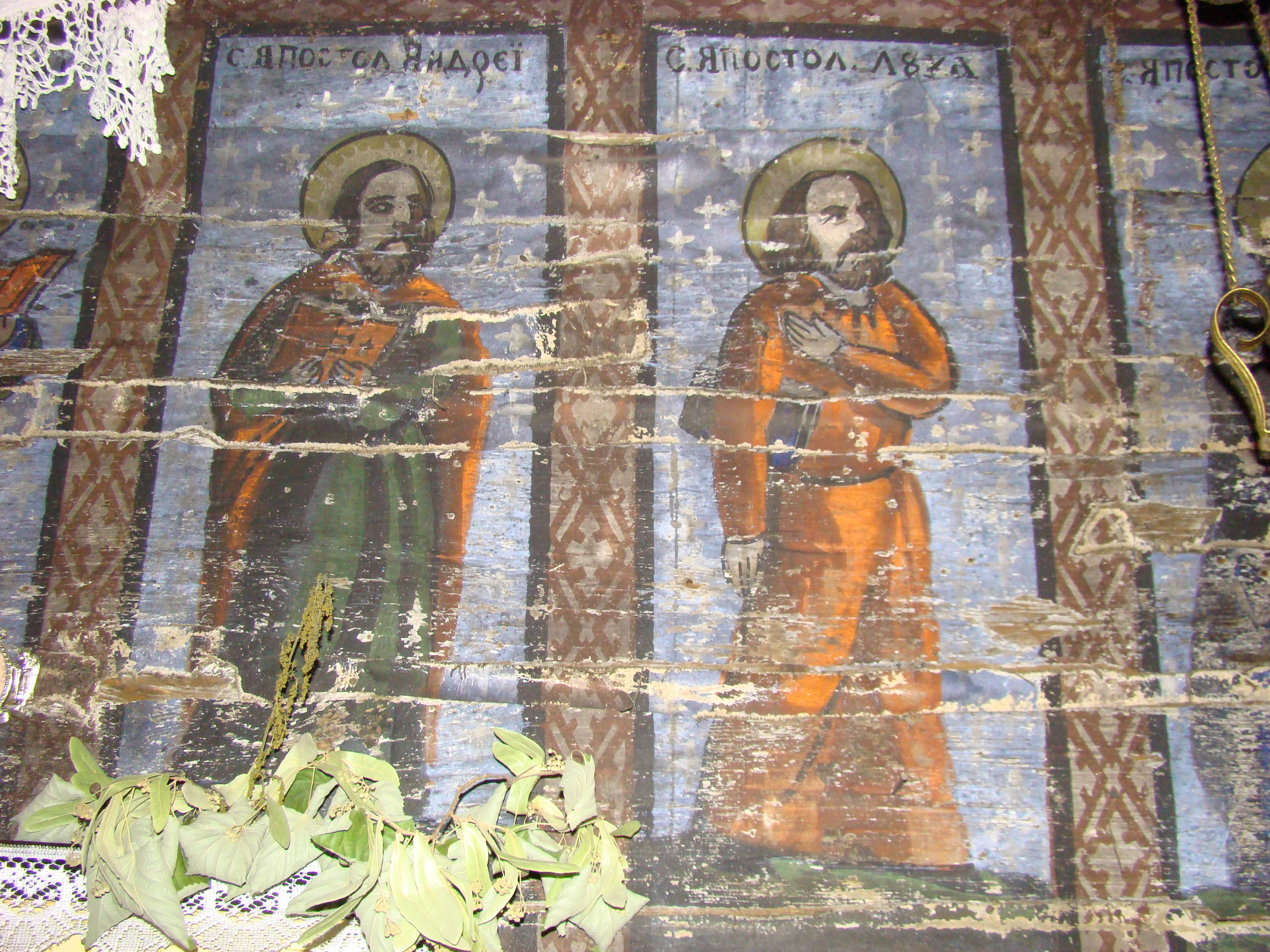
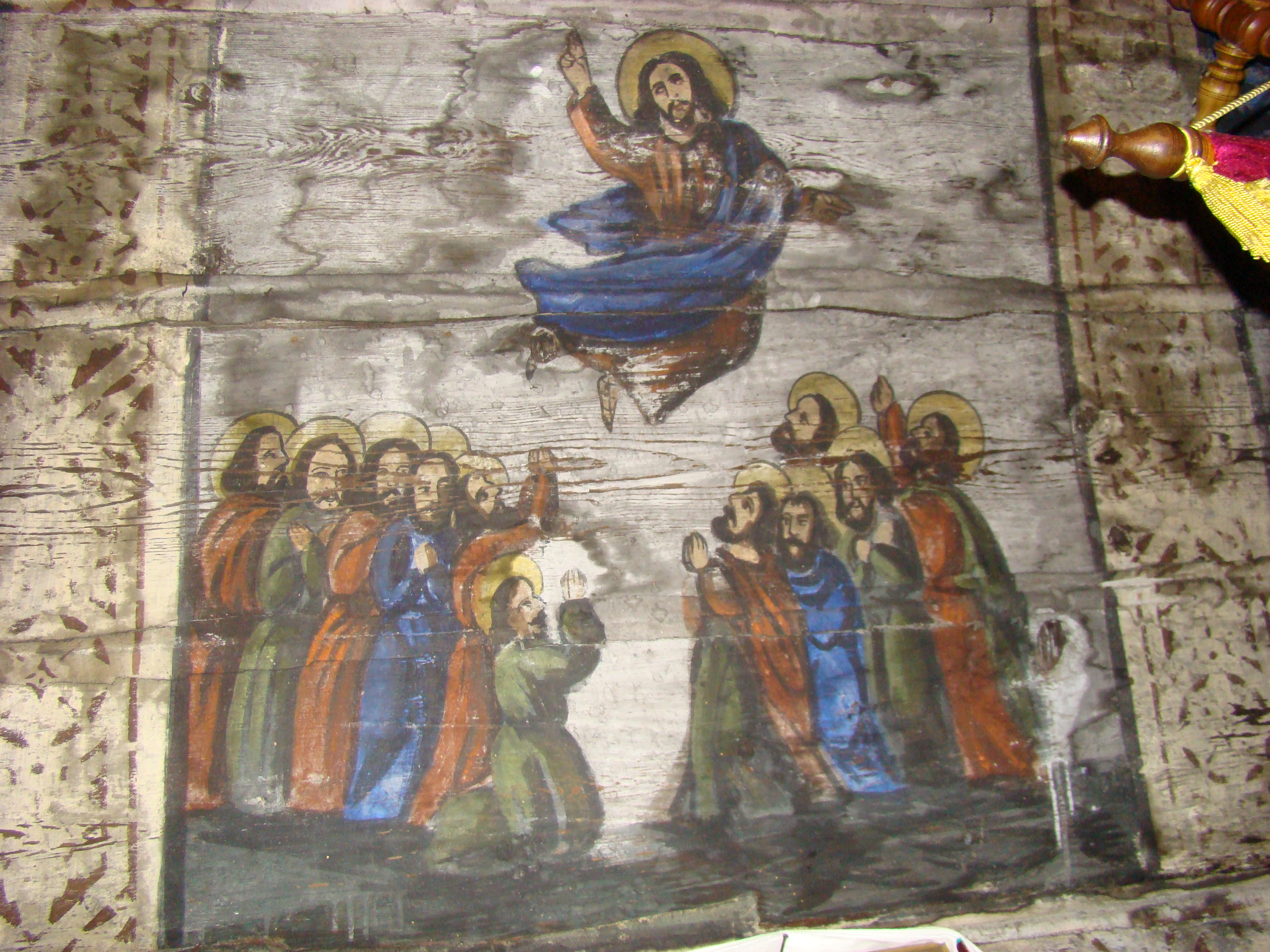
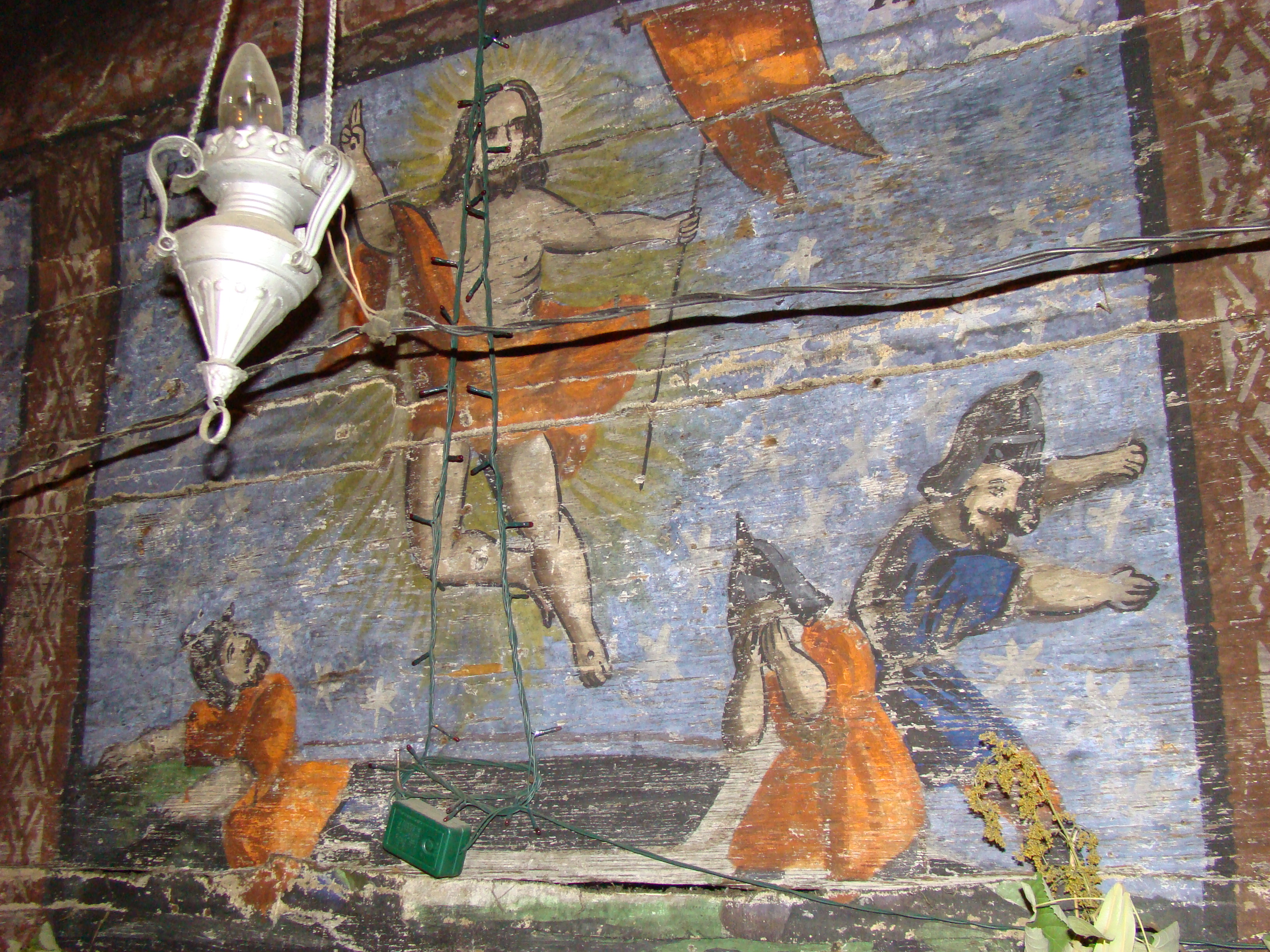
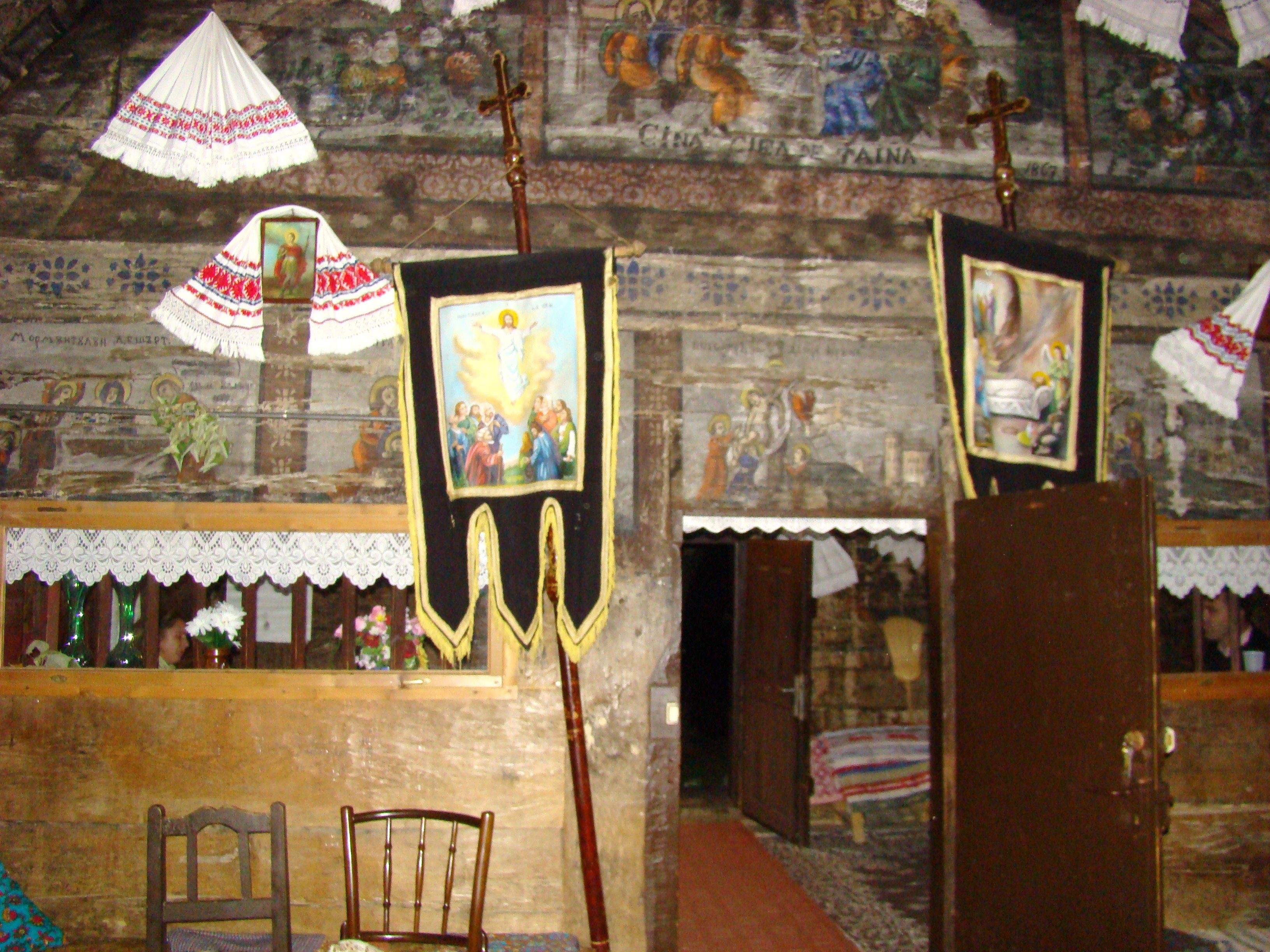
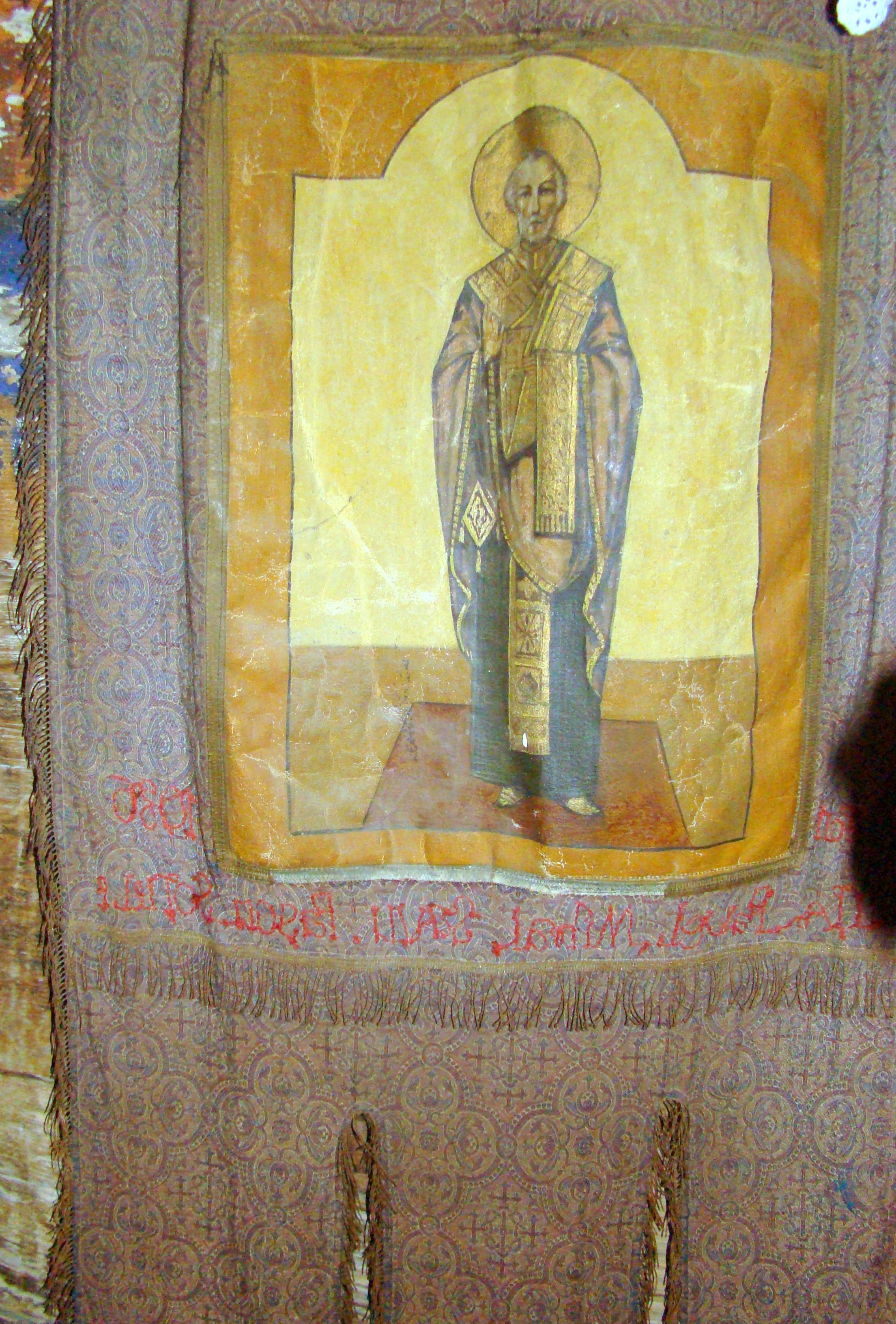
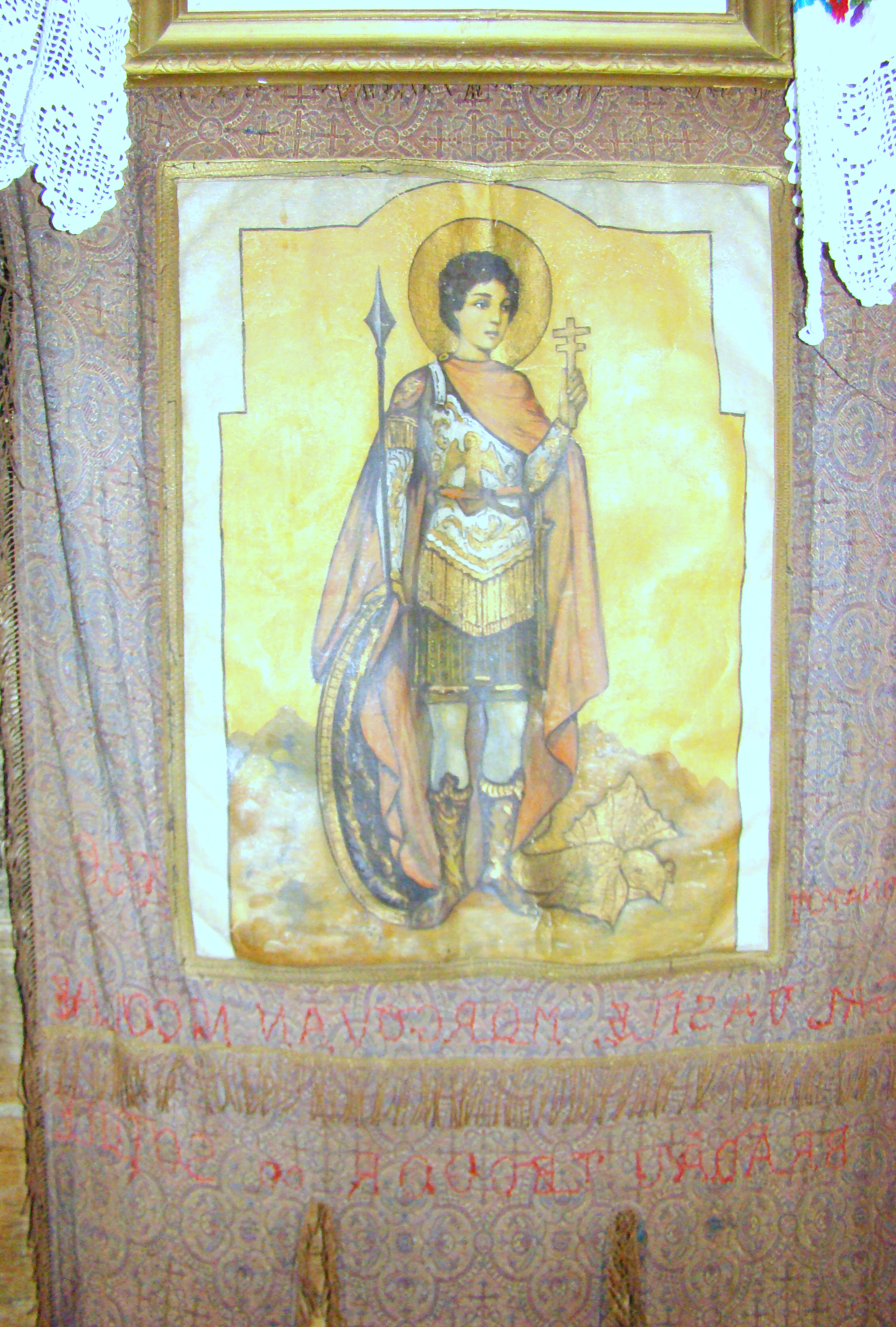
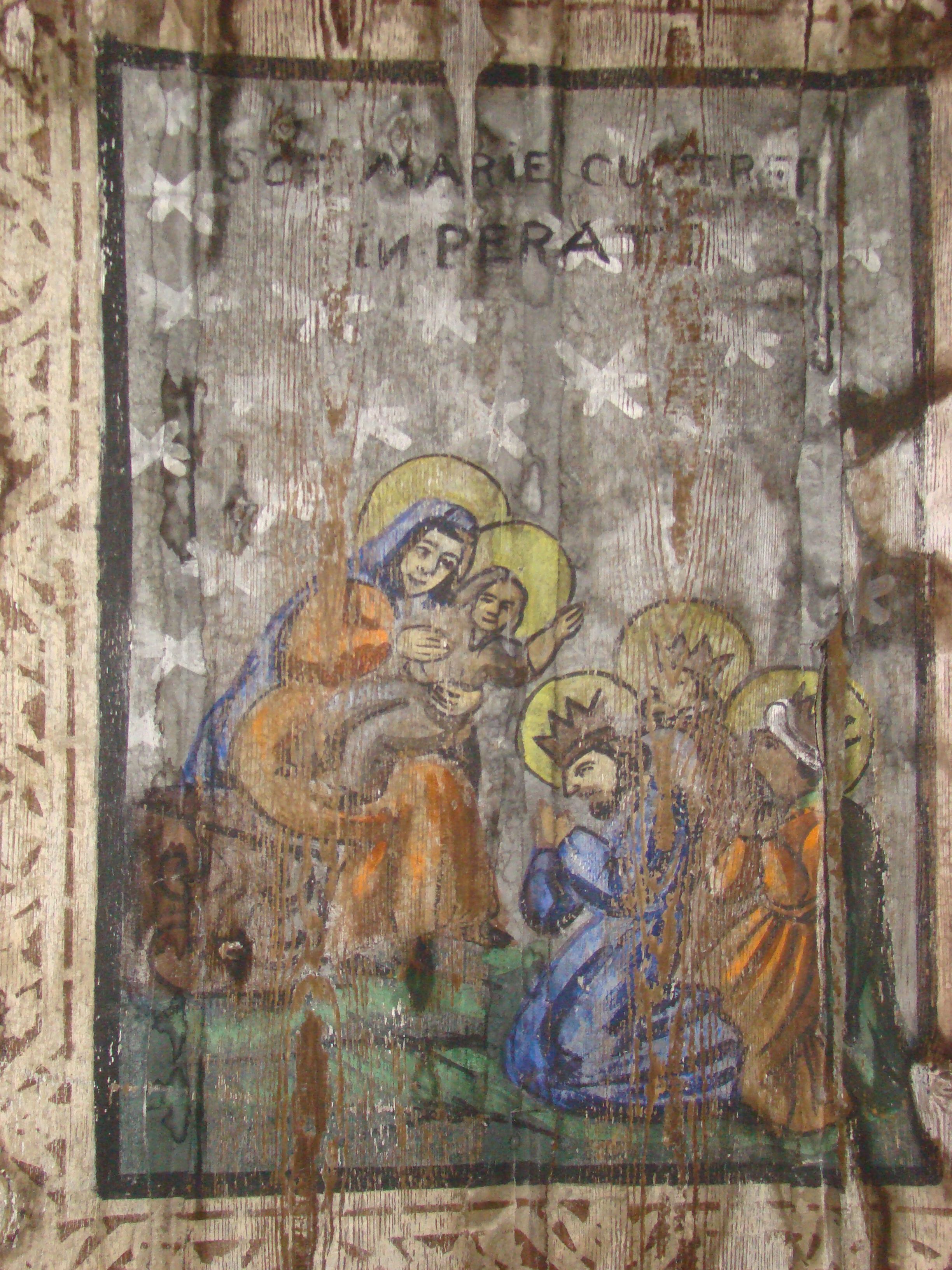
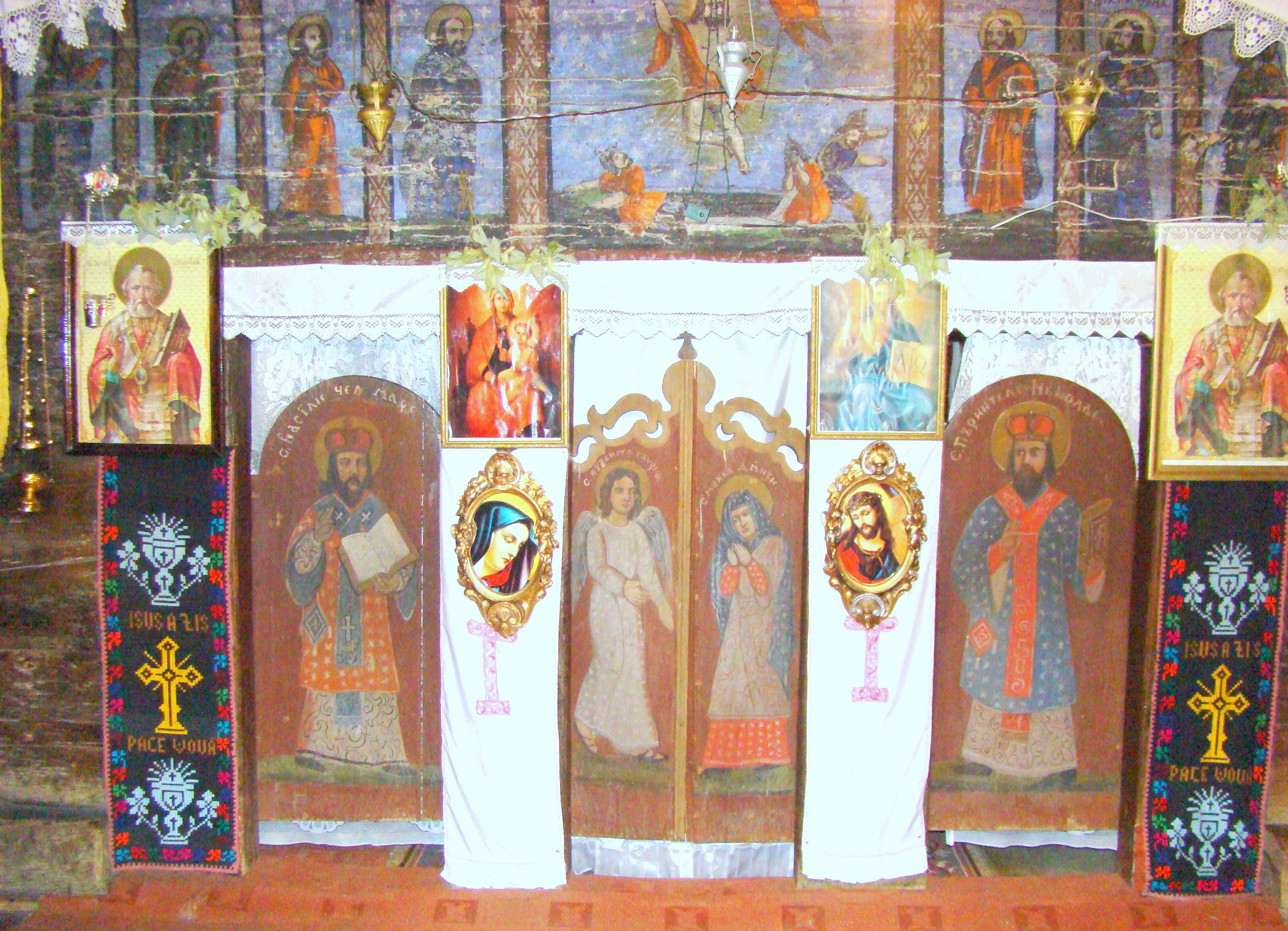
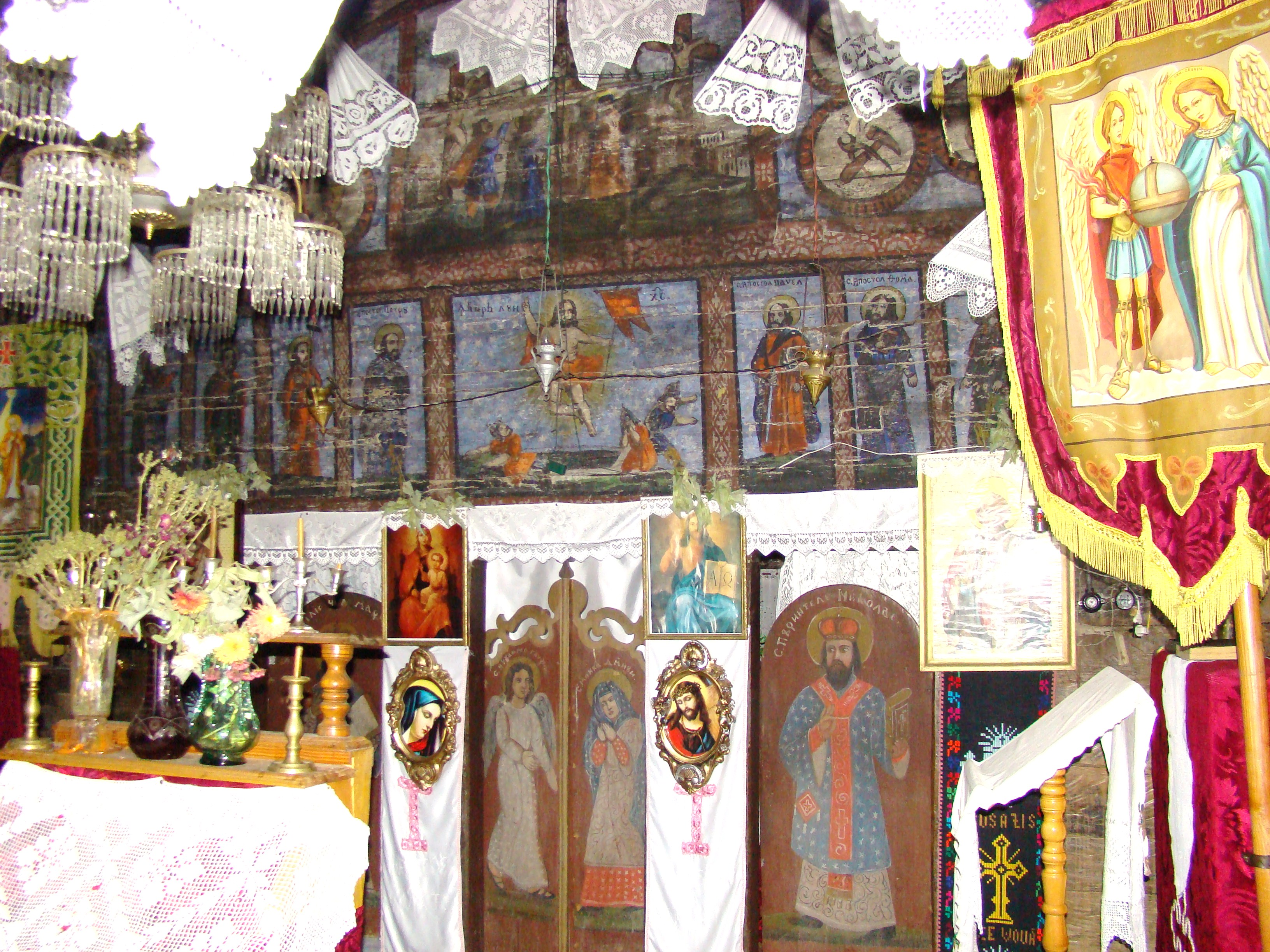
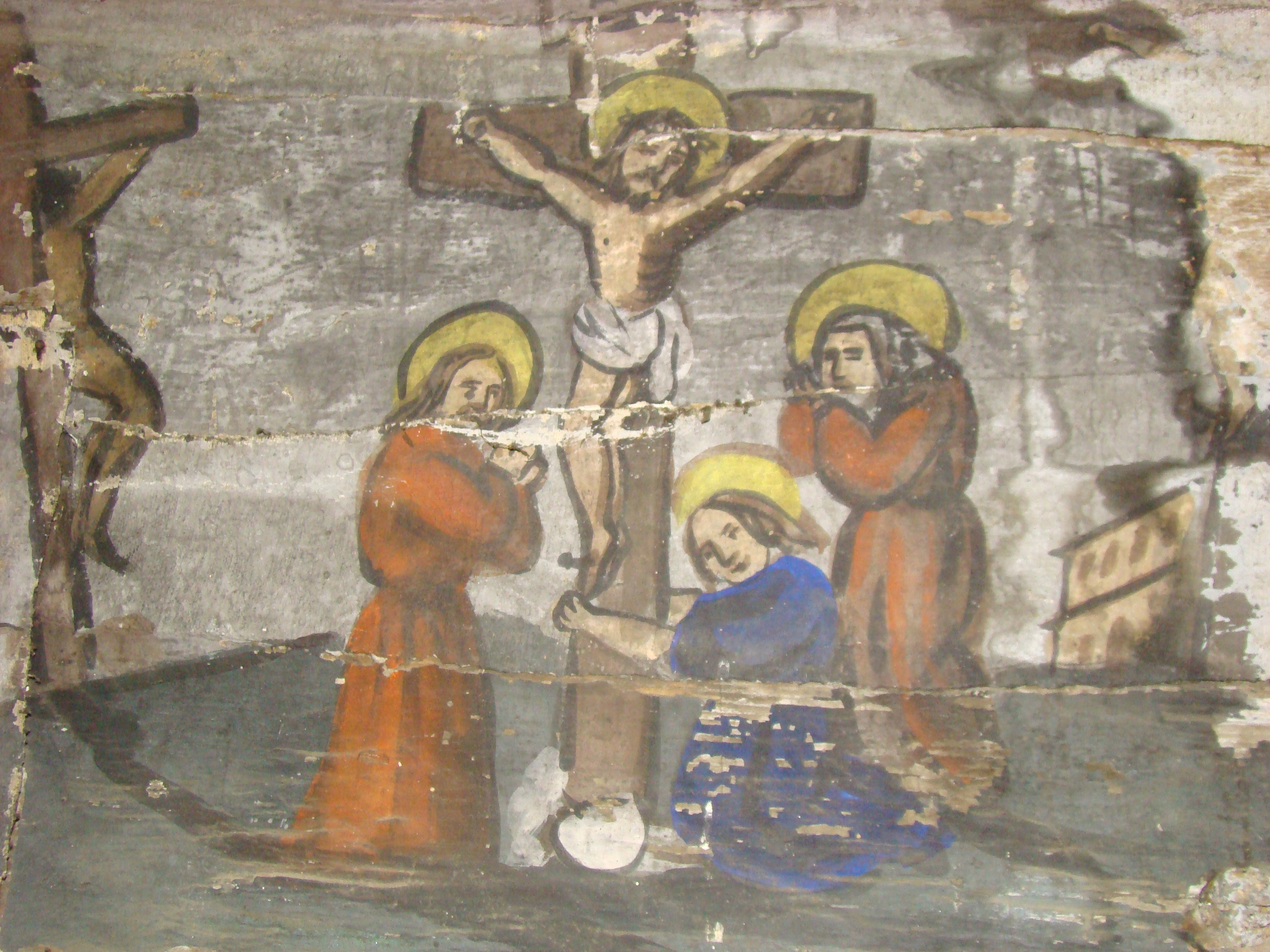
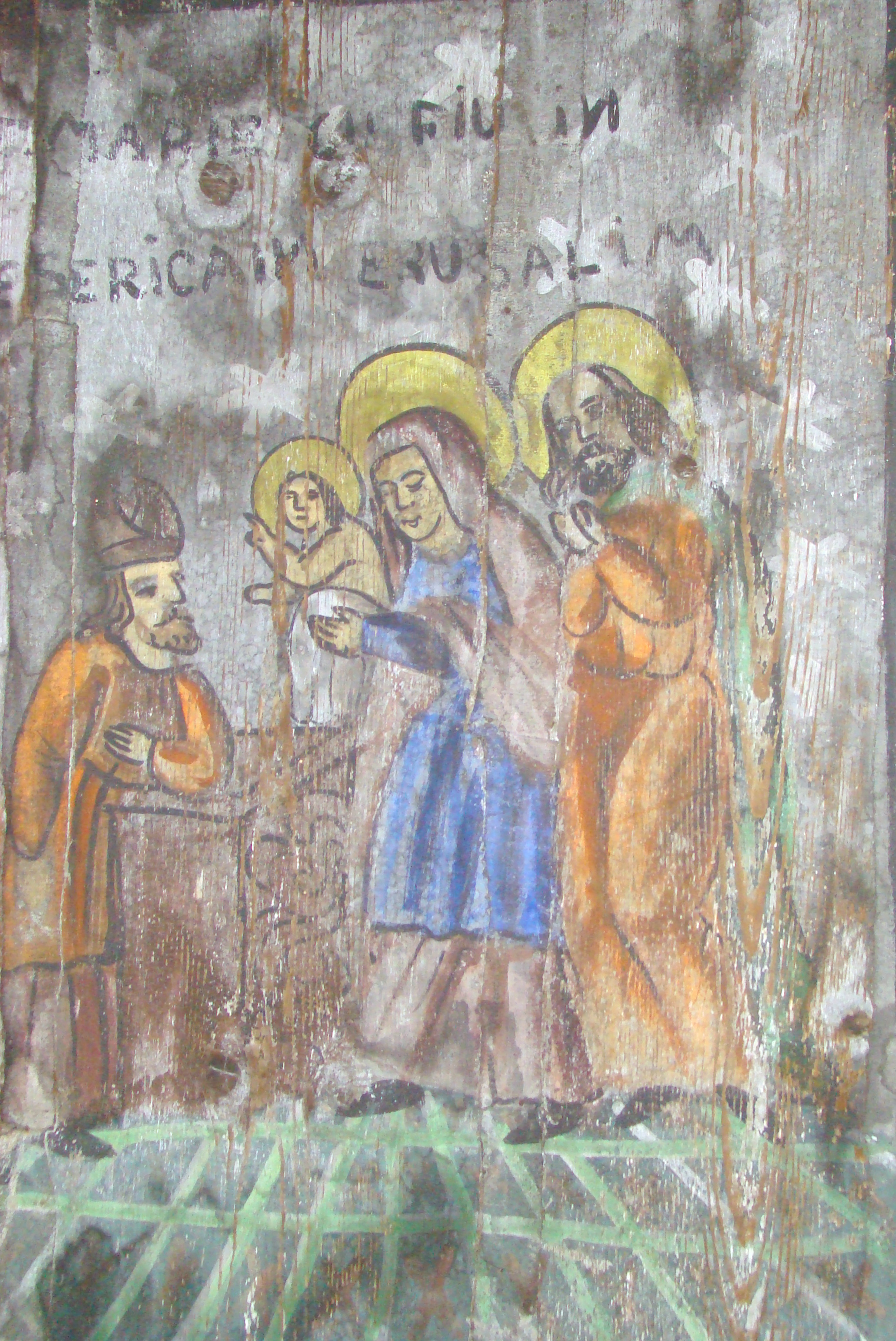
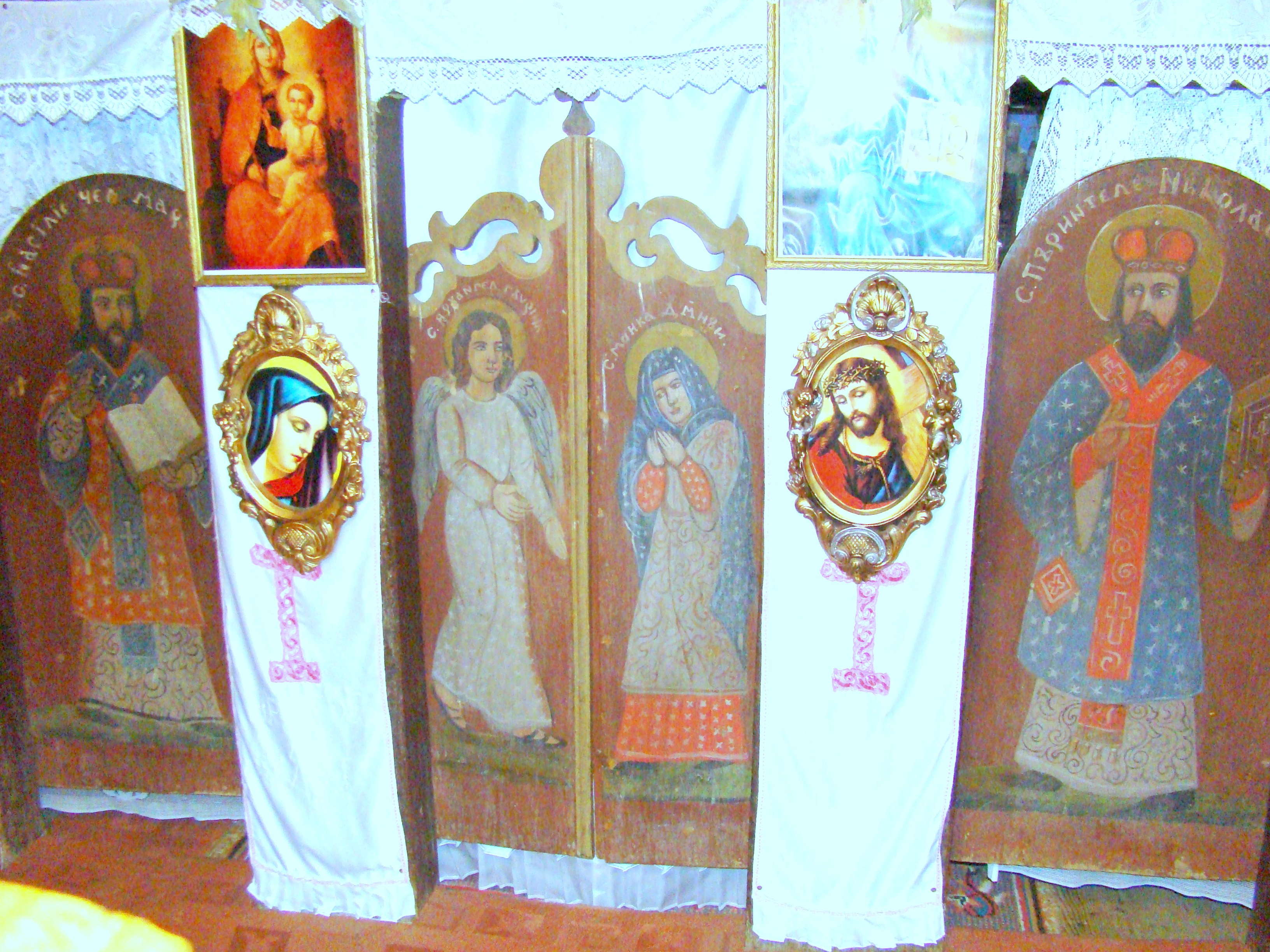
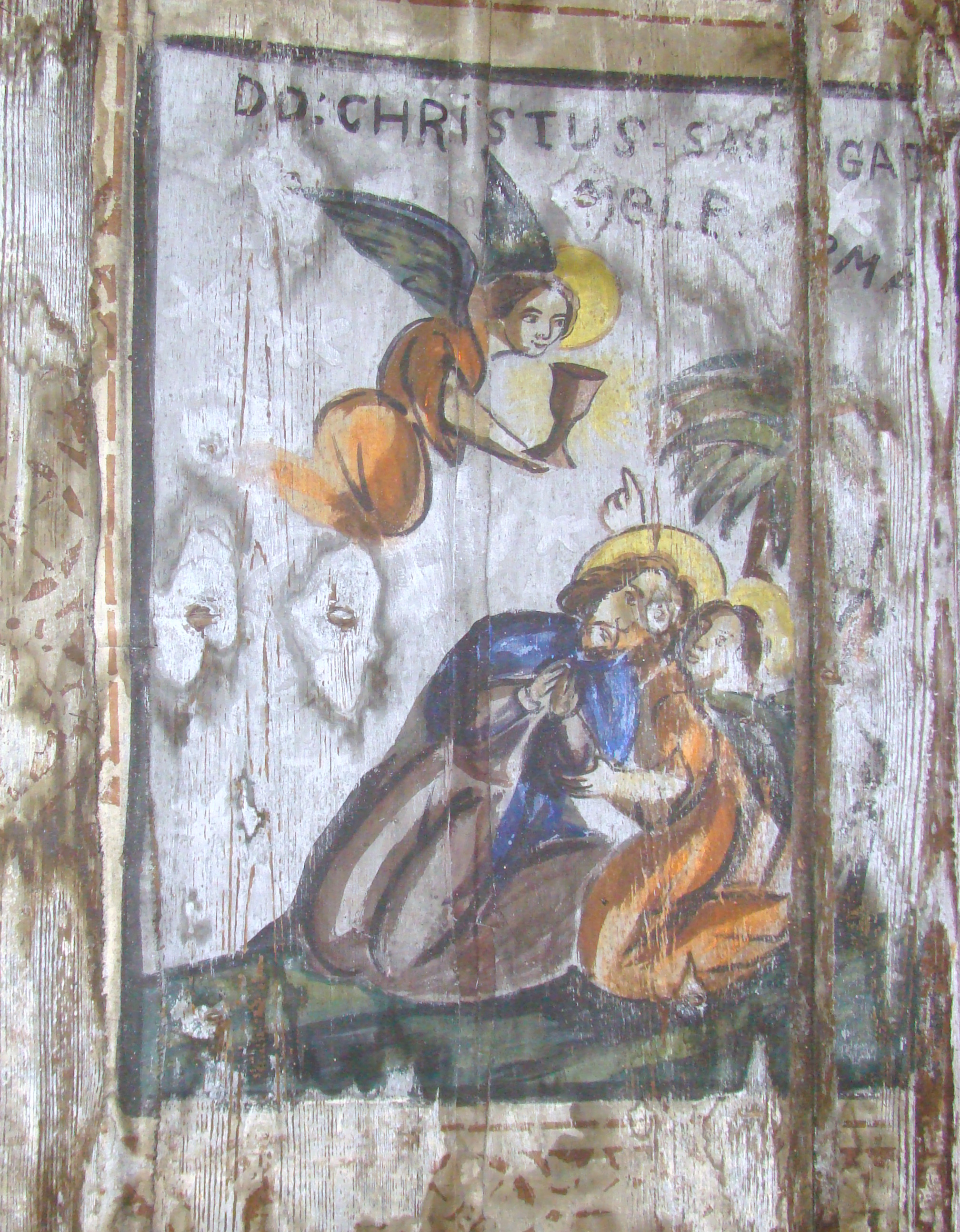
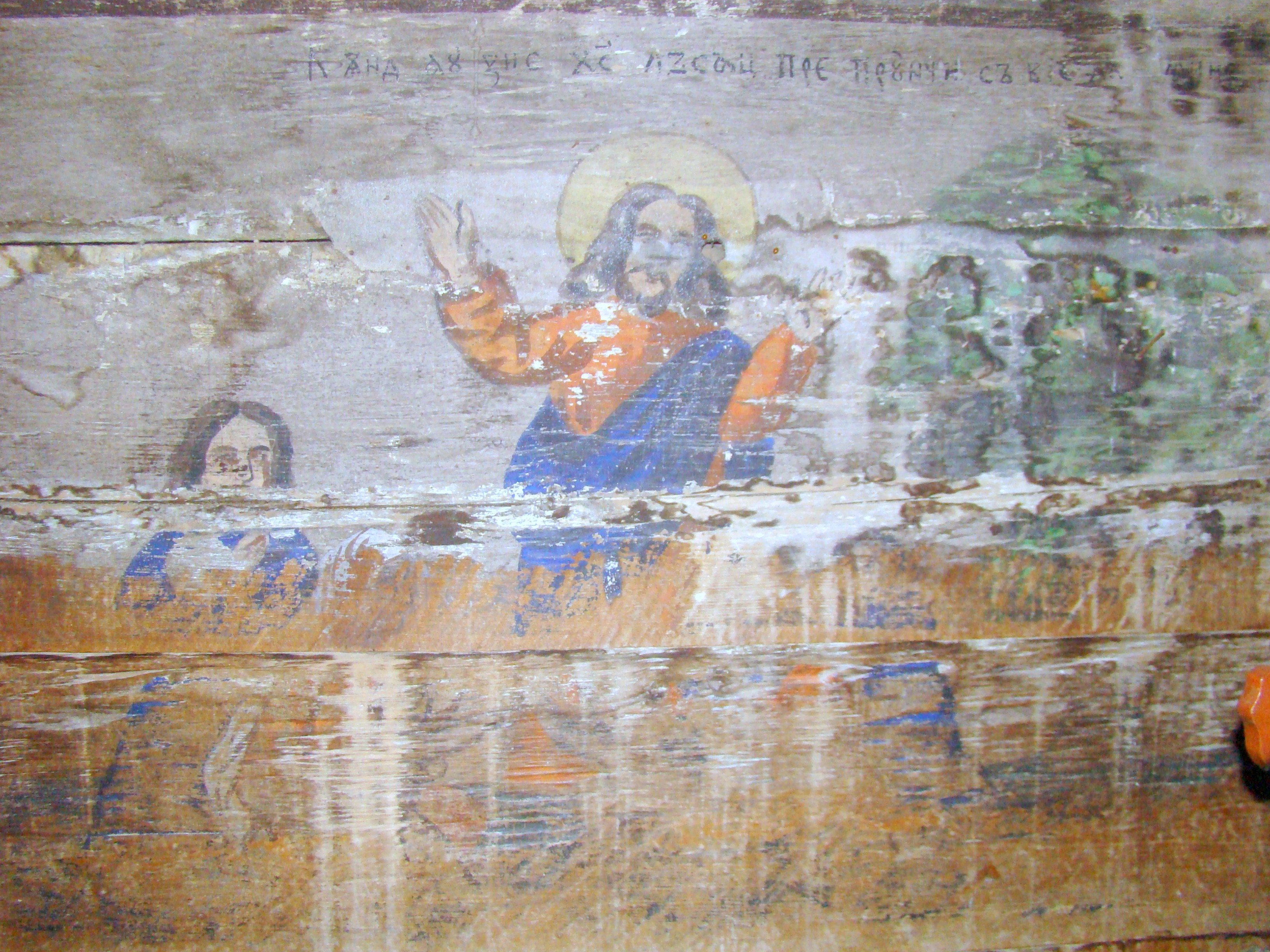
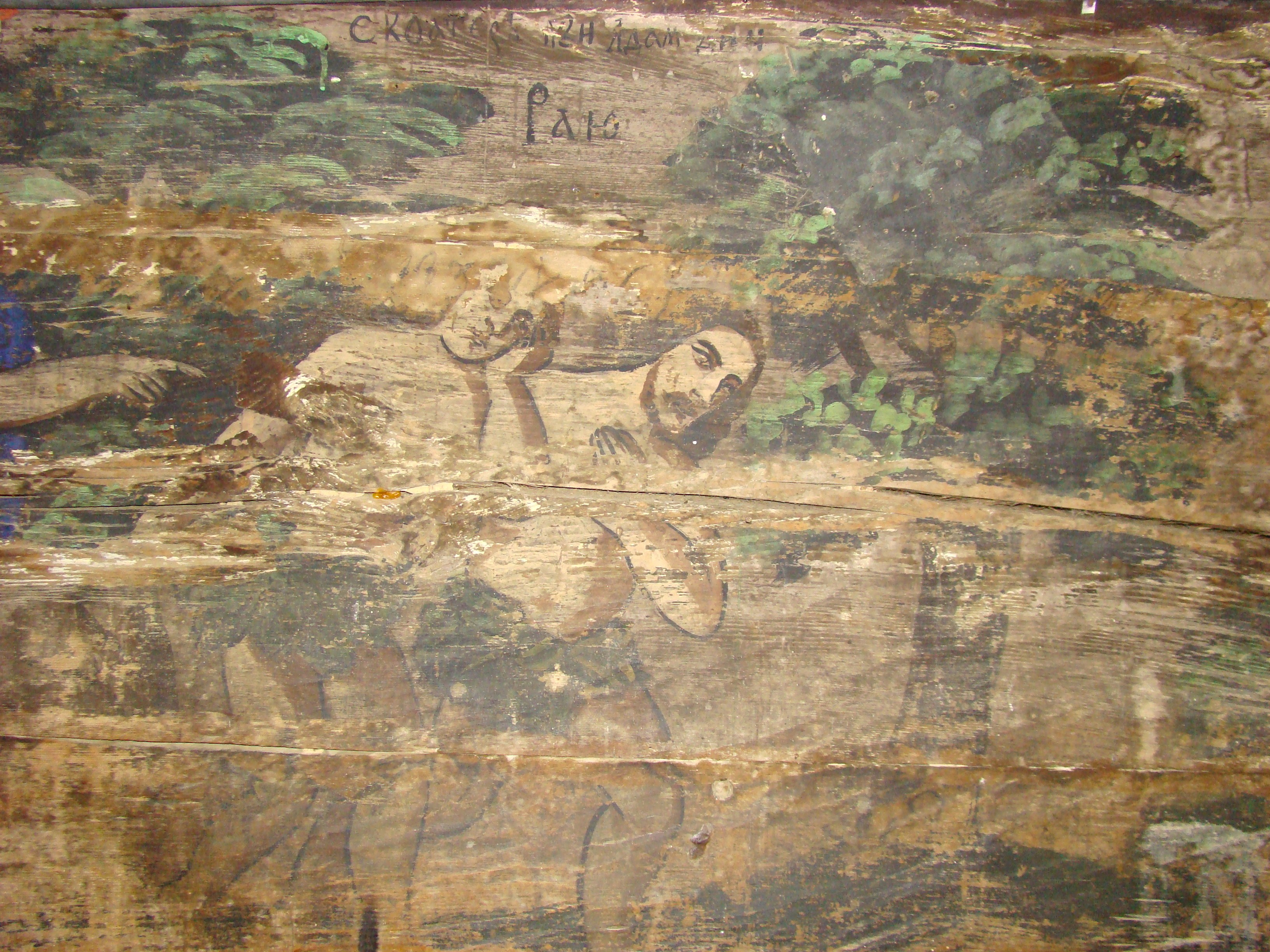
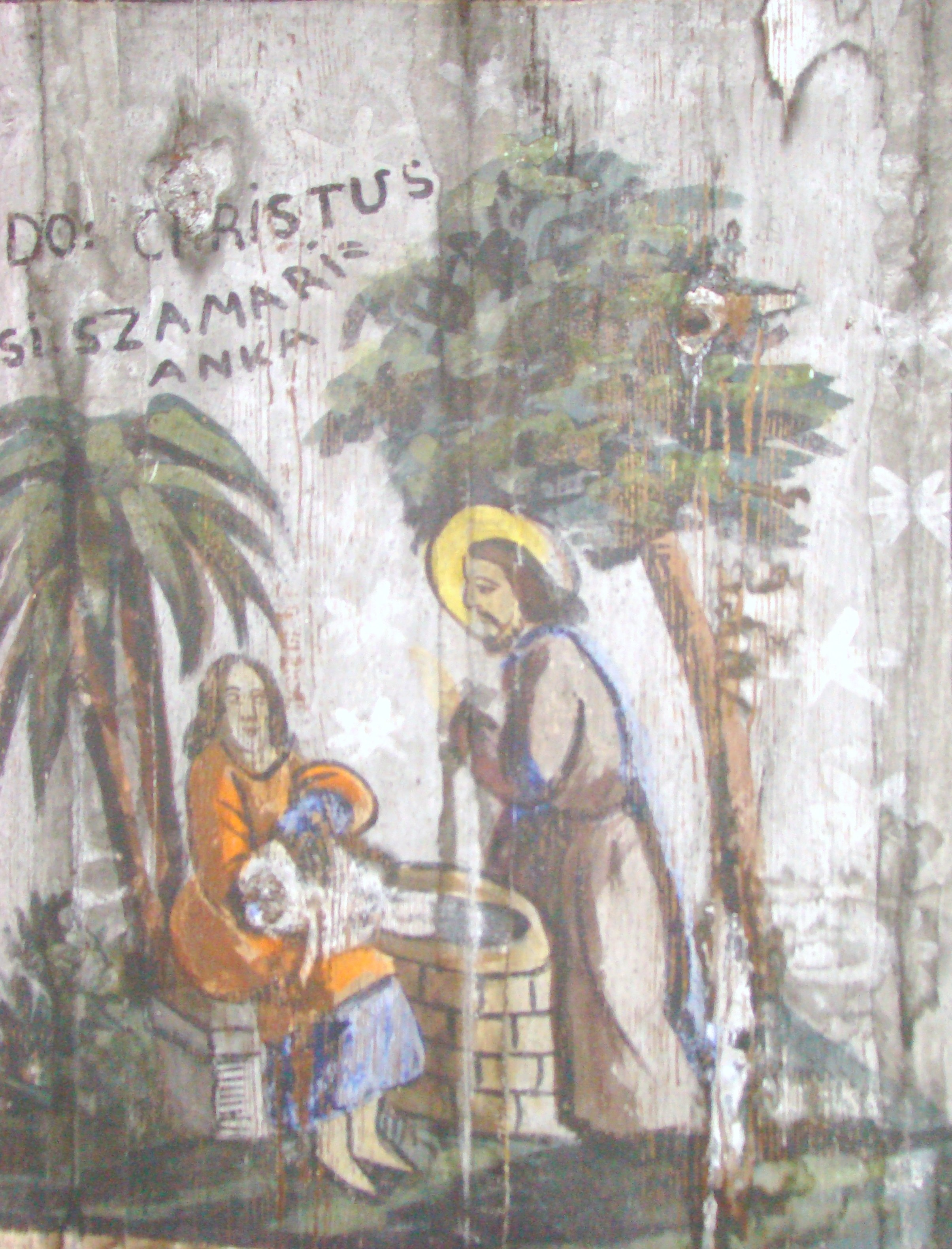
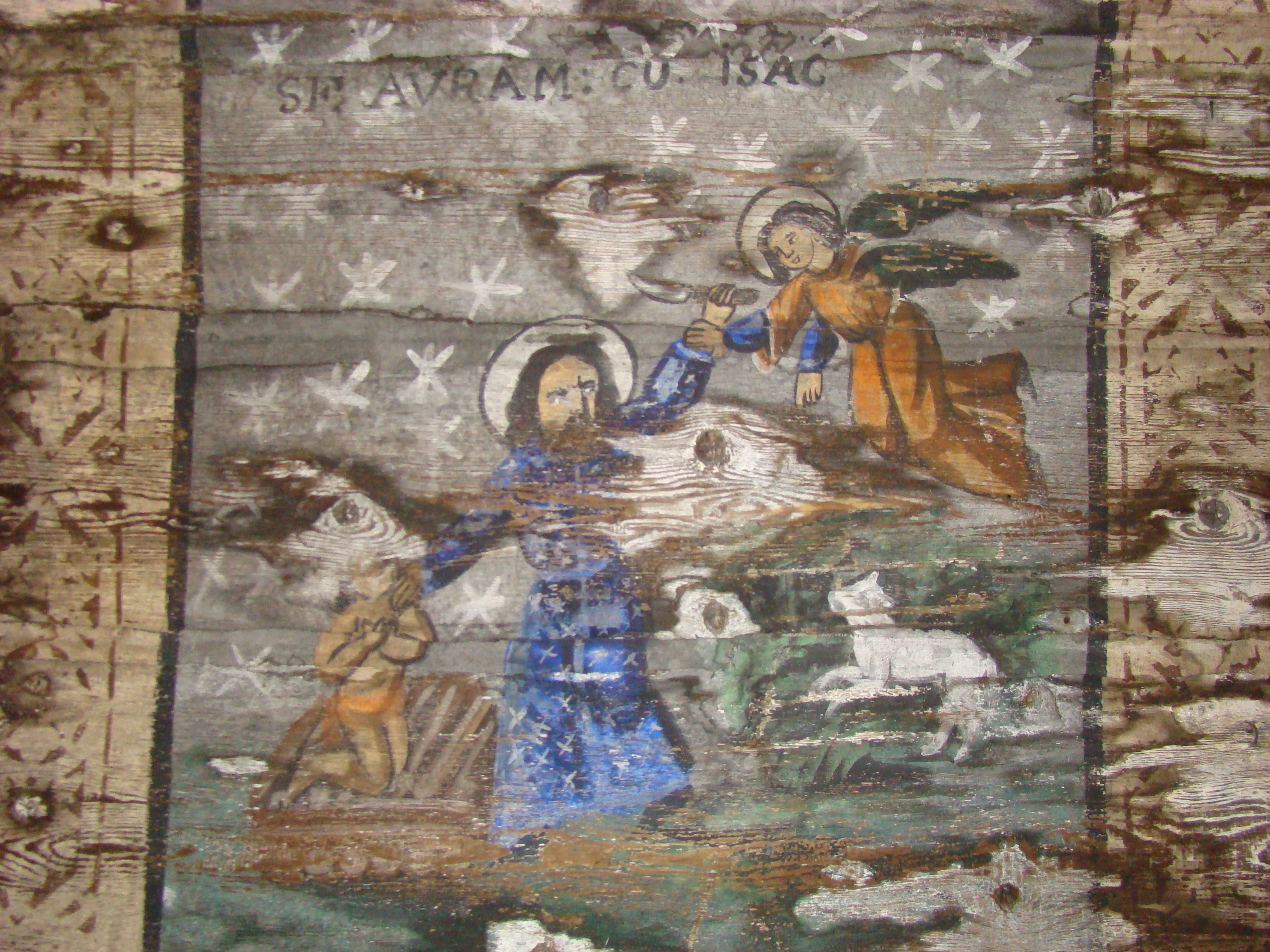
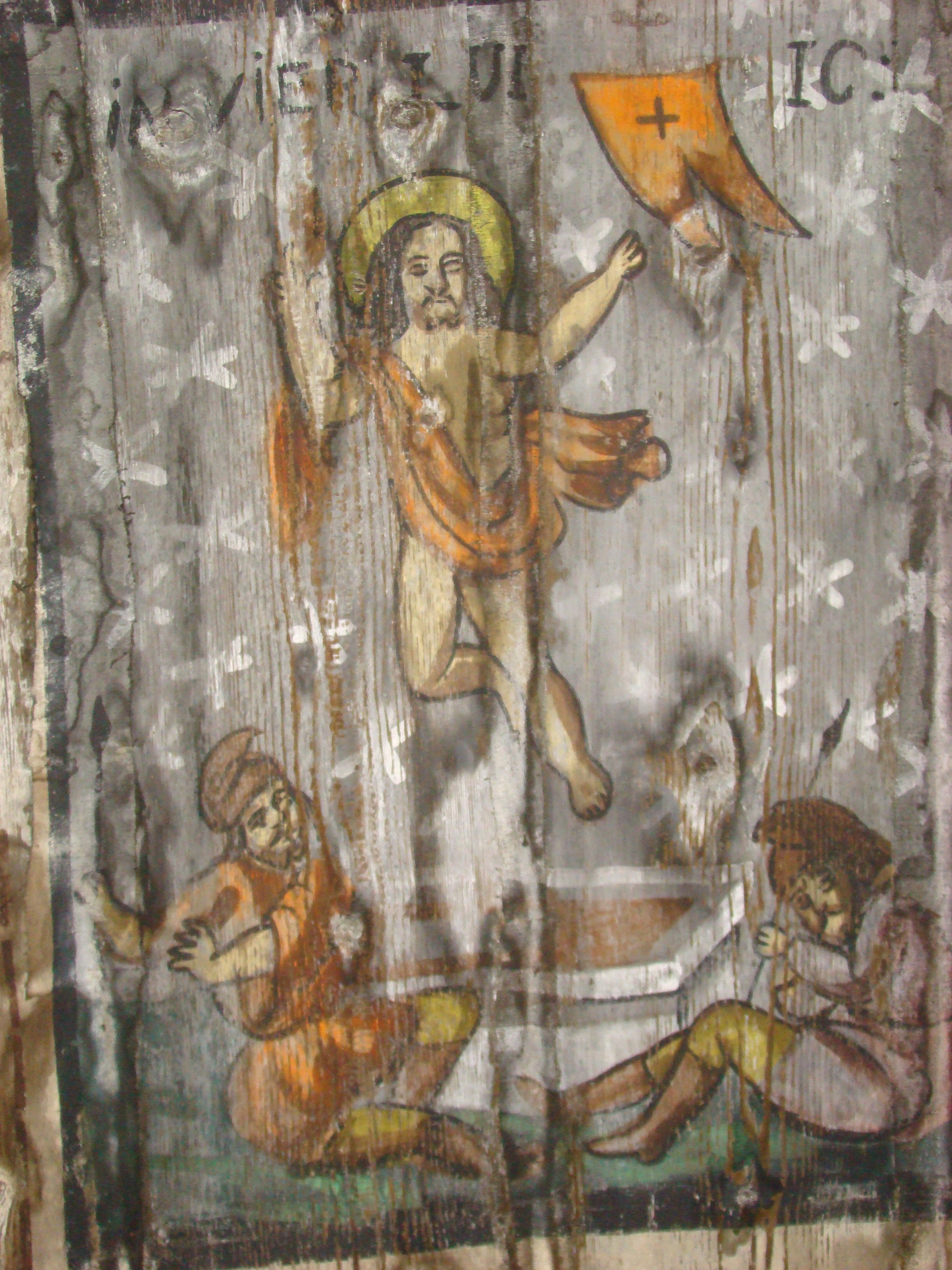
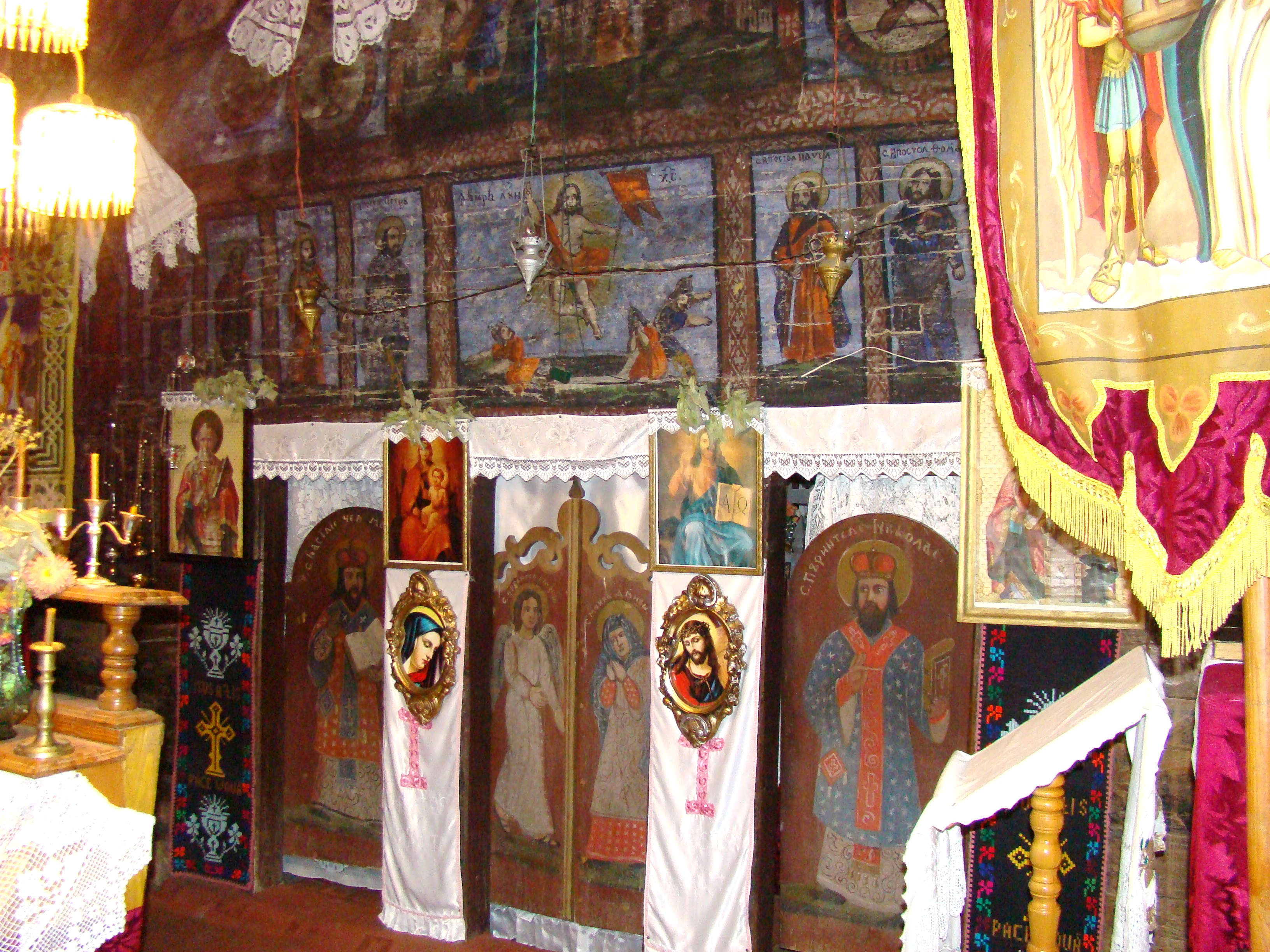
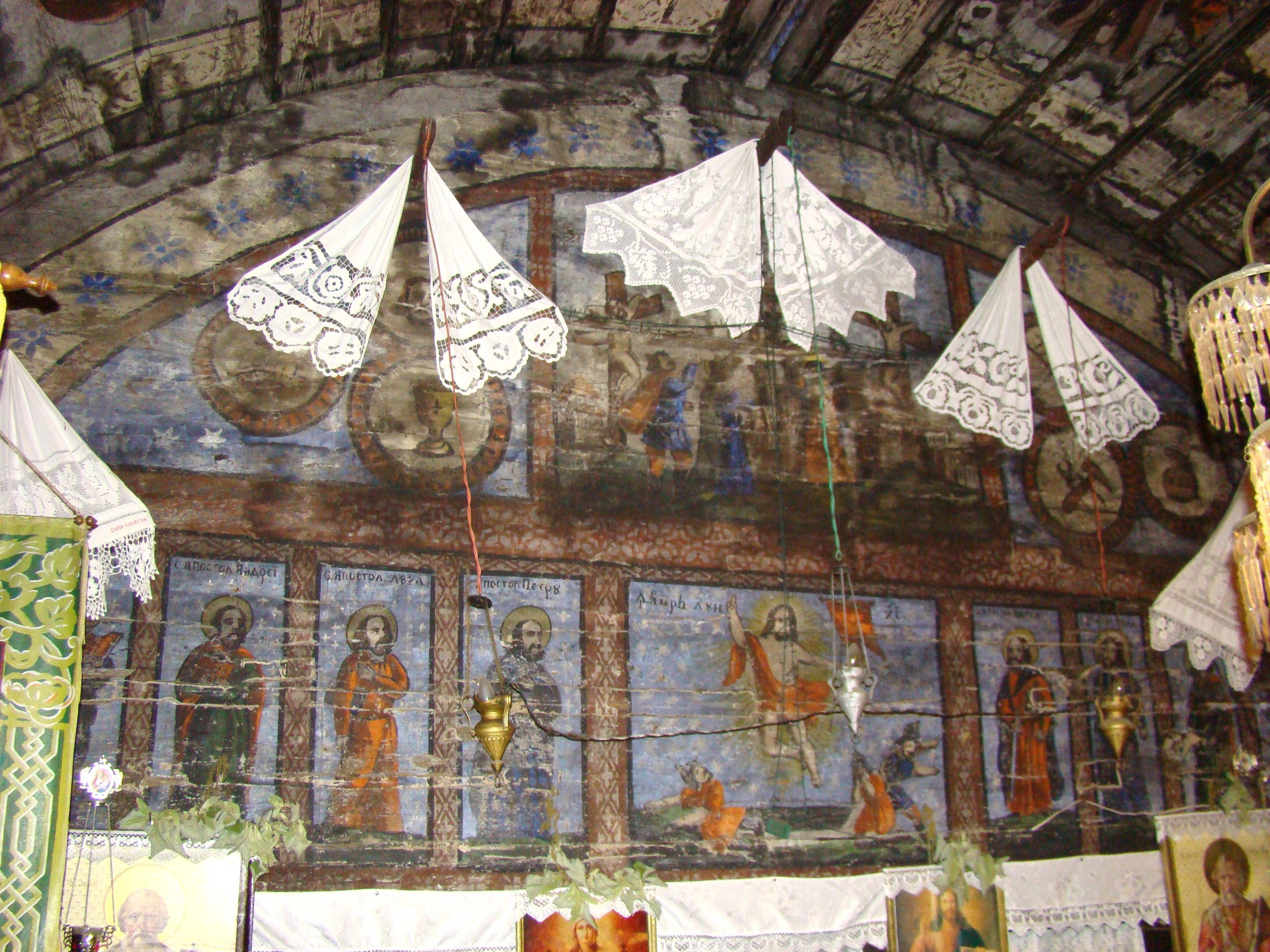
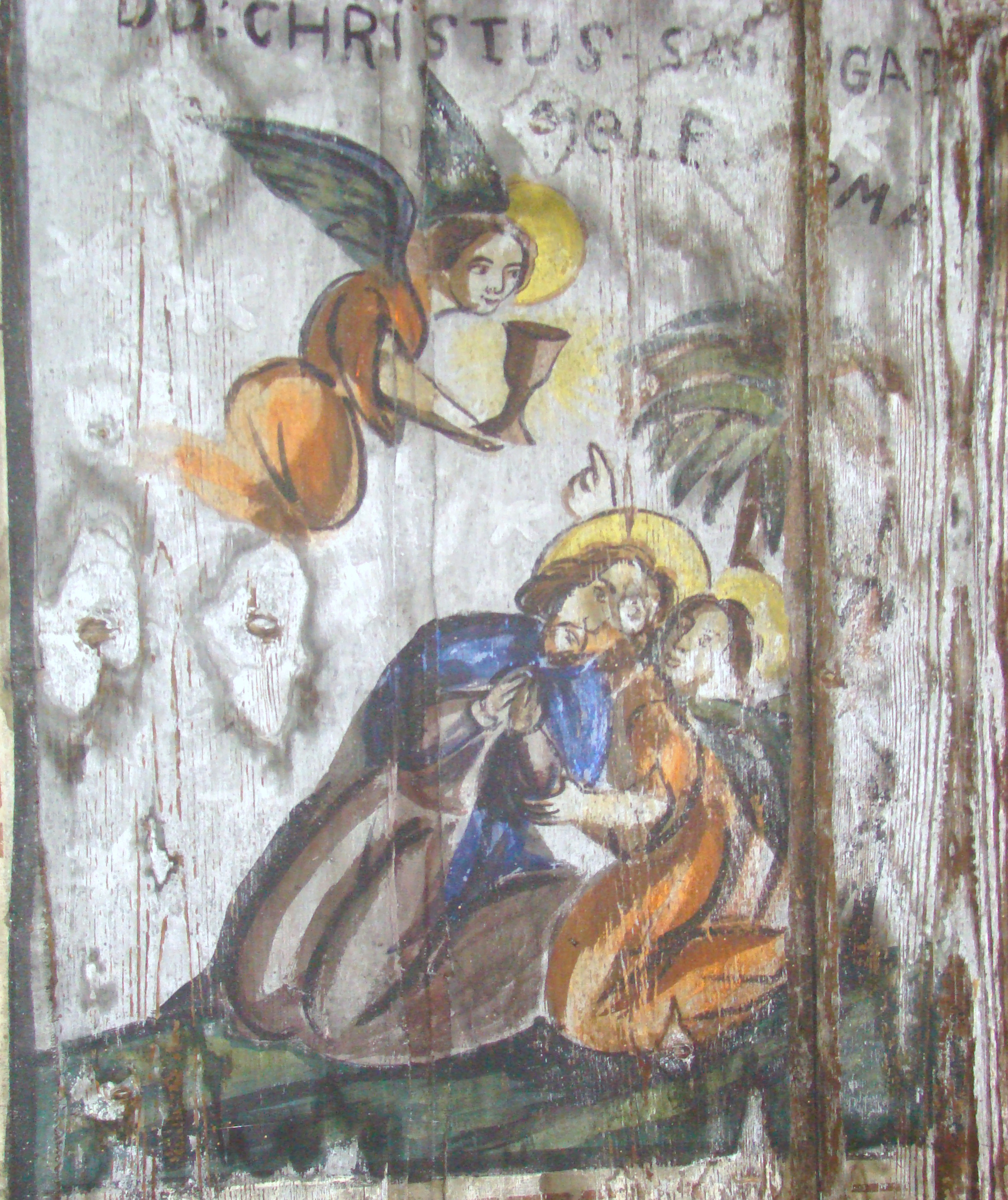
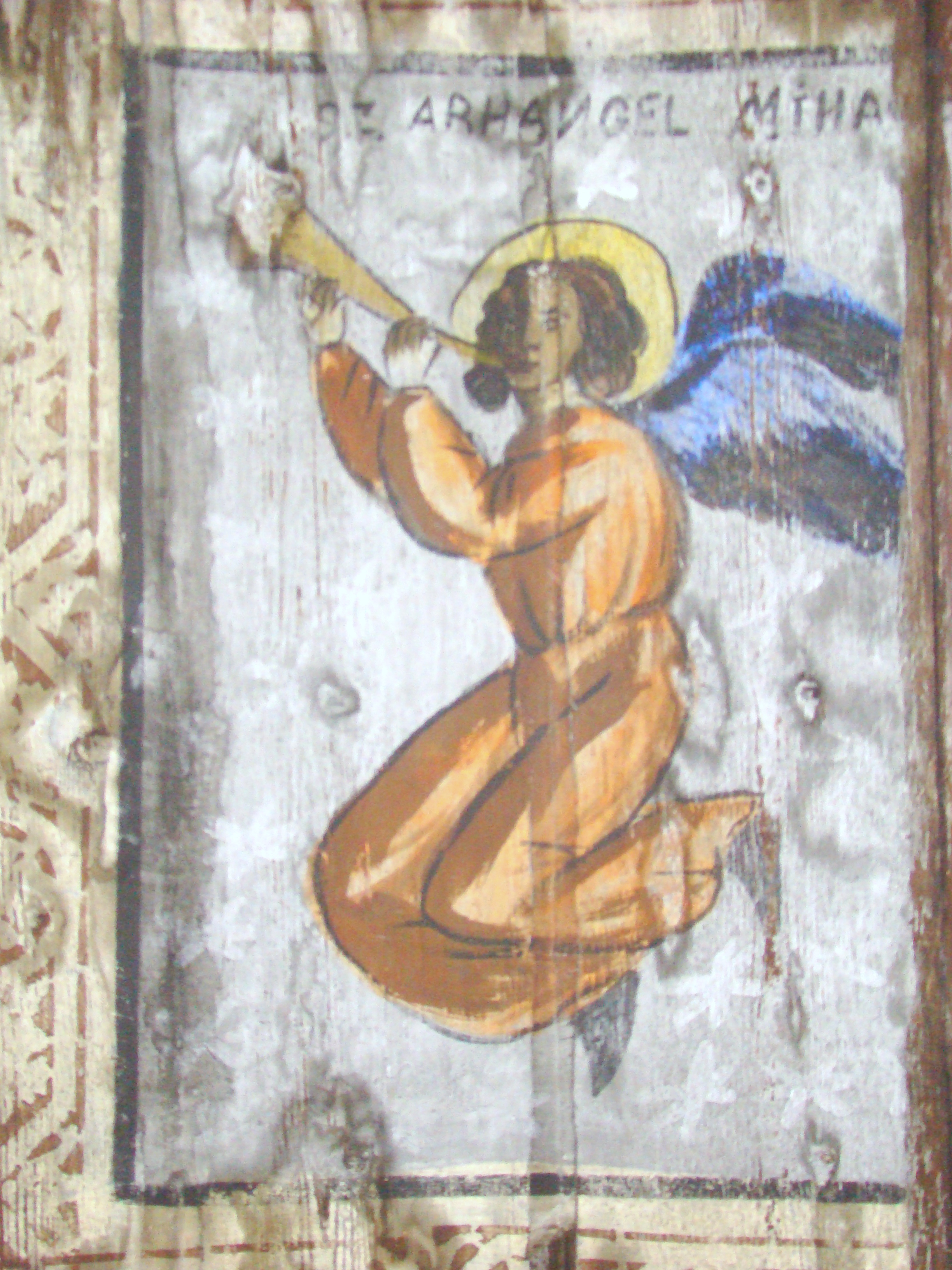
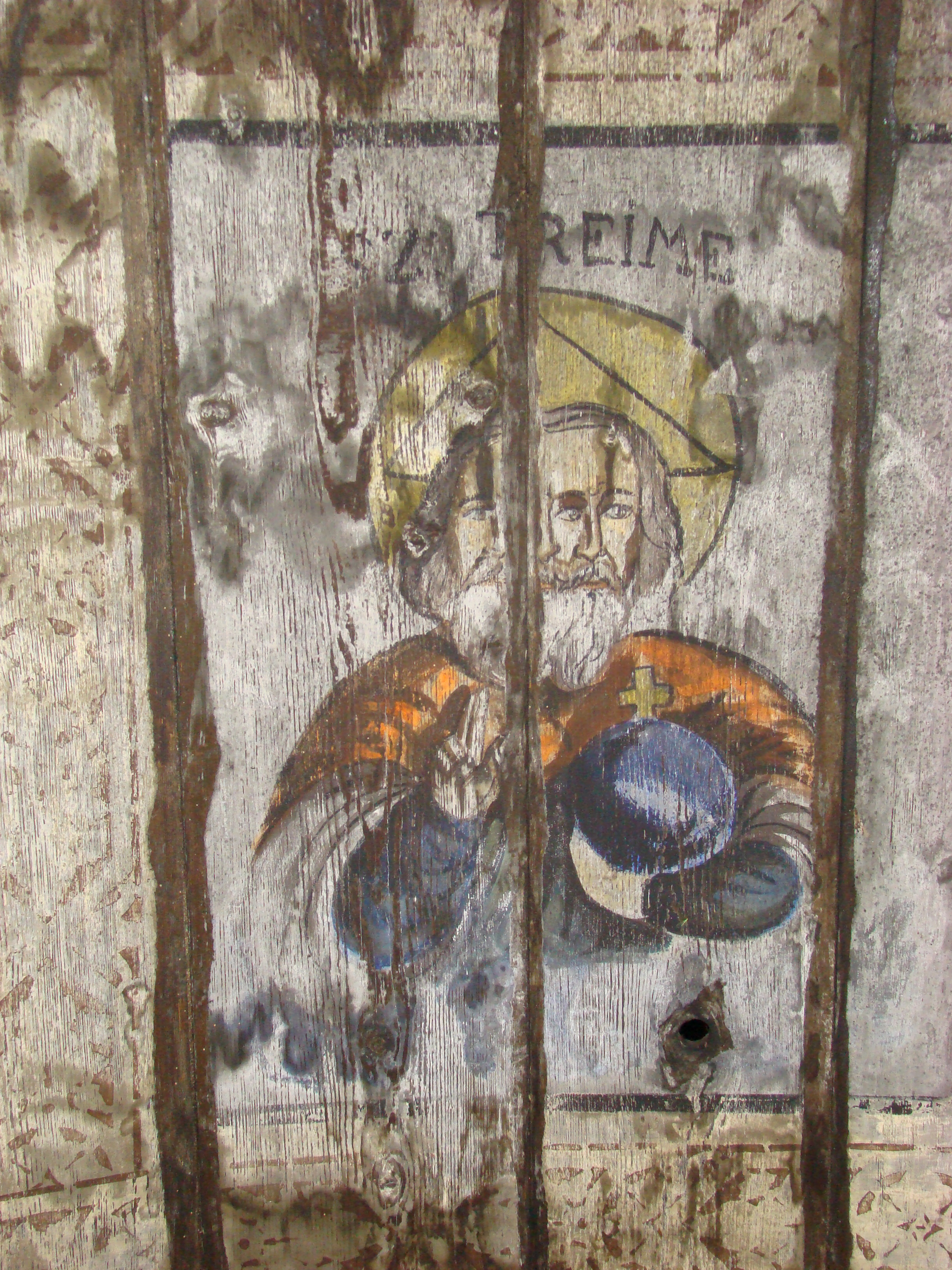
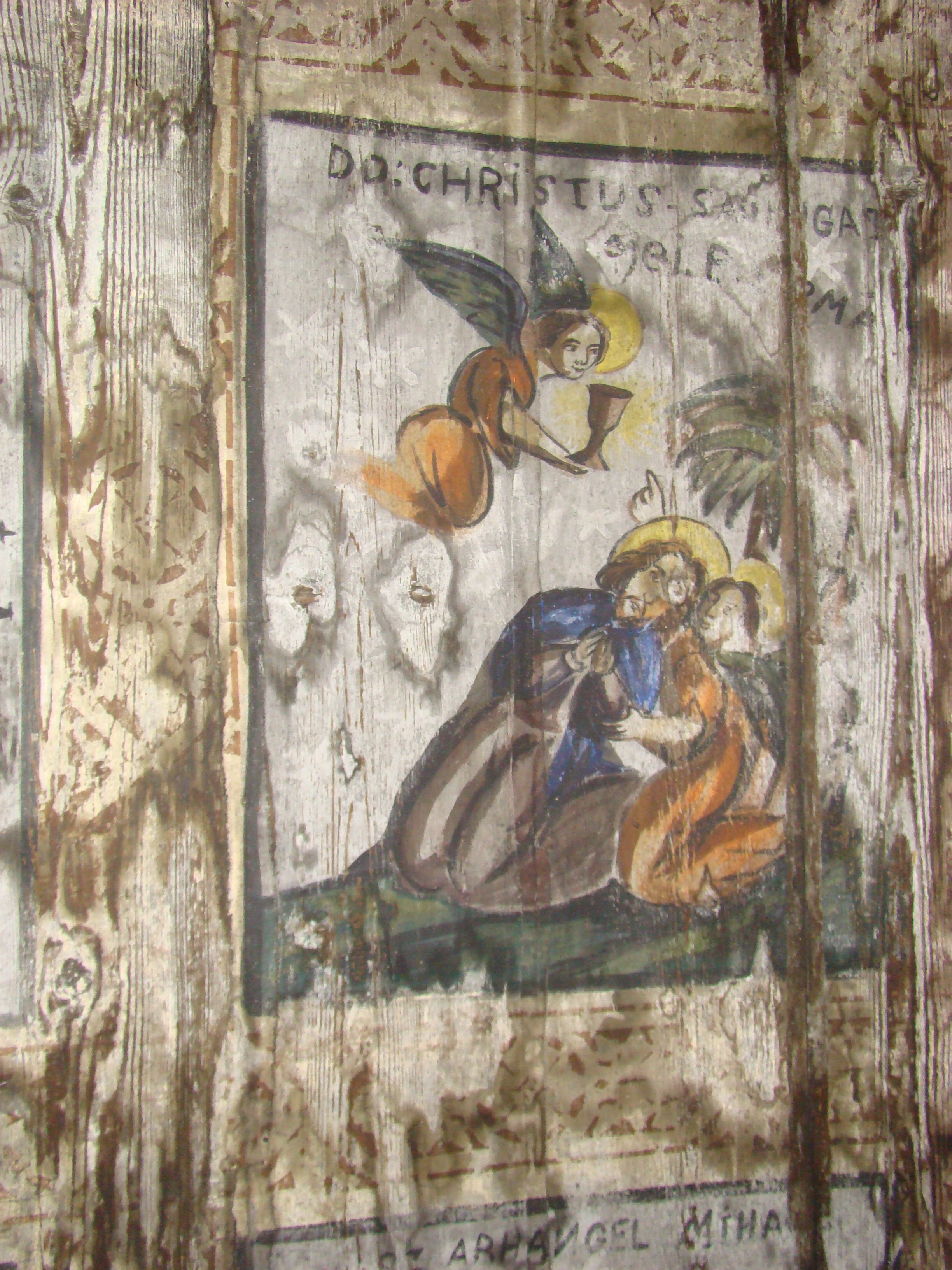
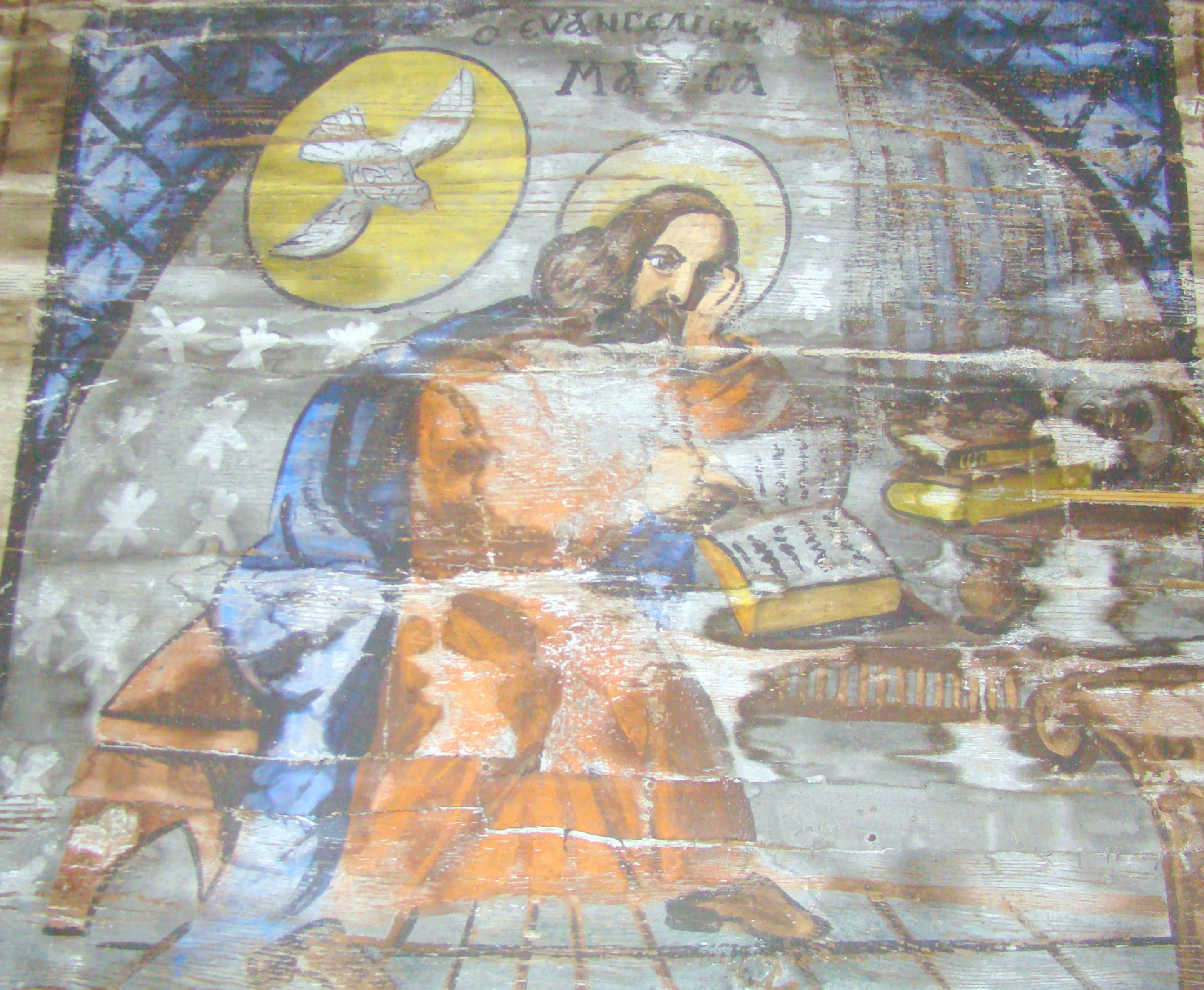
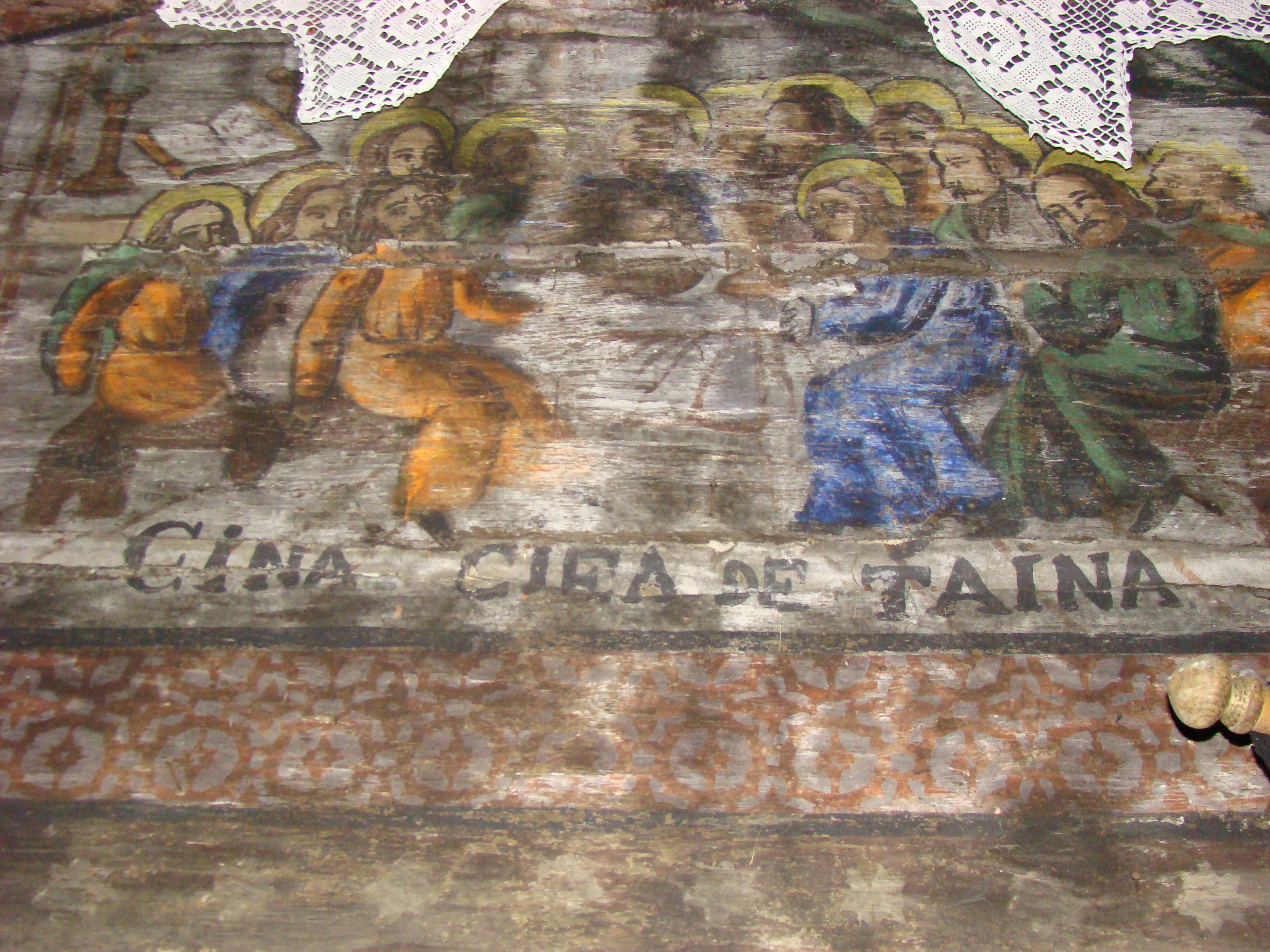
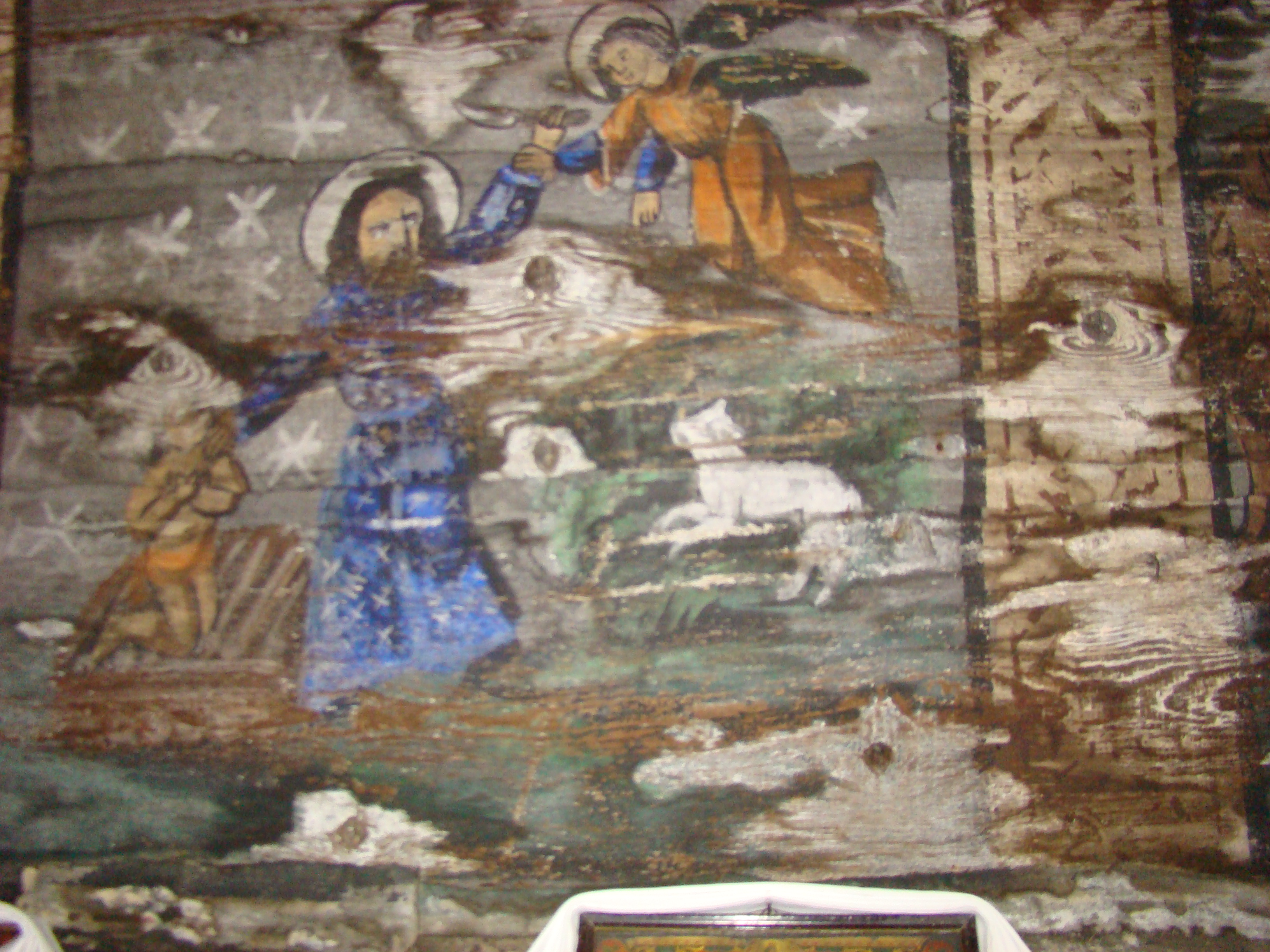
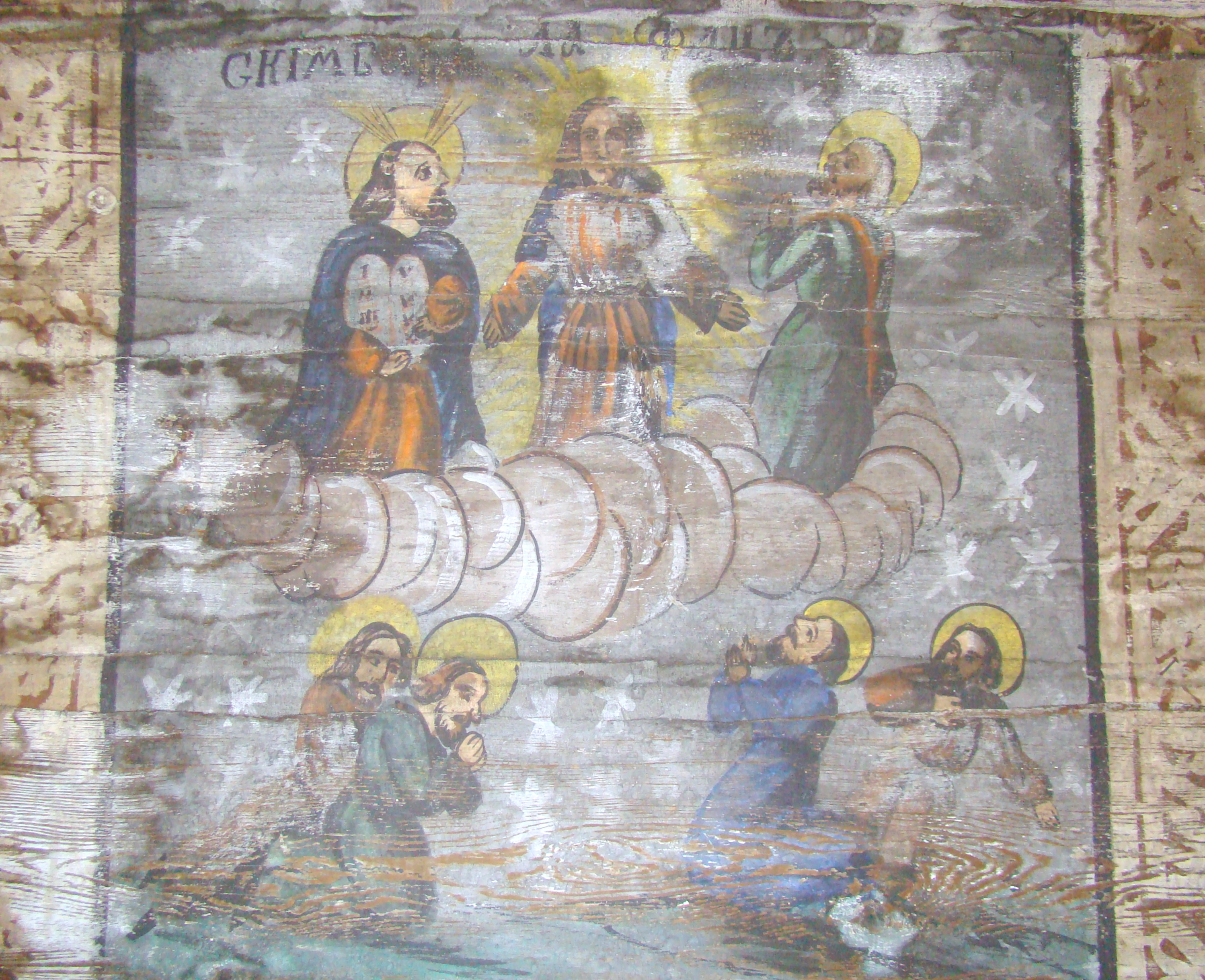
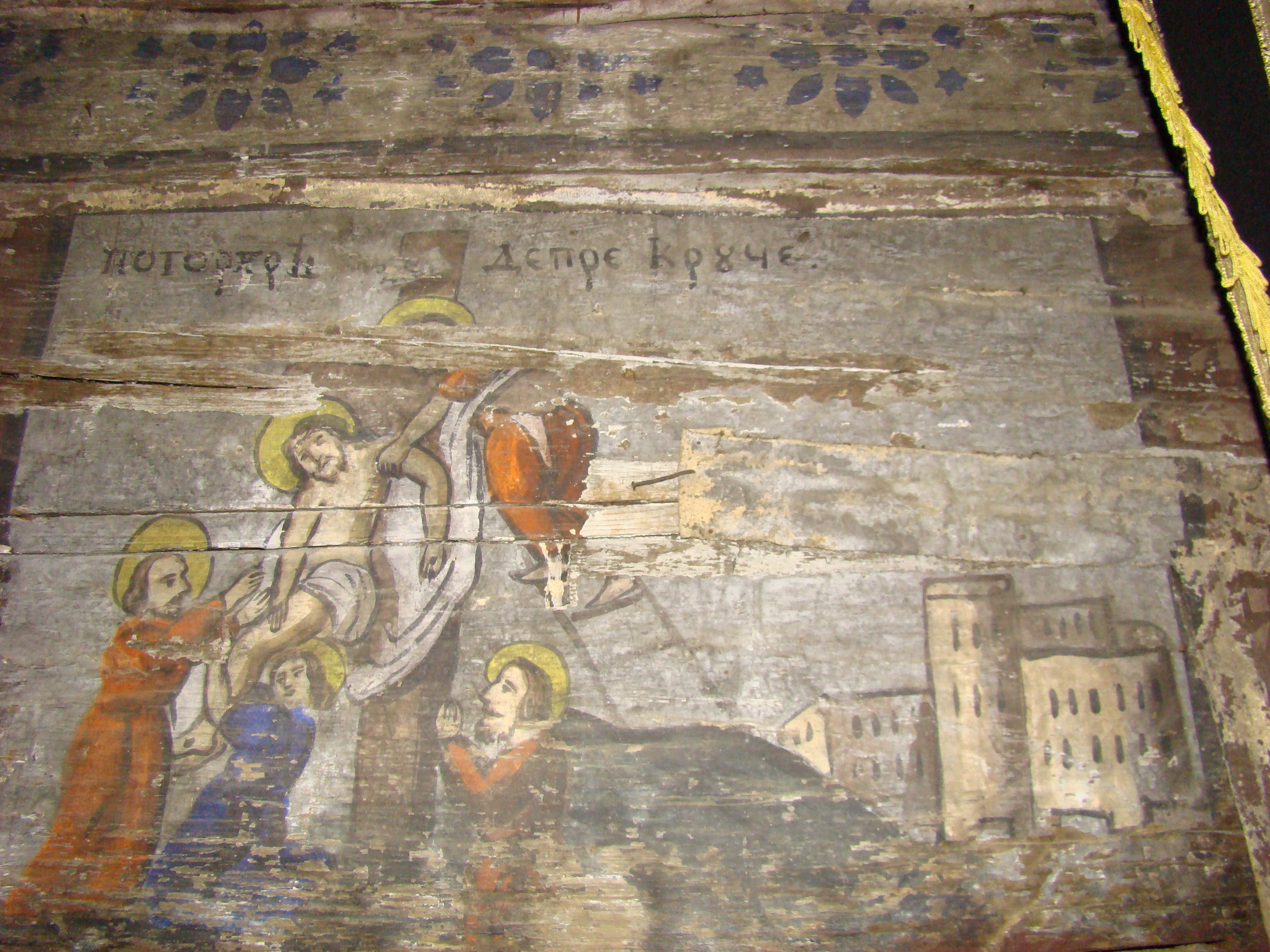
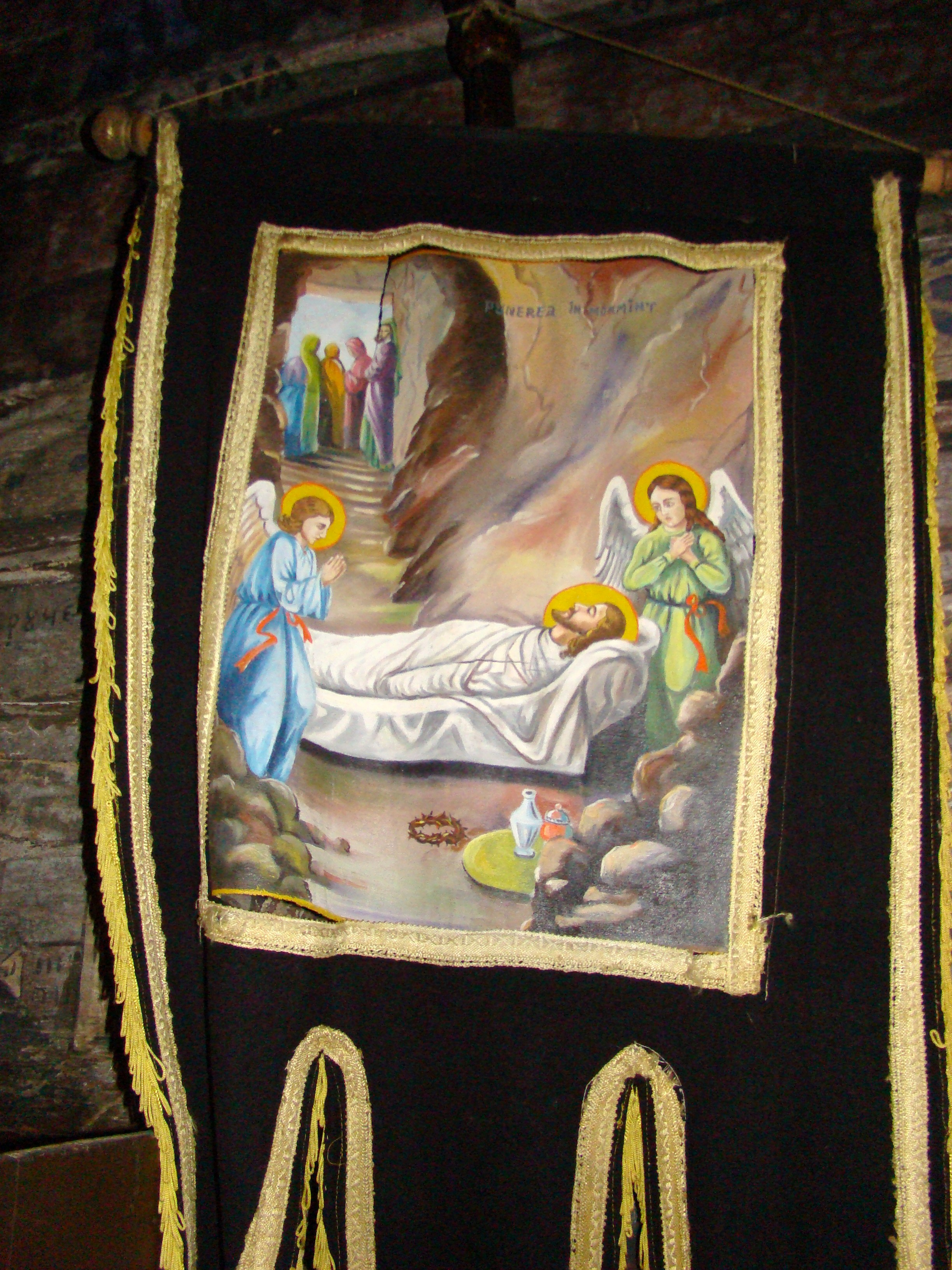
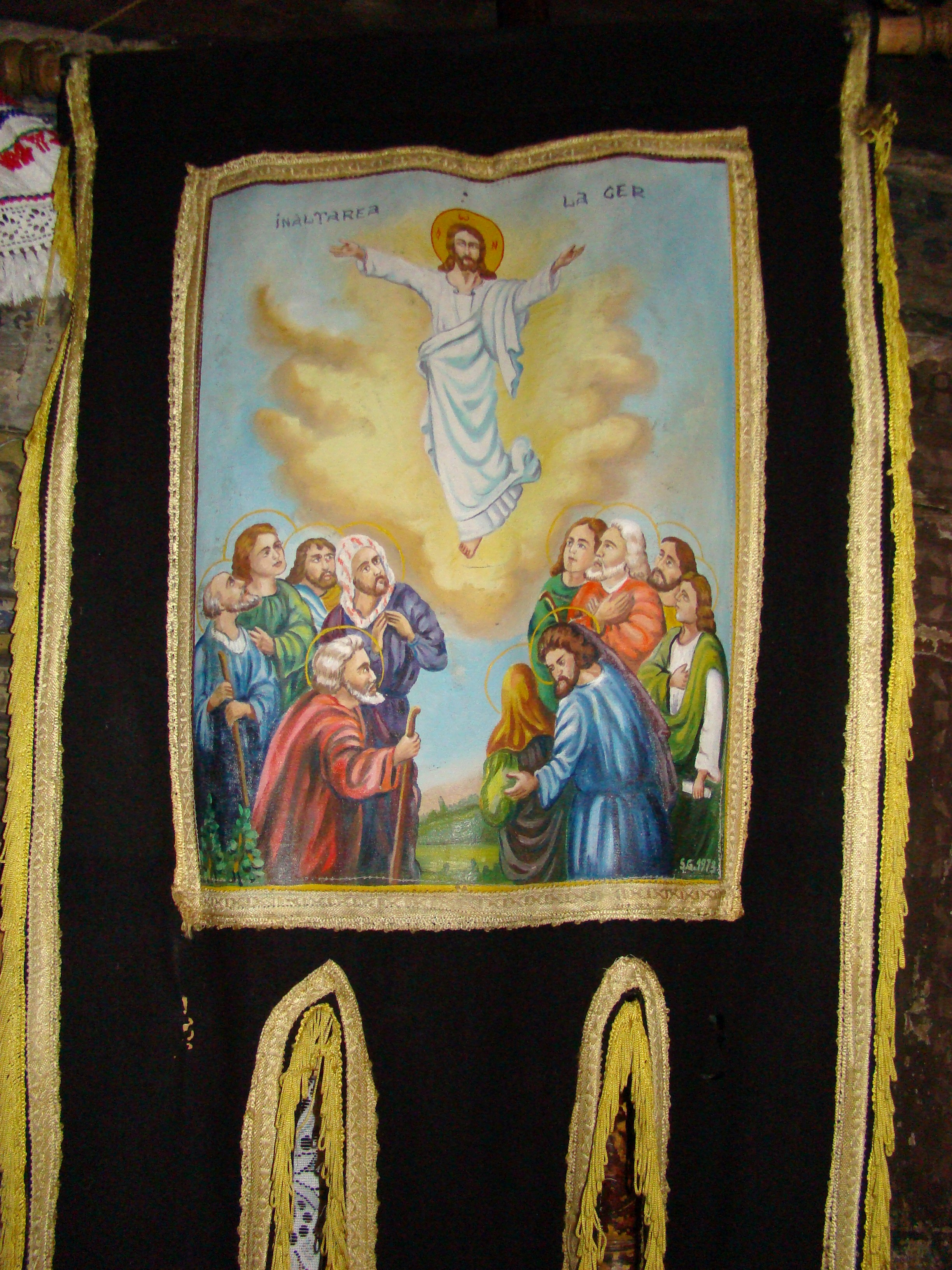
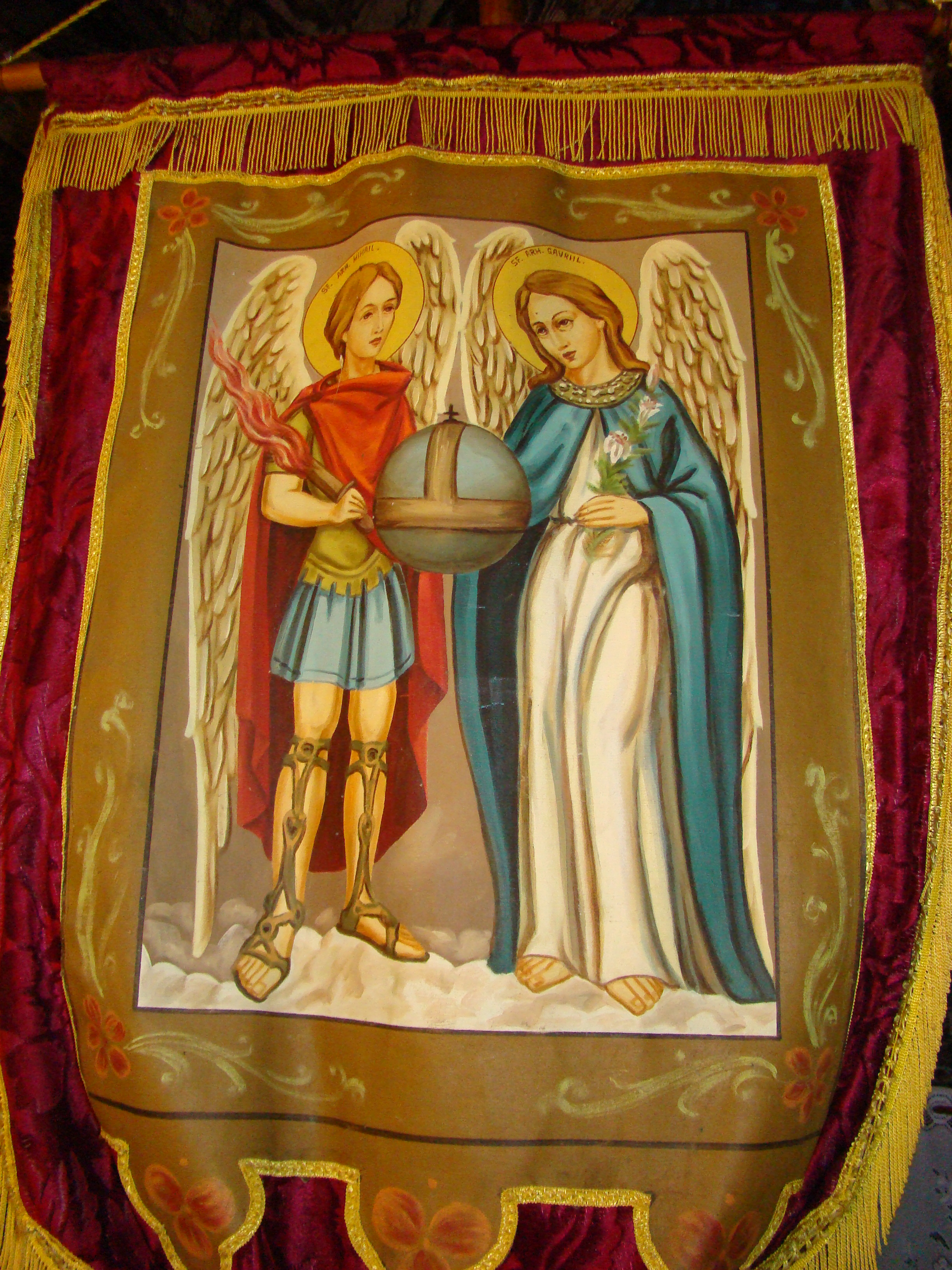
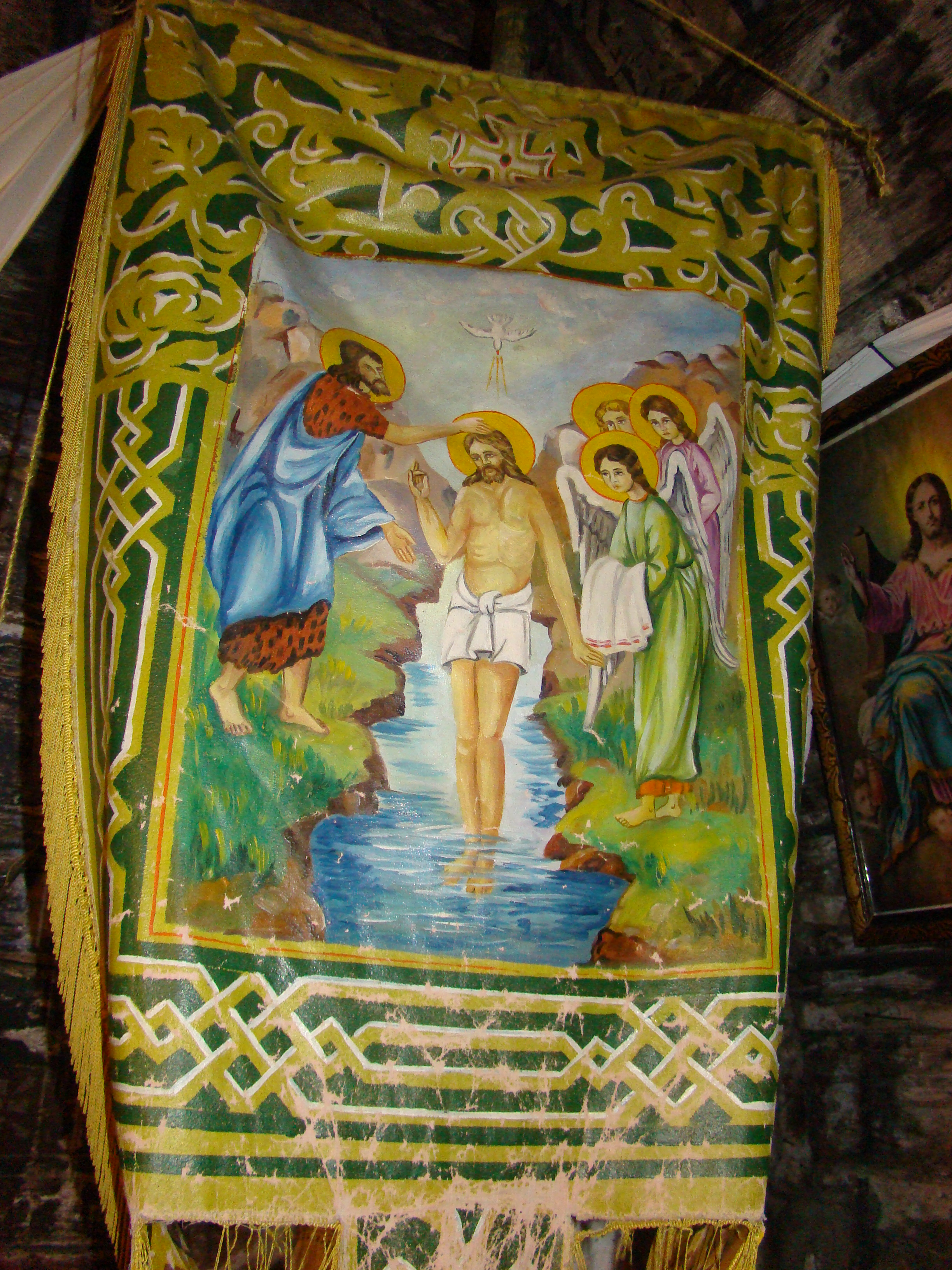
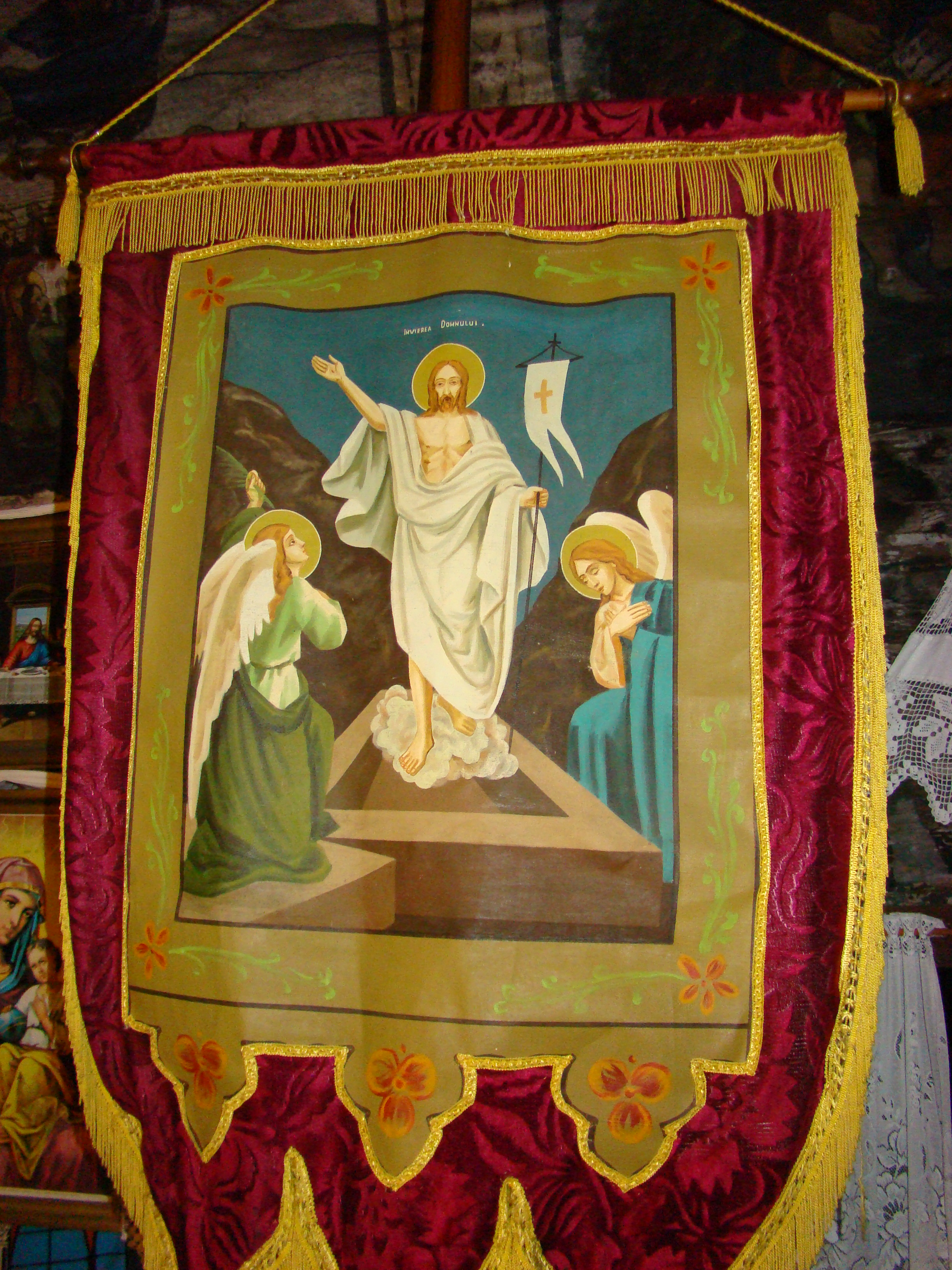
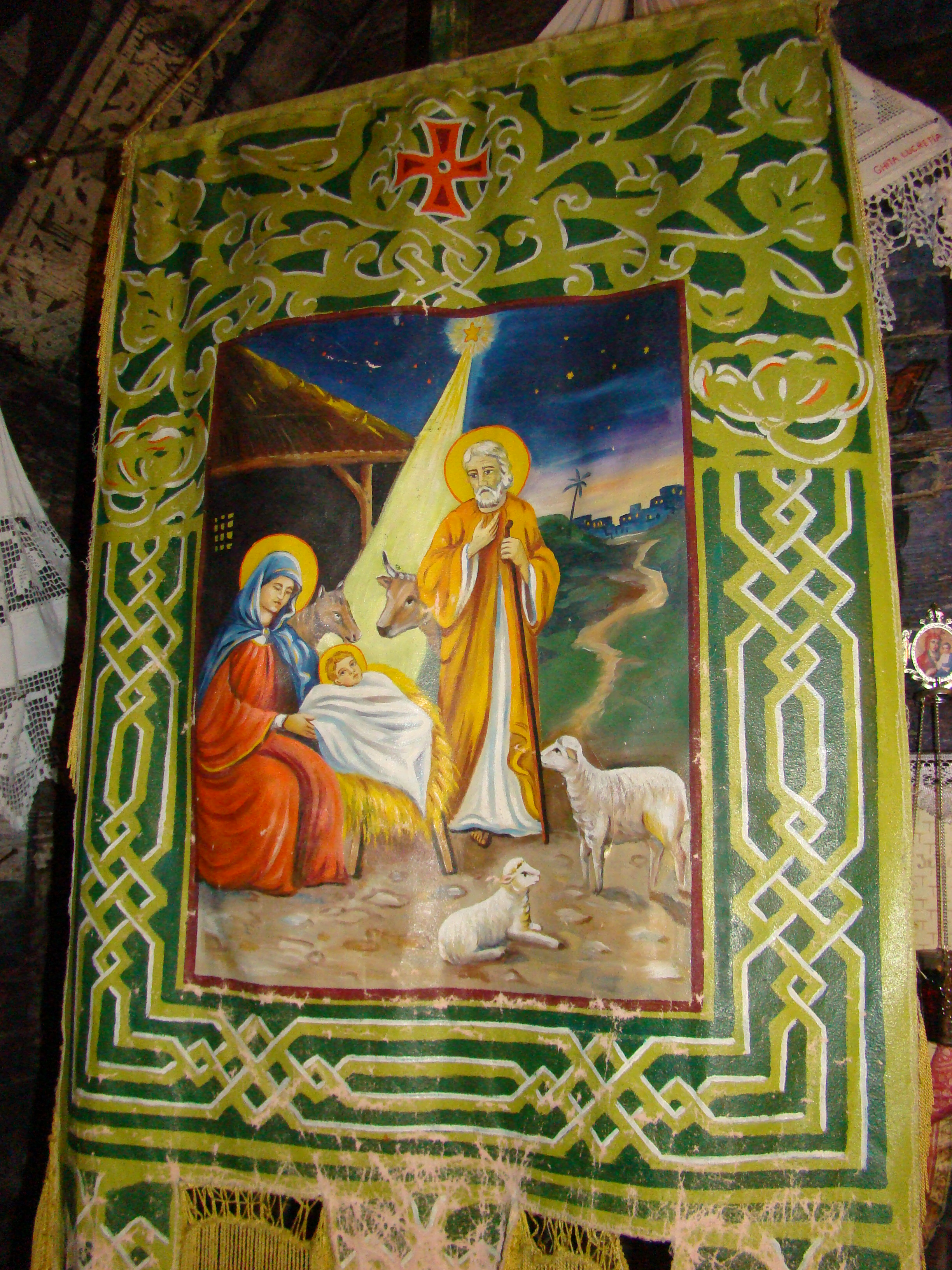